# Arquitectura gótica en Polonia

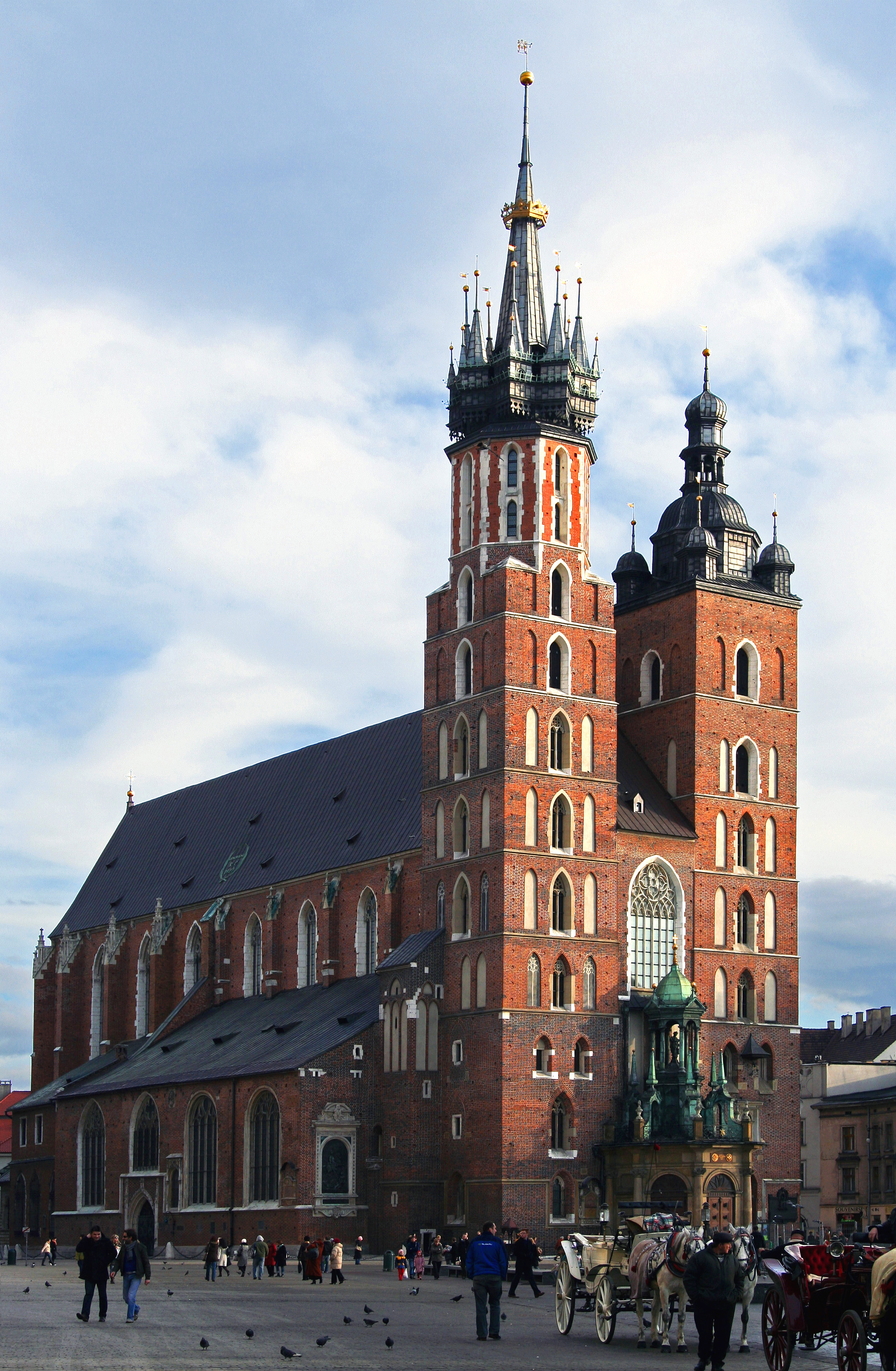
Basílica de Santa María, Cracovia

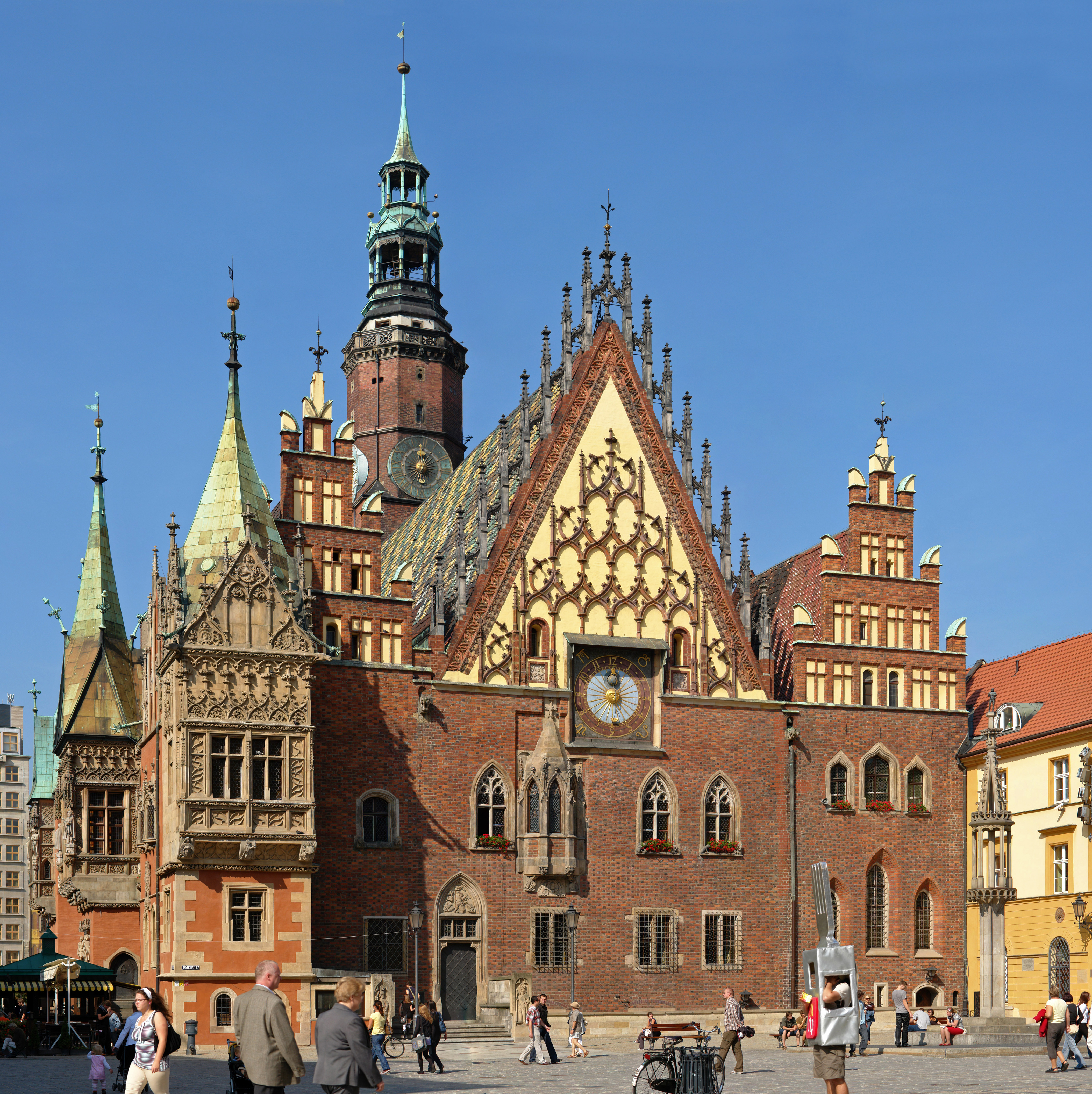
Ayuntamiento de Breslavia (1242-)

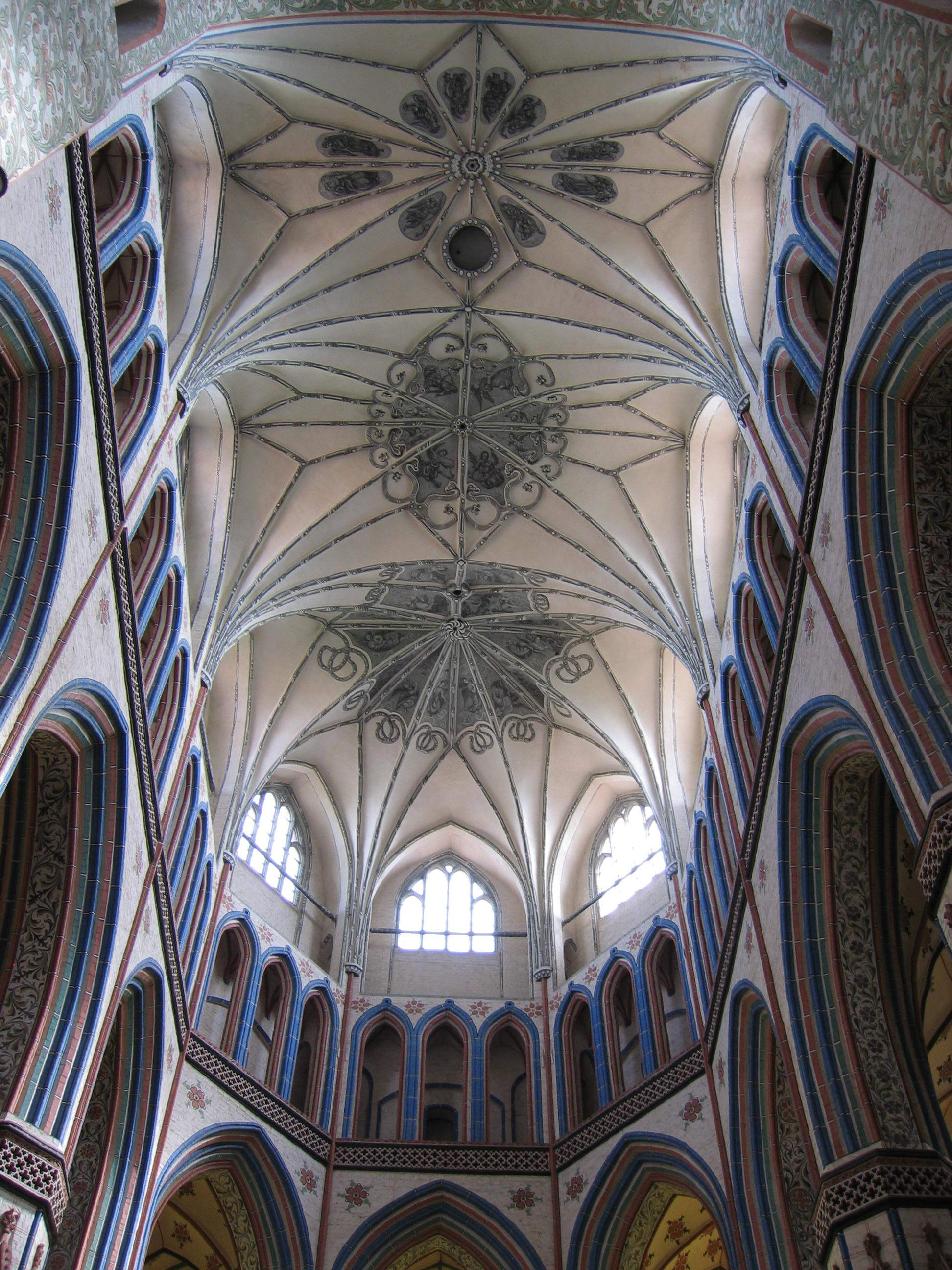
Interior de la Colegiata de Nuestra Señora Reina del Mundo en Stargard (1292-1500)

El gótico en Polonia o gótico polaco son denominaciones historiográficas para caracterizar la producción arquitectónica en la época del arte gótico en la actual Polonia, en ese momento regida sólo parcialmente por el reino de Polonia, con partes bajo el dominio del ducado de Lituania, la Orden Teutónica  y algunas ciudades hanseáticas. 
El gótico llegó a tierras polacas con los cistercienses, que utilizaron elementos del gótico temprano en 1214 en su iglesia de Trzebnica (bóveda de crucería en la cripta oriental y bajo la galería) y en las iglesias monásticas de Jędrzejów de 1210 y Koprzywnica. La corriente gótica comenzó a extenderse gracias a las órdenes dominicana y franciscana a finales de la primera mitad del siglo XIII. Los primeros elementos del nuevo estilo son visibles en la construcción dominica, bajo el obispo Iwo Odrowąż, de la basílica de la Santa Trinidad en Cracovia (1226-1250), de ladrillo, perteneciente al románico tardío, en la que se realizaron arcos ojivales entre las naves. En el norte y oeste del país ya había precedentes románicos construidos en ladrillo, que será el material elegido para la mayor parte de los edificios góticos (gótico de ladrillo, característico de toda la región báltica). Algunos, como la catedral de Wawel (1320-1364), se harán en piedra y también hay ejemplos de pequeñas iglesias de mampostería.
Las iglesias dominicanas y franciscanas, construidas en estilo gótico temprano, se caracterizaron por la sencillez de formas y la falta de torres, vidrieras y ricas decoraciones. Por lo general, disponían de un presbiterio largo y rectangular, destinado a los monjes, cubierto con bóvedas de crucería. También hay algunos edificios cistercienses. Una de las primeras manifestaciones góticas en el país fue también la reconstrucción de la catedral de Wrocław  después de 1244, que se amplió desde el este con un coro de ladrillo simplemente cerrado con un deambulatorio, y dos pequeñas torres en las esquinas que han permanecido inconclusas hasta el día de hoy. Se cree que el edificio polaco más antiguo construido íntegramente en estilo gótico sería la capilla del santuario de Santa Jadwiga (Trzebnica) (1268-1269) en la iglesia de San Bartolomé en el monasterio cisterciense. La capilla fue reconstruida a partir de una capilla románica anterior y se conectó a la iglesia mediante un portal gótico temprano. La forma de las iglesias góticas es mucho más diversa que la de los edificios construidos en el período románico. Obras interesantes, en estilos regionales diferentes, fueron construidas en Lubiąż, Kamieniec Ząbkowicki y Henryków, así como en Oliwa, Pelplin y Koronowo.
El desarrollo del estilo gótico estuvo muy influenciado por los cambios que se estaban produciendo entre la burguesía. La incorporación de ciudades bajo la Ley de Magdeburgo y la aparición de nuevos núcleos en el período de fragmentación distrital, cuyos habitantes se sintieron apegados principalmente a su propia región y no a todo el país, favoreció el surgimiento de escuelas separadas de arte gótico. Como en otros países, también se realizaron colectas para la construcción de nuevas iglesias en ciudades polacas. El patrocinio real jugó un papel importante. La reforma del Estado llevada a cabo en el siglo XIV permitió financiar muchas obras de ese período. El reinado de Casimiro el Grande (r. 1333-1370) fue el momento del mayor florecimiento de la arquitectura gótica en Polonia. La segunda vez tuvo lugar un desarrollo similar en la fase gótica tardía, durante el gobierno de Casimiro IV Jagellón (1447-1492).
La zona del sur de Polonia, especialmente la región de la Baja Silesia, permaneció en estrecho contacto con los constructores de Bohemia y revela la influencia del gótico checo, con soluciones parecidas como la localización de la torre en la intersección del transepto con el coro (en el lado sudoriental de las iglesias). En la región de la Pequeña Polonia, bajo el patrocinio real, se desarrolló la construcción denominada estilo cortesano, realizada en ladrillo con sillares de piedra para realzar los detalles. Suelen ser iglesias de dos naves. En esta parte del país, la llegada del Renacimiento (principios del  siglo XVI) fue más rápida, también debido al mecenazgo cortesano. La arquitectura de las tierras del norte estuvo fuertemente influenciada por el gótico báltico, con patrones inspirados en los edificios del estado de la Orden Teutónica y de otras ciudades asociadas con la Liga Hanseática. La Gran Polonia, que perdió ante la Pequeña Polonia protagonismo en el país, no jugó un papel significativo en la conformación de este estilo. La arquitectura de estas tierras muestra muchas conexiones con los edificios de Silesia y de Pomerania. Las iglesias de Pomerania son de ladrillo, con torres situadas en el eje principal, siendo muy poco común la planta basilical. Mazovia, que se unió a la Corona solo en 1526, se inspiró principalmente en el arte de Pomerania, aunque la influencia de la escuela de Cracovia también es visible. No se desarrollaron diferentes formas de gótico en Mazovia. Los edificios que se producen en esta tierra se caracterizan más bien por la simplificación de las formas antes conocidas. Las tradiciones góticas continuaron aquí durante mucho tiempo (hasta finales de los siglos XVI y XVII). En la construcción de madera, las influencias góticas son visibles aún más. En el siglo XIX, el gótico de Mazovia incluso se reconoció como un estilo polaco en la arquitectura, proporcionando un modelo para los arquitectos de muchas iglesias neogóticas. 
Debido al difícil acceso a la piedra trabajable, los detalles de piedra están casi ausentes en el país y todas las formas decorativas se limitan al ladrillo y luego al estuco. Todavía se construyó en estilo gótico en el siglo XVI; siendo el representante más destacado en el país fue el arquitecto Giovanni Battista (Jan Baptysta Wenecjanin, c.1492-1567).
Los centros urbanos que conservan la mayor parte del gótico polaco son las ciudades de Cracovia, Gdańsk, Toruń y Breslavia. Muchos edificios góticos en origen fueron largamente ampliados y modificados en otras épocas y estilos.

Arquitectura gótica en Polonia
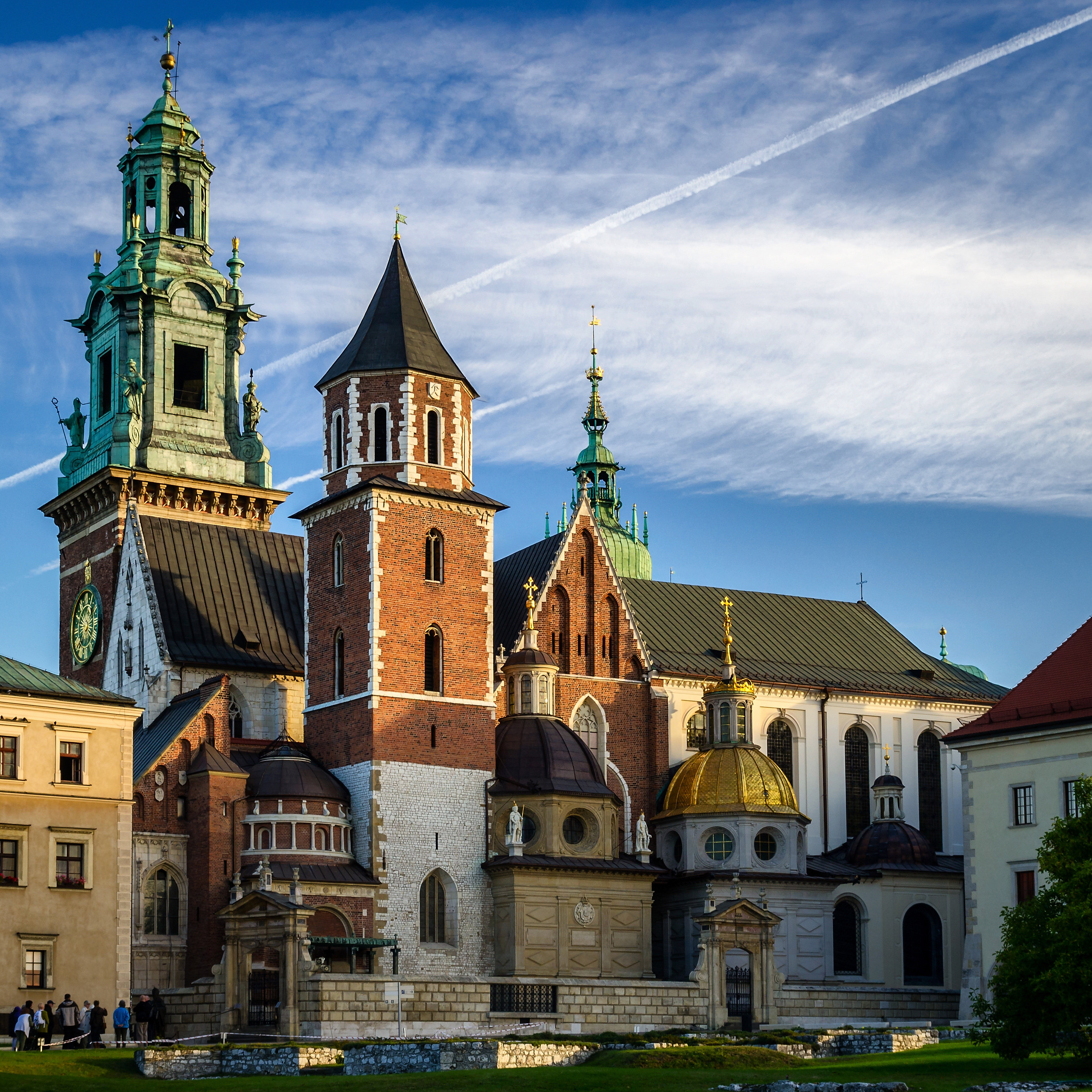
Catedral de Wawel (1320-1364)
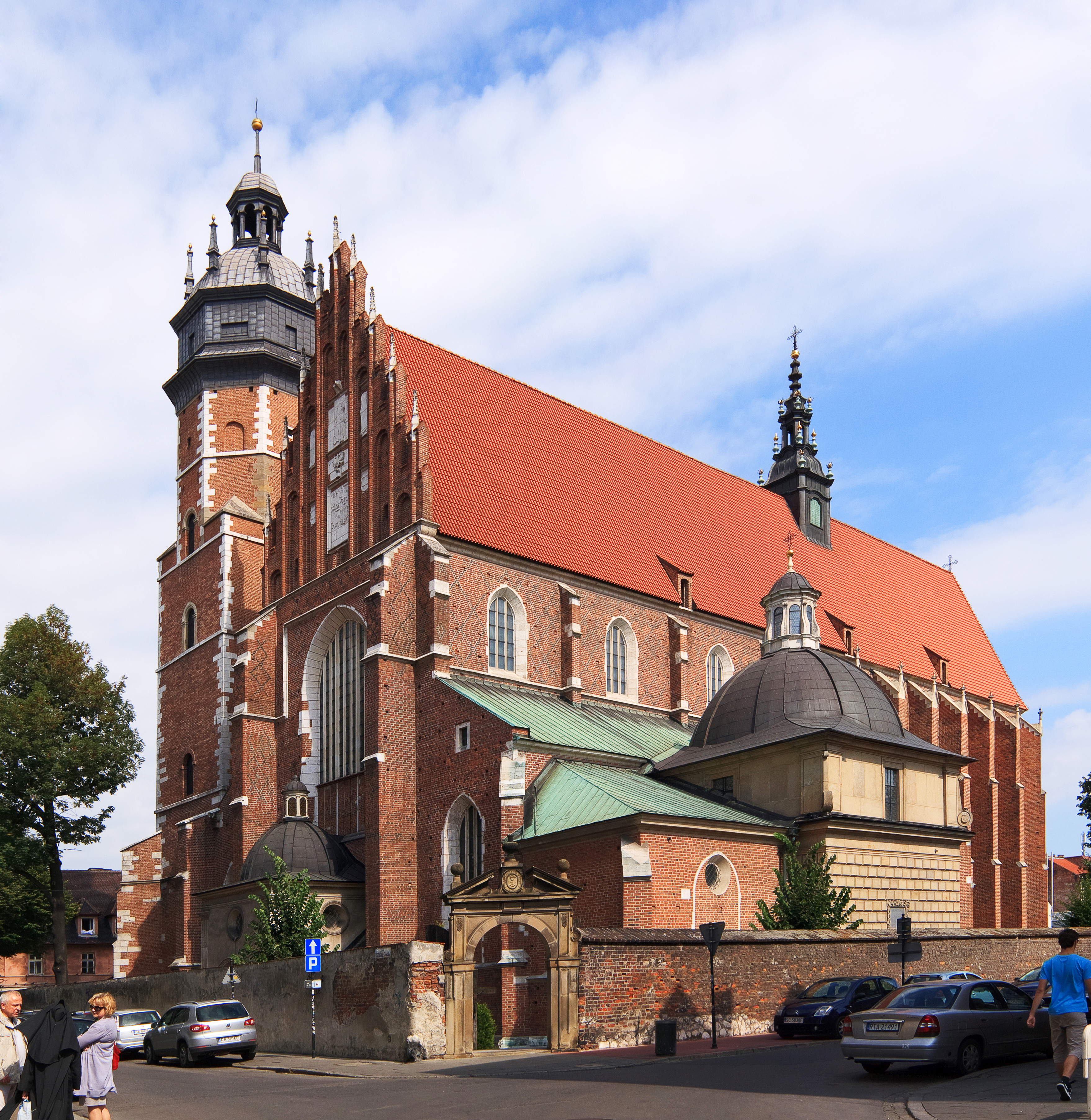
Basílica del Corpus Christi (Kazimierz, Cracovia)
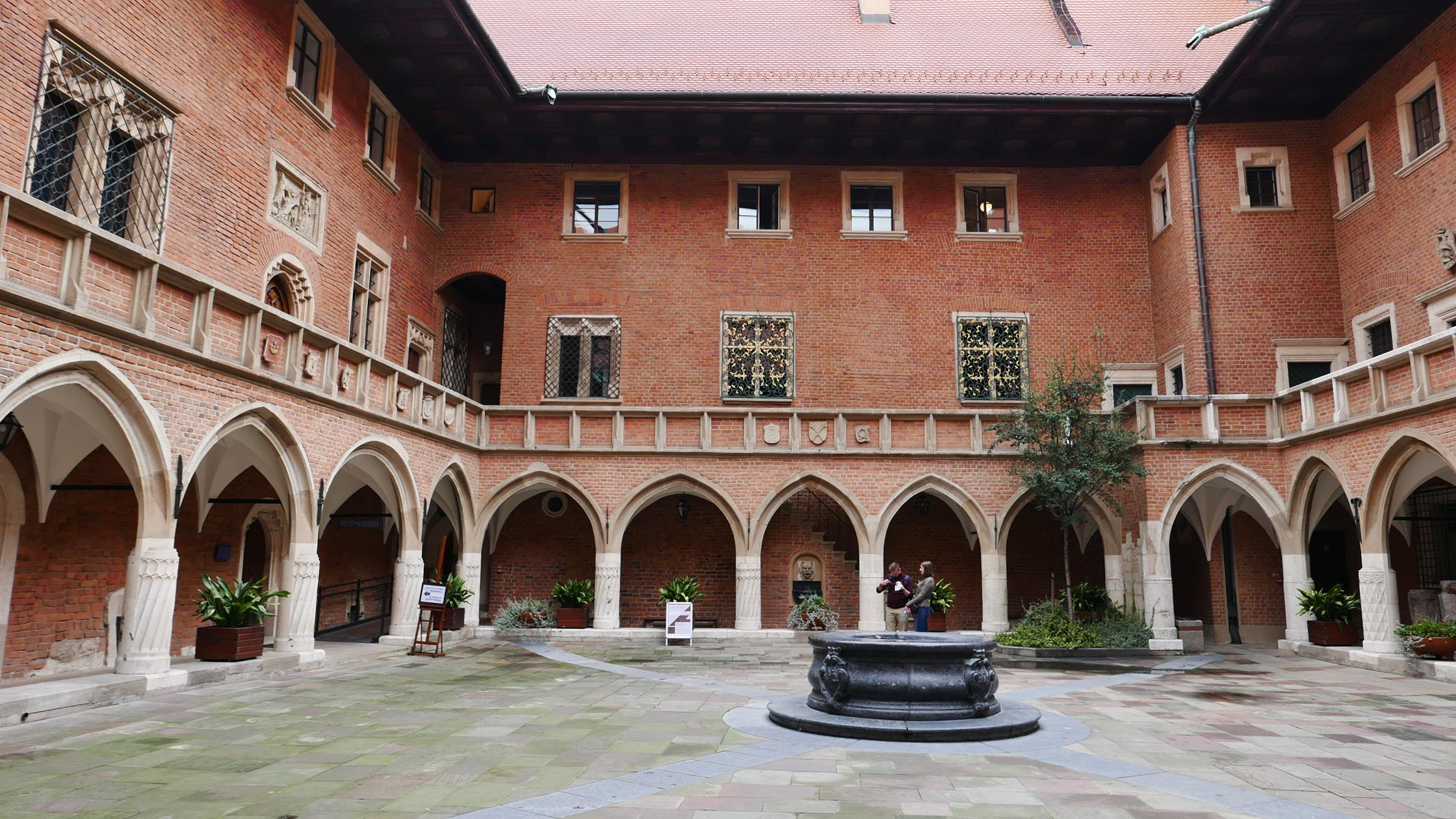
Collegium Maius, Cracovia.
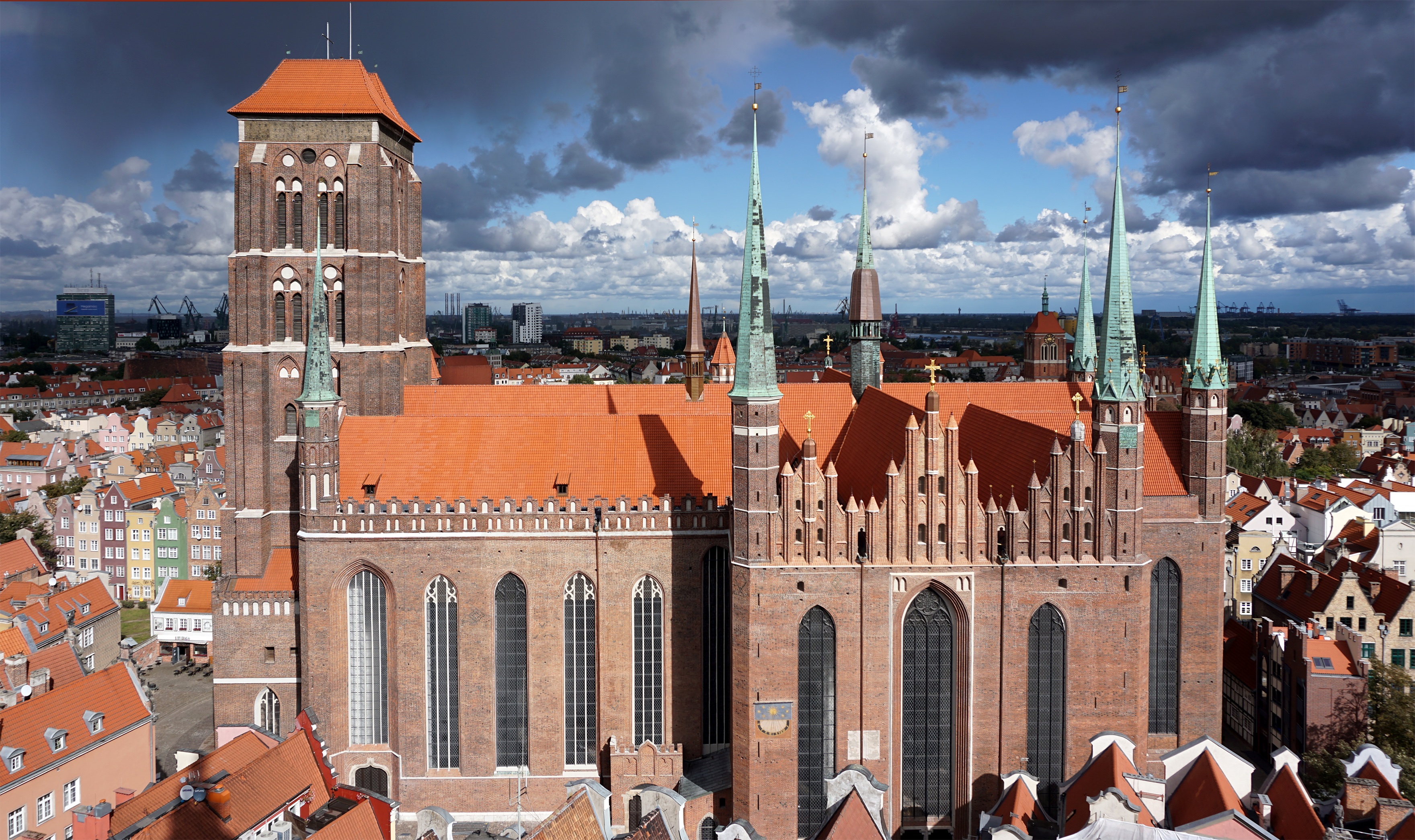
Iglesia de Santa María, Gdańsk (1343-1502)
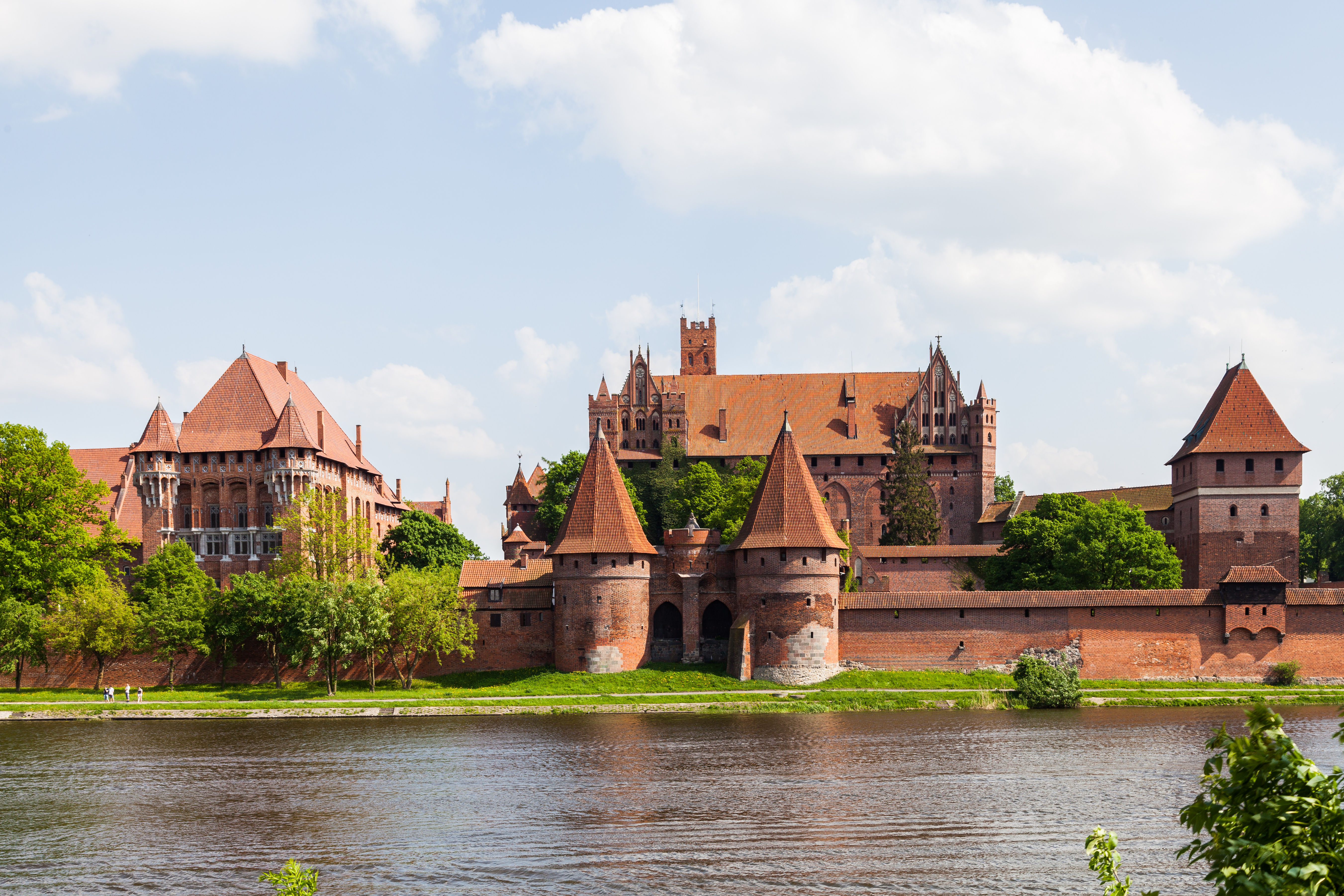
Castillo de Malbork ( Patrimonio de la Humanidad     (1997))

## Castillos

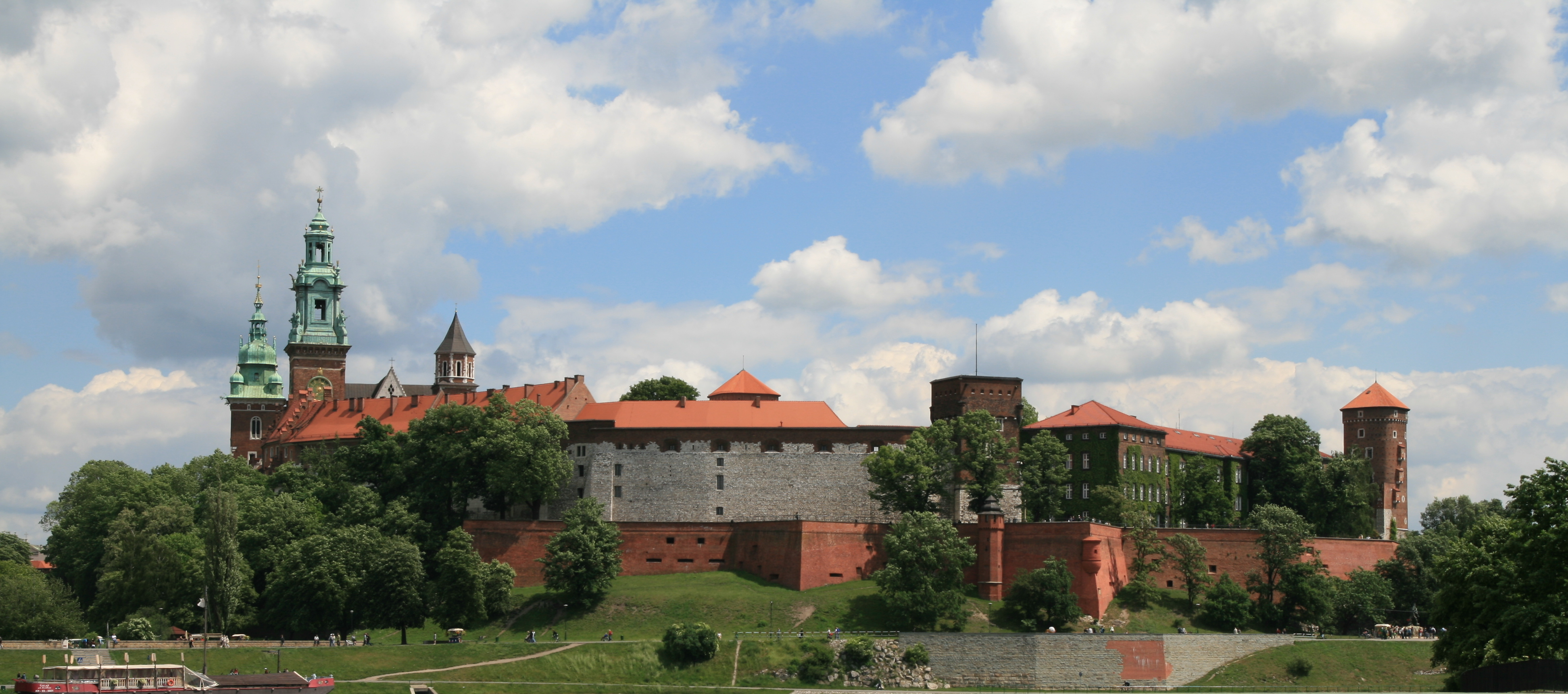
Castillo de Wawel, Cracovia

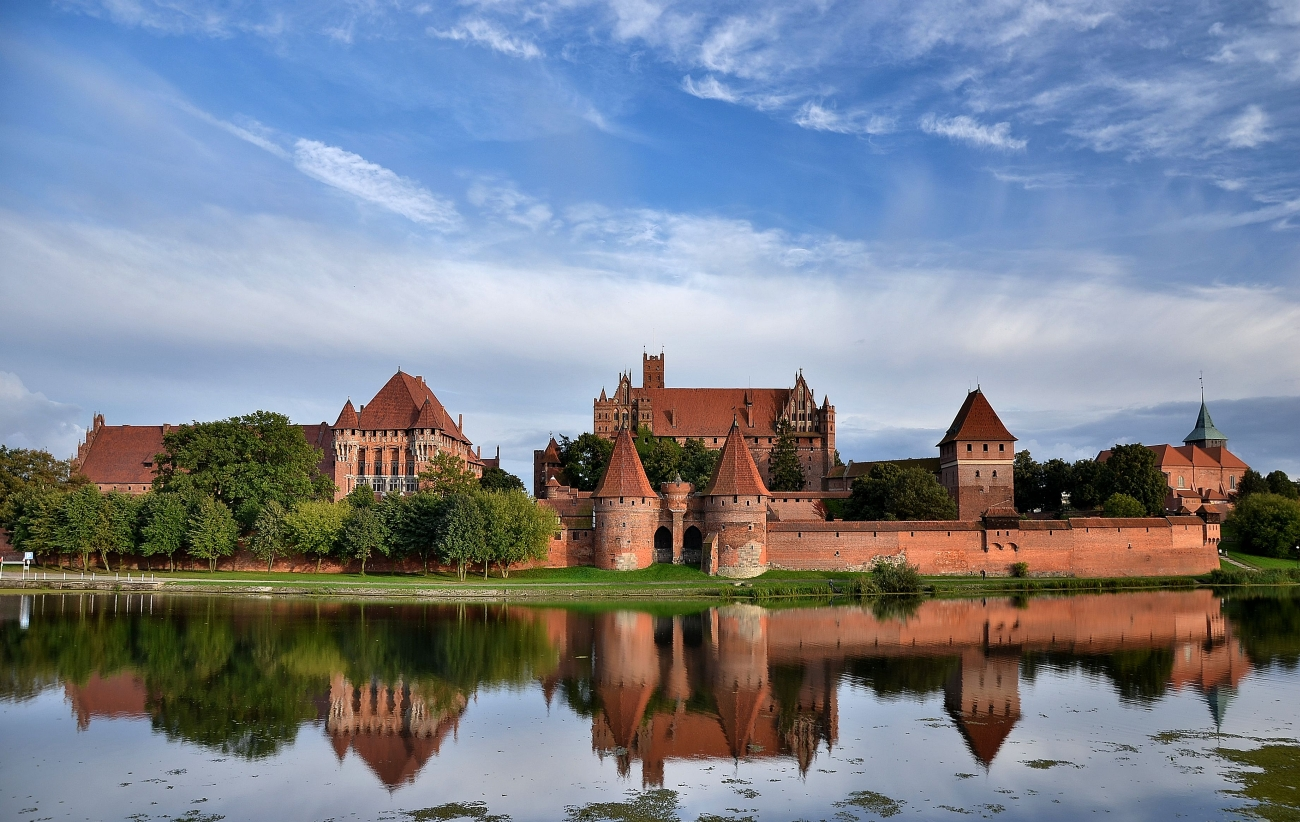
Castillo de Malbork

Desde el siglo XIII comienzan a modernizarse los edificios preexistentes con un programa funcional (castillo de Wawel, Legnica), y se edifican castillos, que sólo podían construirse con el consentimiento del gobernante. Por esta razón los más antiguos tienen carácter público. Inicialmente, en el siglo XIII, los elementos característicos de los cierres se situaron con un papel dentro de los castillos de madera y tierra, así los primeros castillos eran de forma irregular (como el de Opole). Desde mediados del siglo XIII se abandonó la construcción palaciega para estar conectado más bien con la época anterior. La forma regular de los castillos se extendió por todo el reino de Casimiro el Grande, y los construyó en esta forma, incluso en áreas con castillos previos (Rawa, Łęczyca, Koło). Se crearon castillos y monasterios por los caballeros de San Juan (Stare Drawsko, Łagów, Swobnica, Pęzino) y la Orden Teutónica, en el estado creado por ellos en Prusia (Malbork, Radzyń Chełmiński, Niedzica) y obispos (Lipowiec). Las torres de los castillos podían ser defensivas (stołp) o residenciales (donżon). Los castillos góticos mejor conservados son:
- en la Pequeña Polonia: Chęciny, Odrzykoń, Czorsztyn, Niedzica, Kazimierz Dolny, Bobolice, Będzin, Lipowiec, Ogrodzieniec y otros de la llamada  «ruta de los Nidos de Águila»;[7]
- en el norte: construidos por la Orden Teutónica en Malbork, Nidzica, Golub, Radzyń Chełmiński, Gniew; o en dominios episcopales como  Kwidzyn, Lidzbark Warmiński, Olsztyn, Reszel;
- en Mazovia: Ciechanów, Czersk, Liw;
- en la Gran Polonia: Koło, Szamotuły, Gołańcz, Łęczyca;
- en la Baja Silesia: Siedlęcin Tower, Bolków, Chojnik, Żmigród, Świny.

Castillos góticos de Polonia
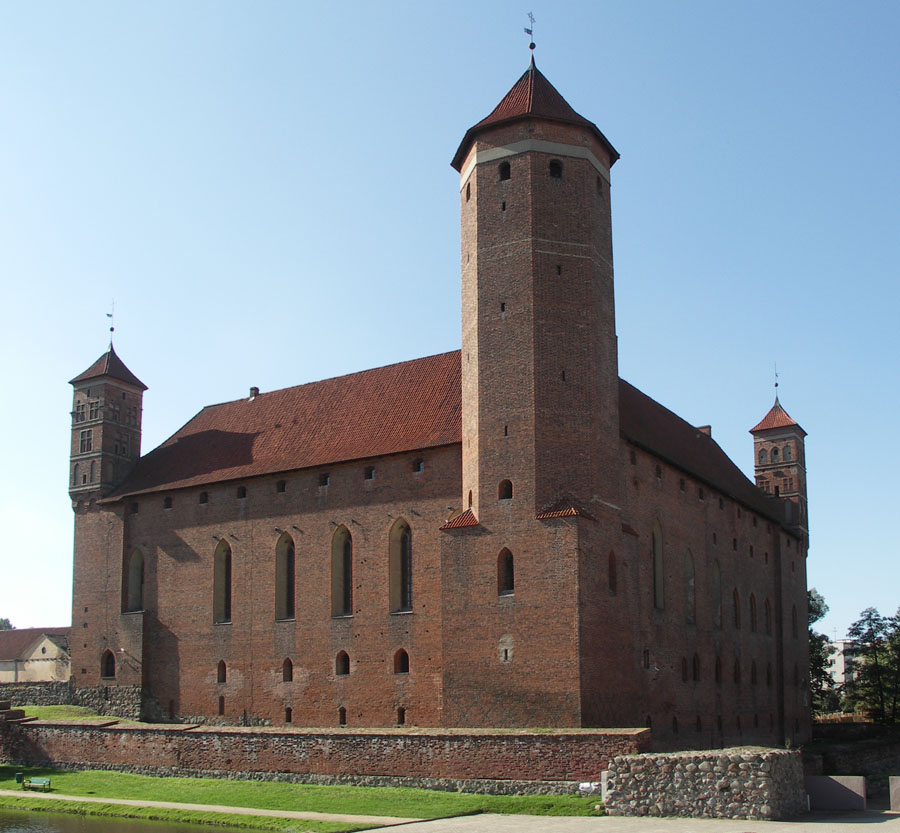
Castillo episcopal de Lidzbark Warmiński
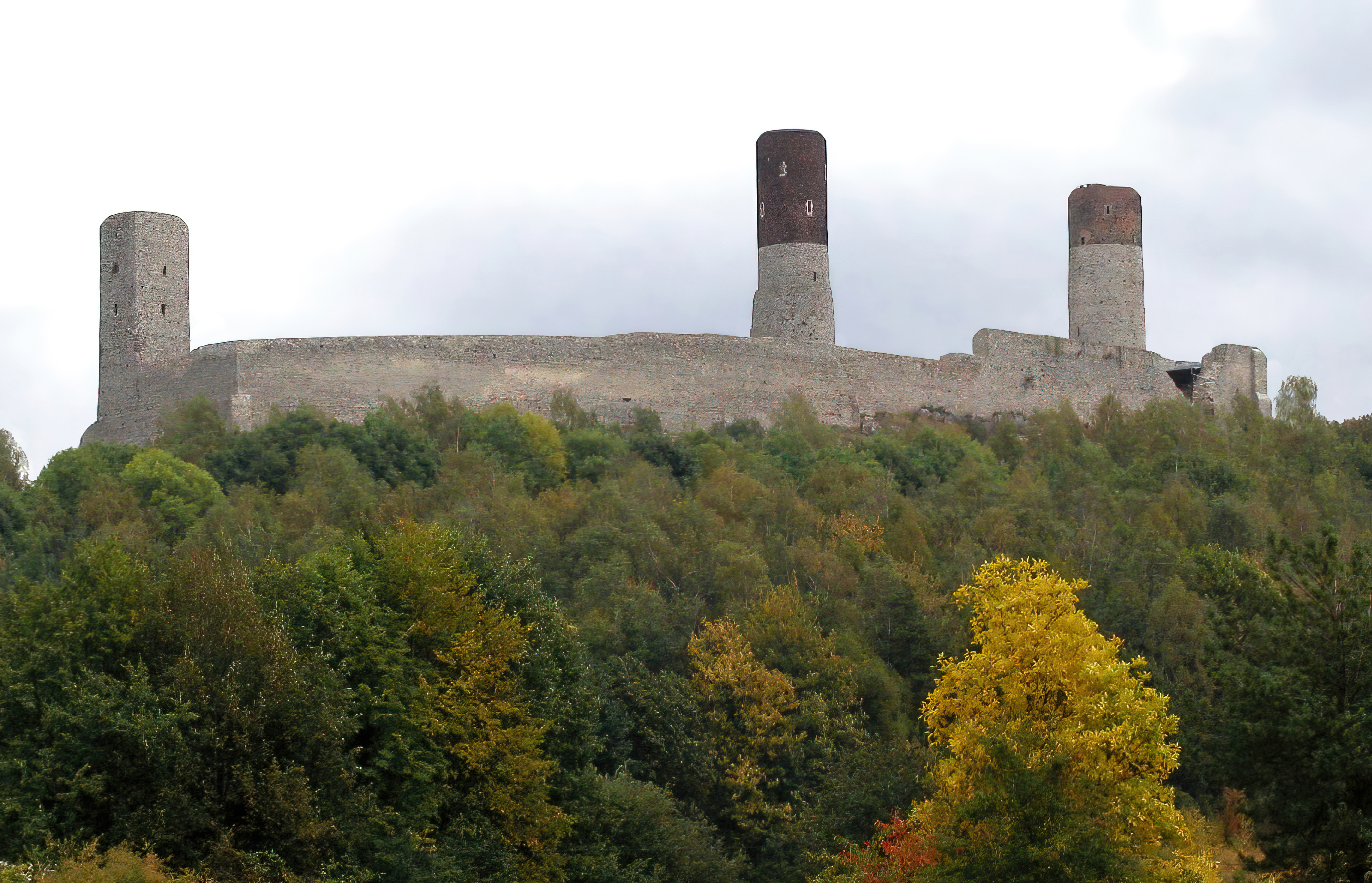
Castillo de Chęciny
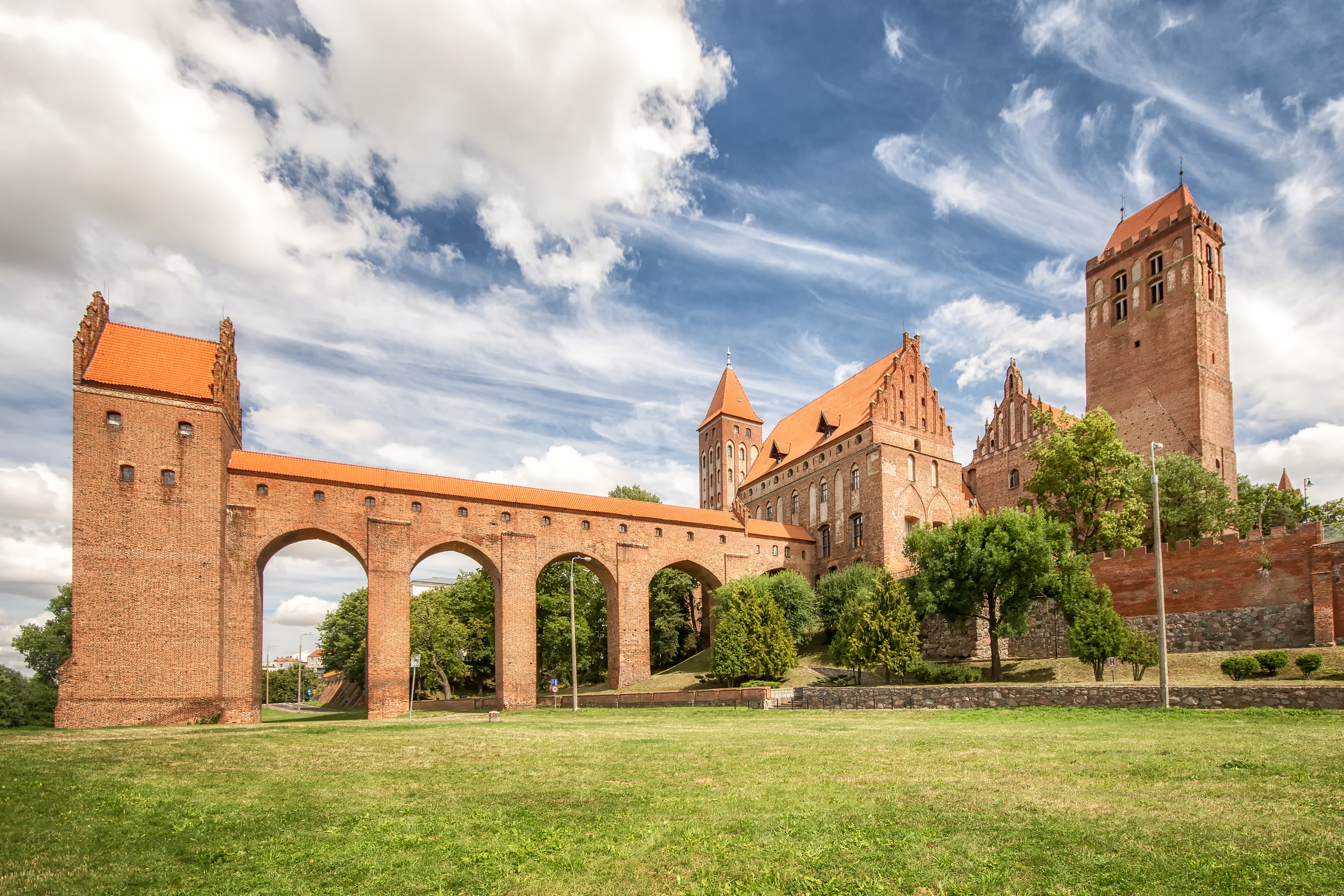
Castillo de Kwidzyn
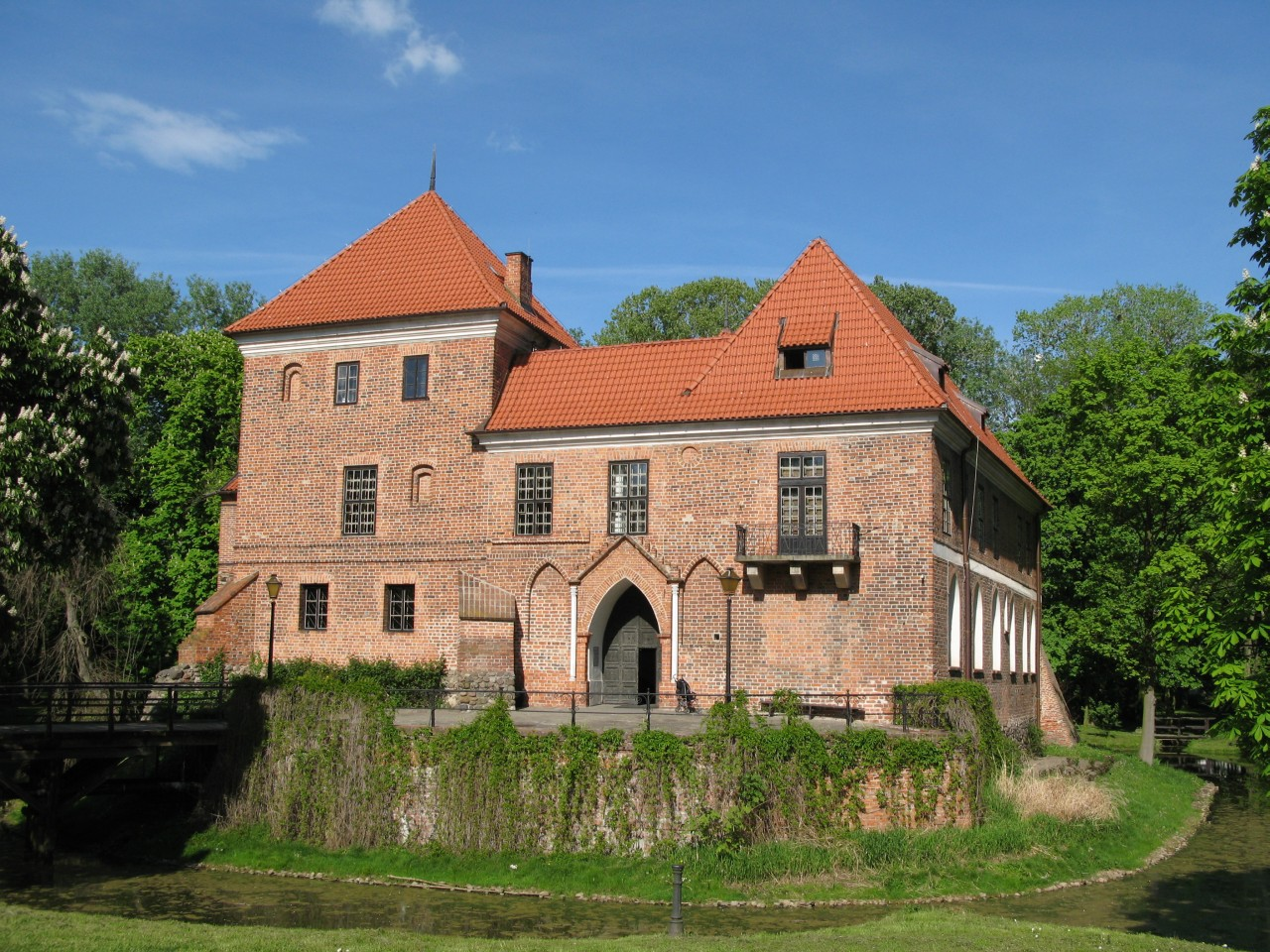
Castillo de Oporów
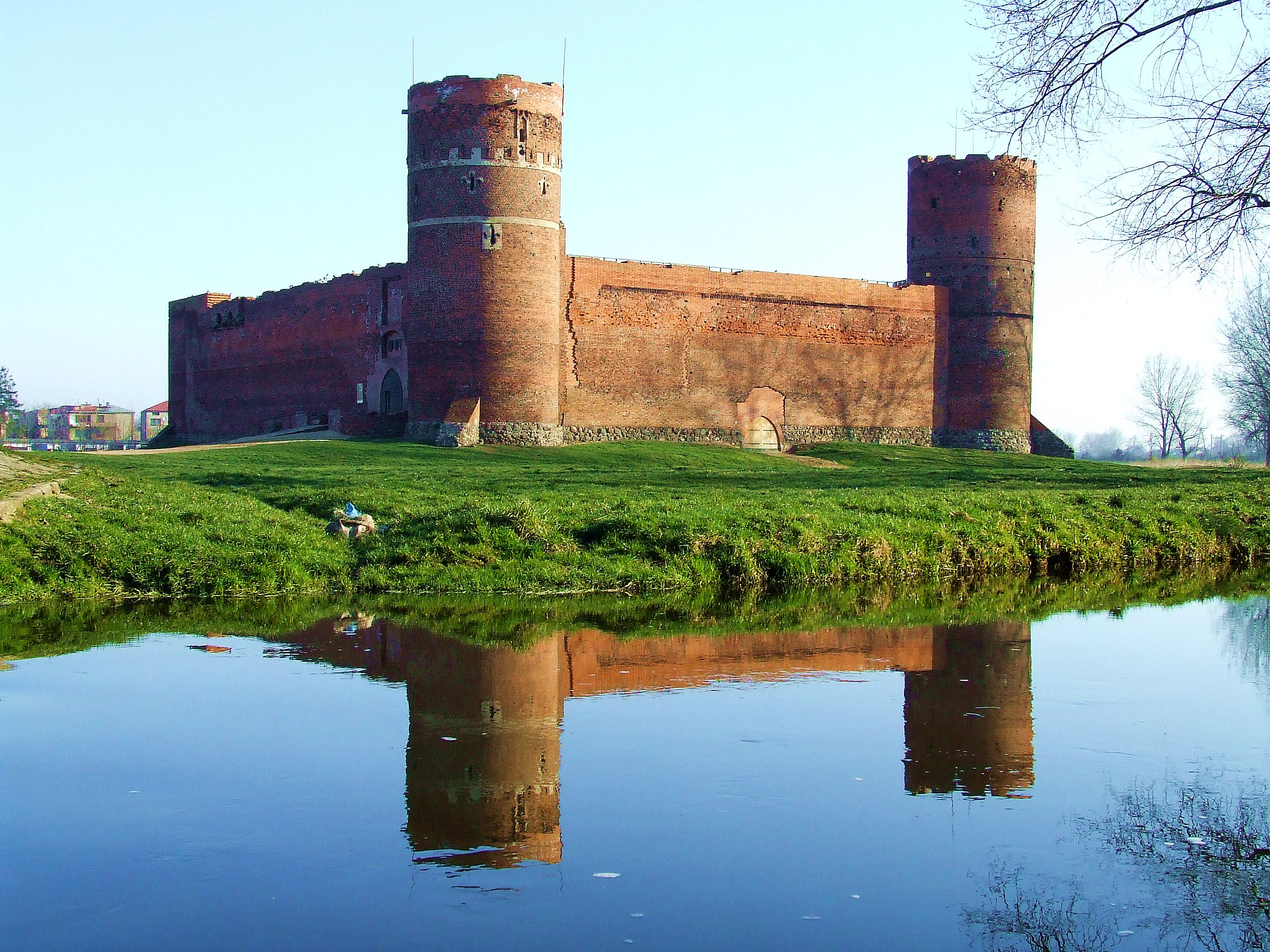
Castillo de Ciechanów

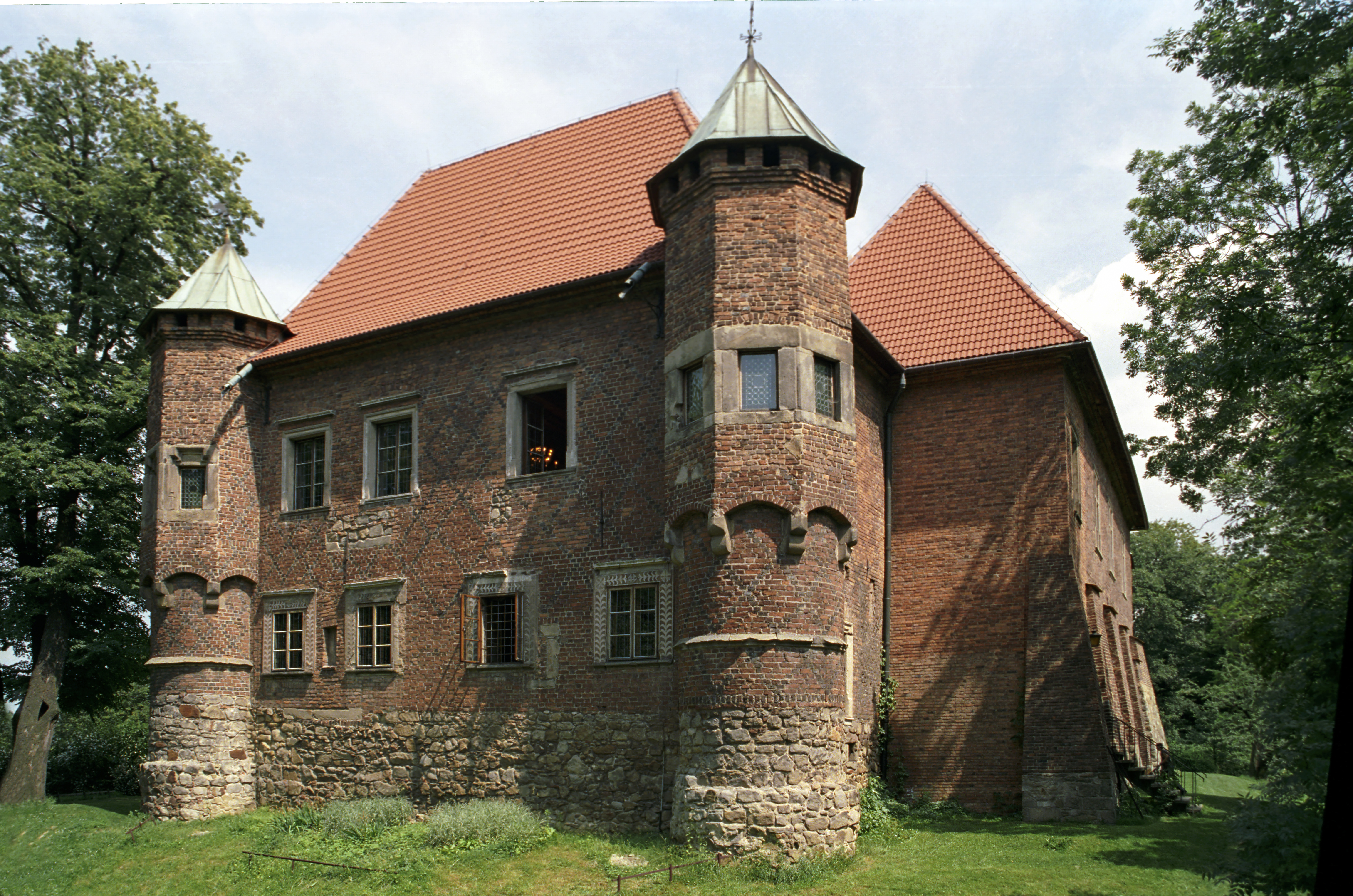
Castillo de Dębno
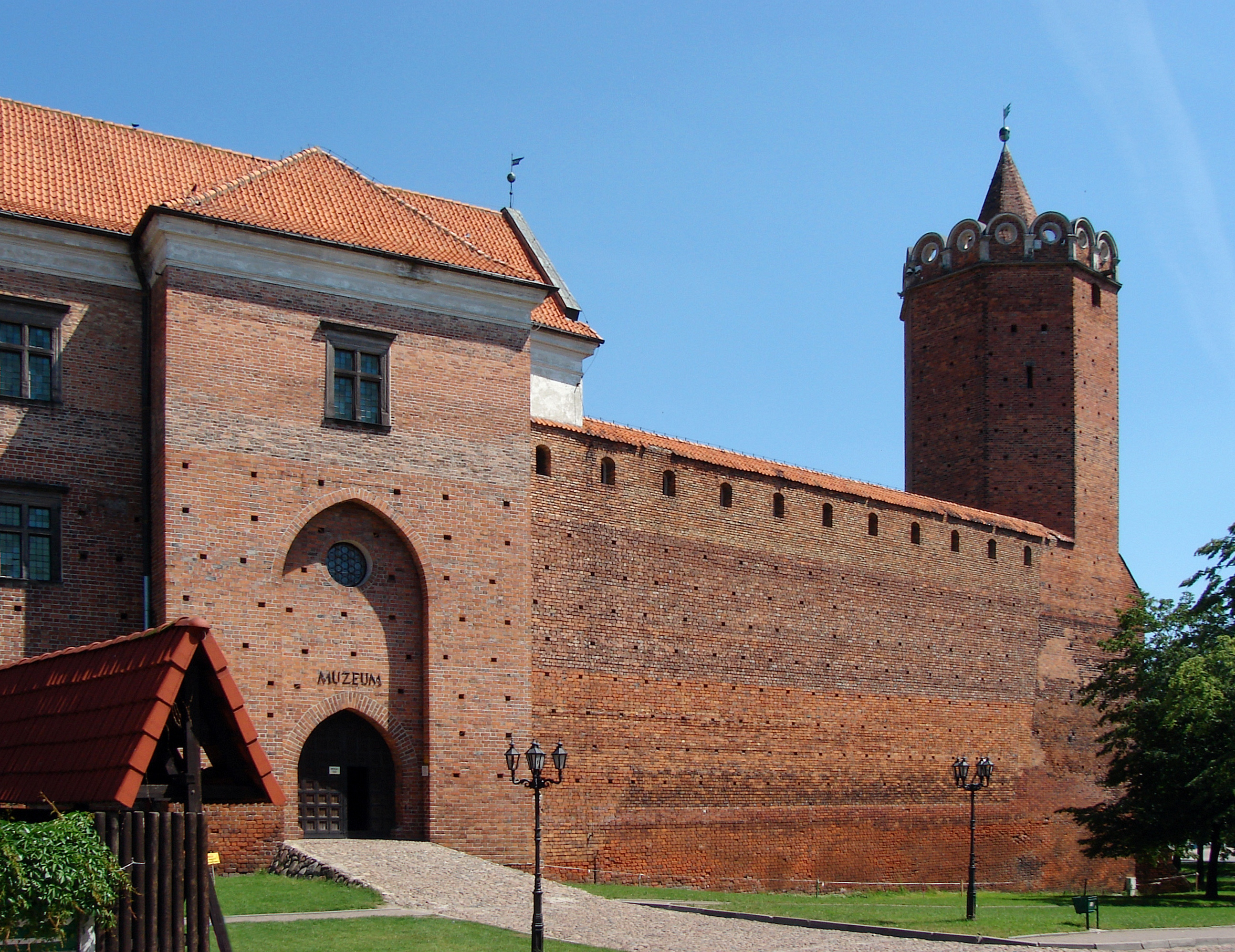
Castillo de Łęczyca
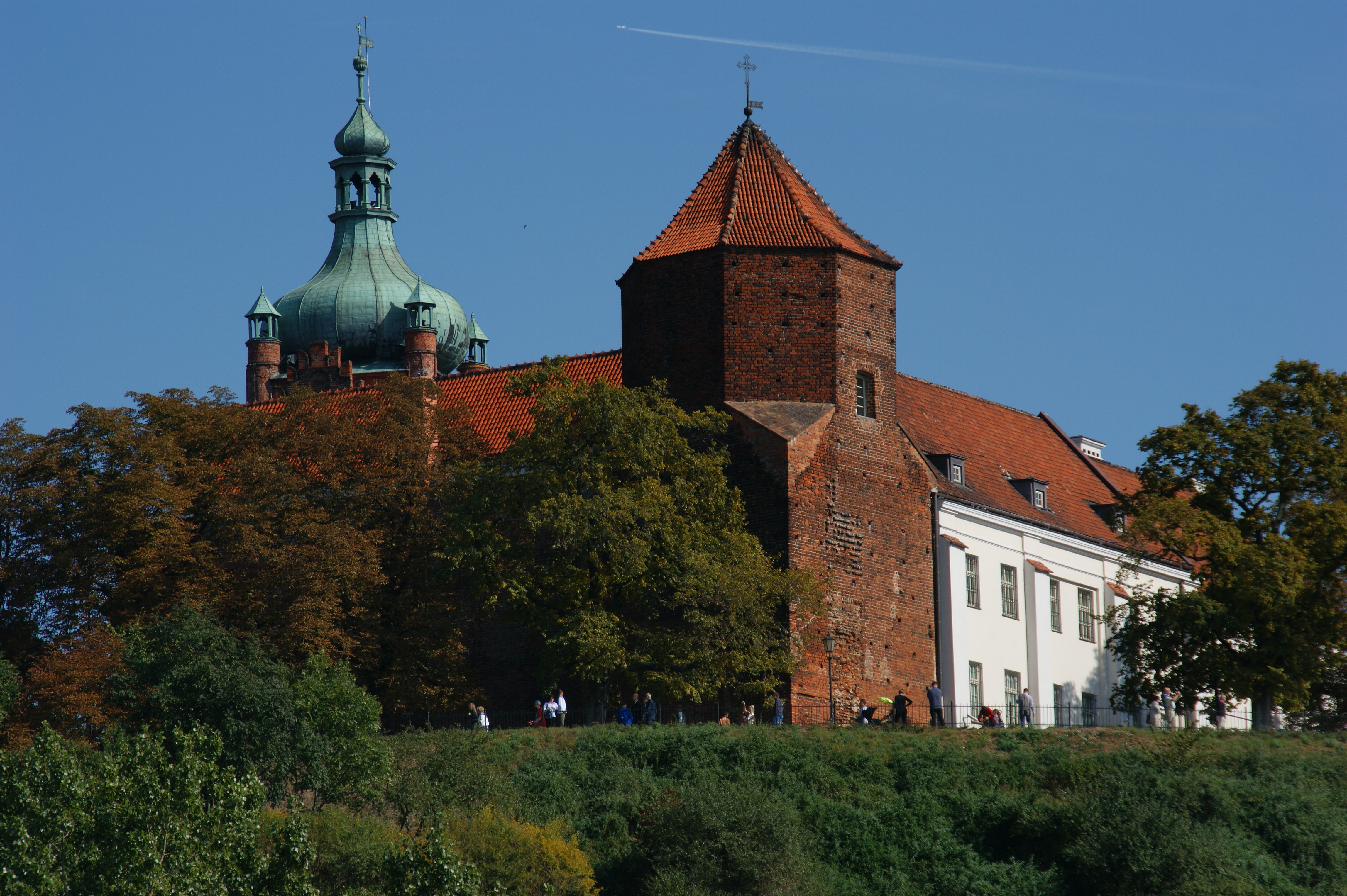
Castillo de Płock
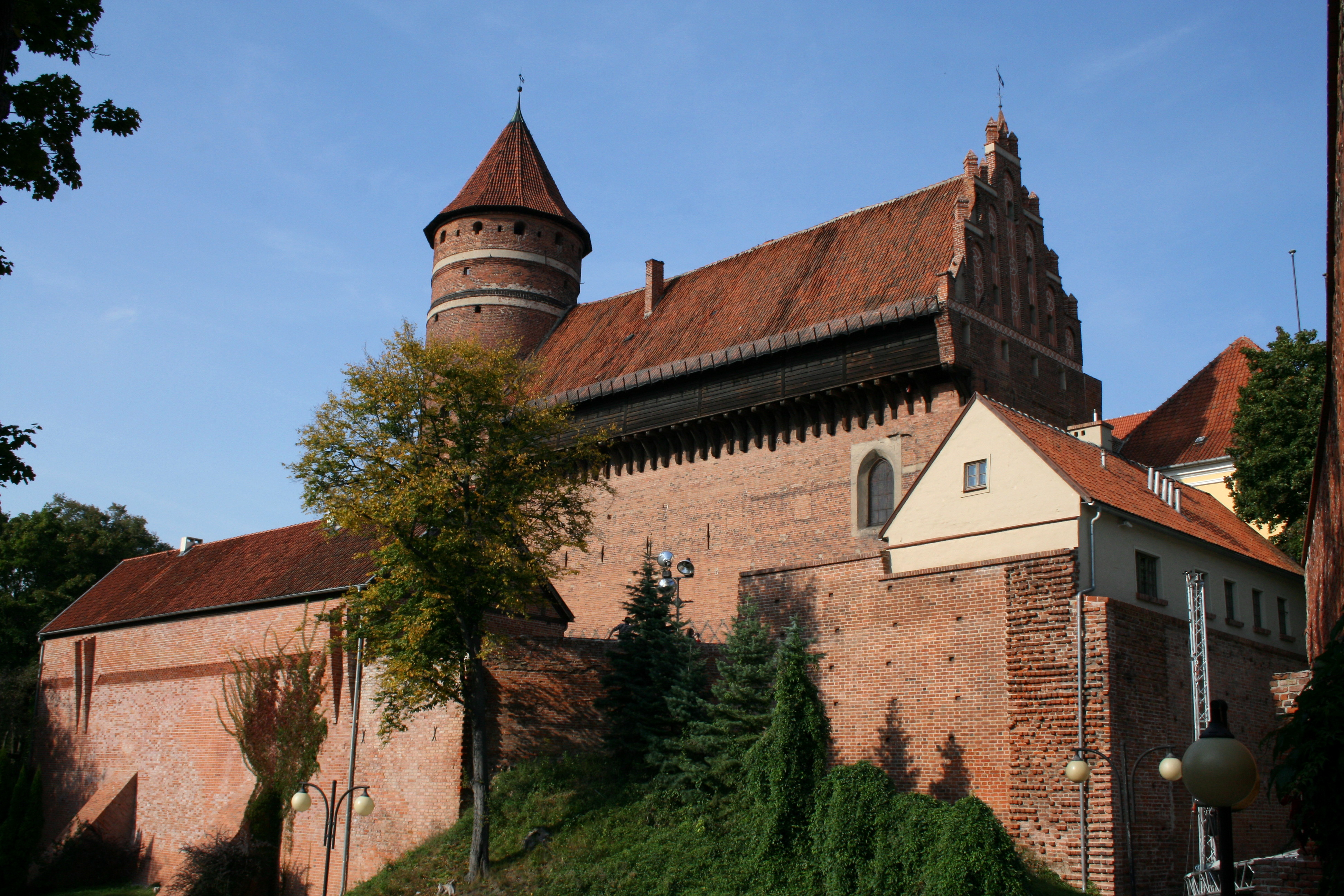
Castillo en Olsztyn
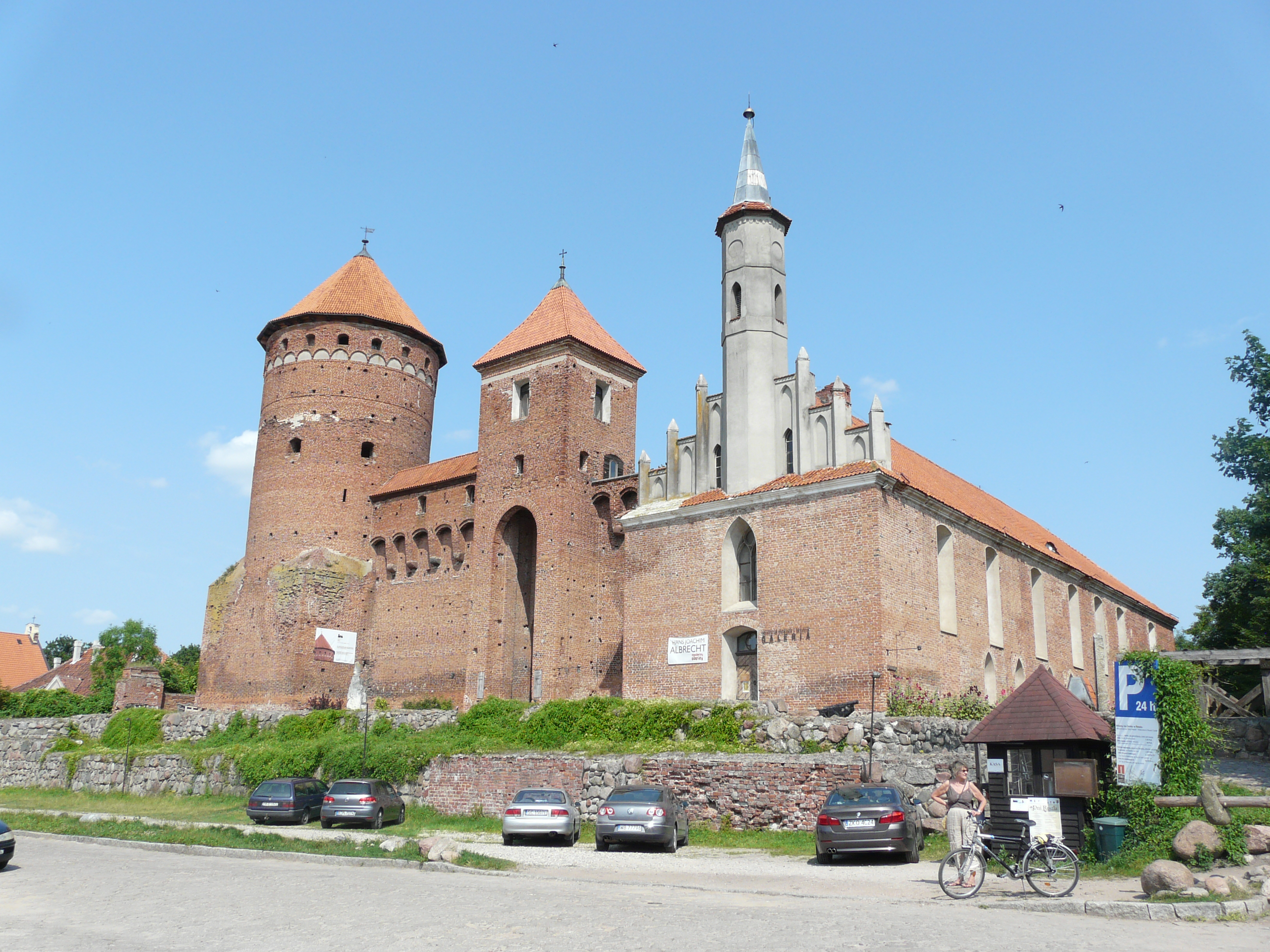
Castillo en Reszel

## Ayuntamientos
Las casas consistoriales, denominadas Ratusz, eran un símbolo del poder de cada una de las ciudades. Otros edificios, construidos en sus inmediaciones, servían de distintos usos (-hall-, lonja, peso, mercado, picota, etc.) Ejemplos son el de Wroclaw, el antiguo de Toruń y los de Chojna, Gdańsk y Szczecin.  Sólo la Torre del Ayuntamiento de Cracovia ha sobrevivido.

Casas consistoriales góticas de Polonia
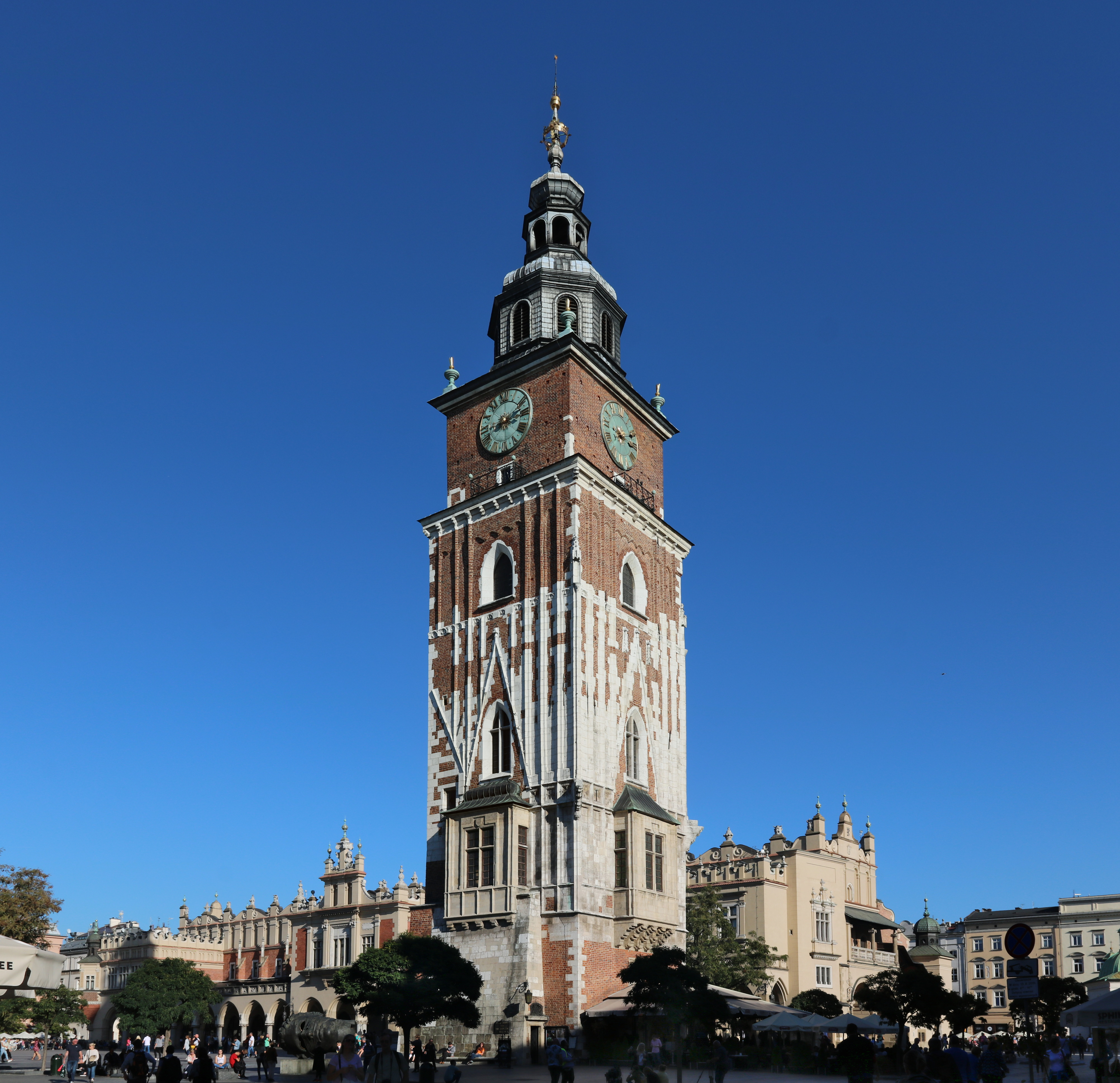
Torre del Ayuntamiento de Cracovia
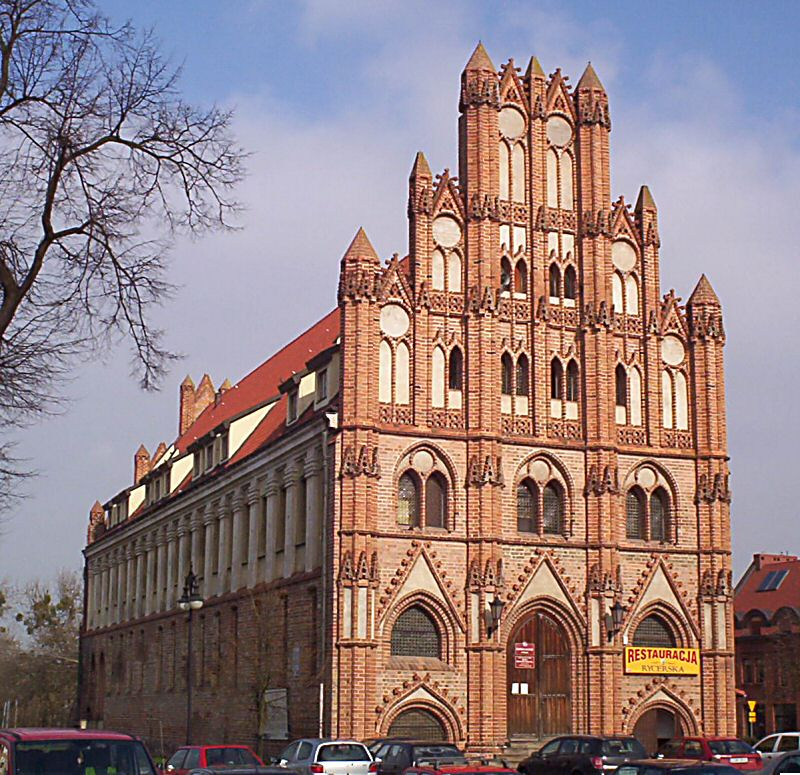
Ayuntamiento de Chojna
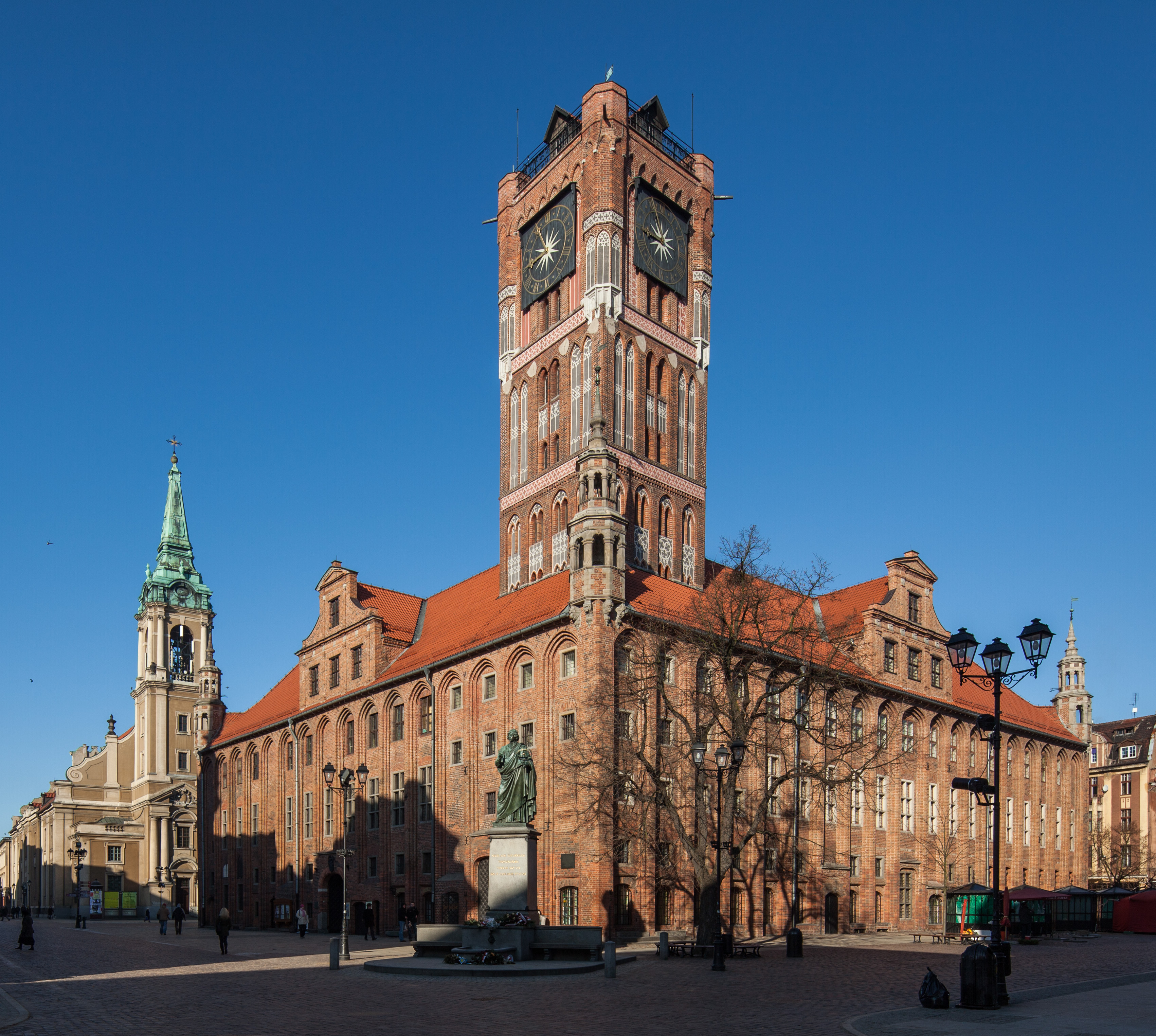
Antiguo Ayuntamiento de Toruń
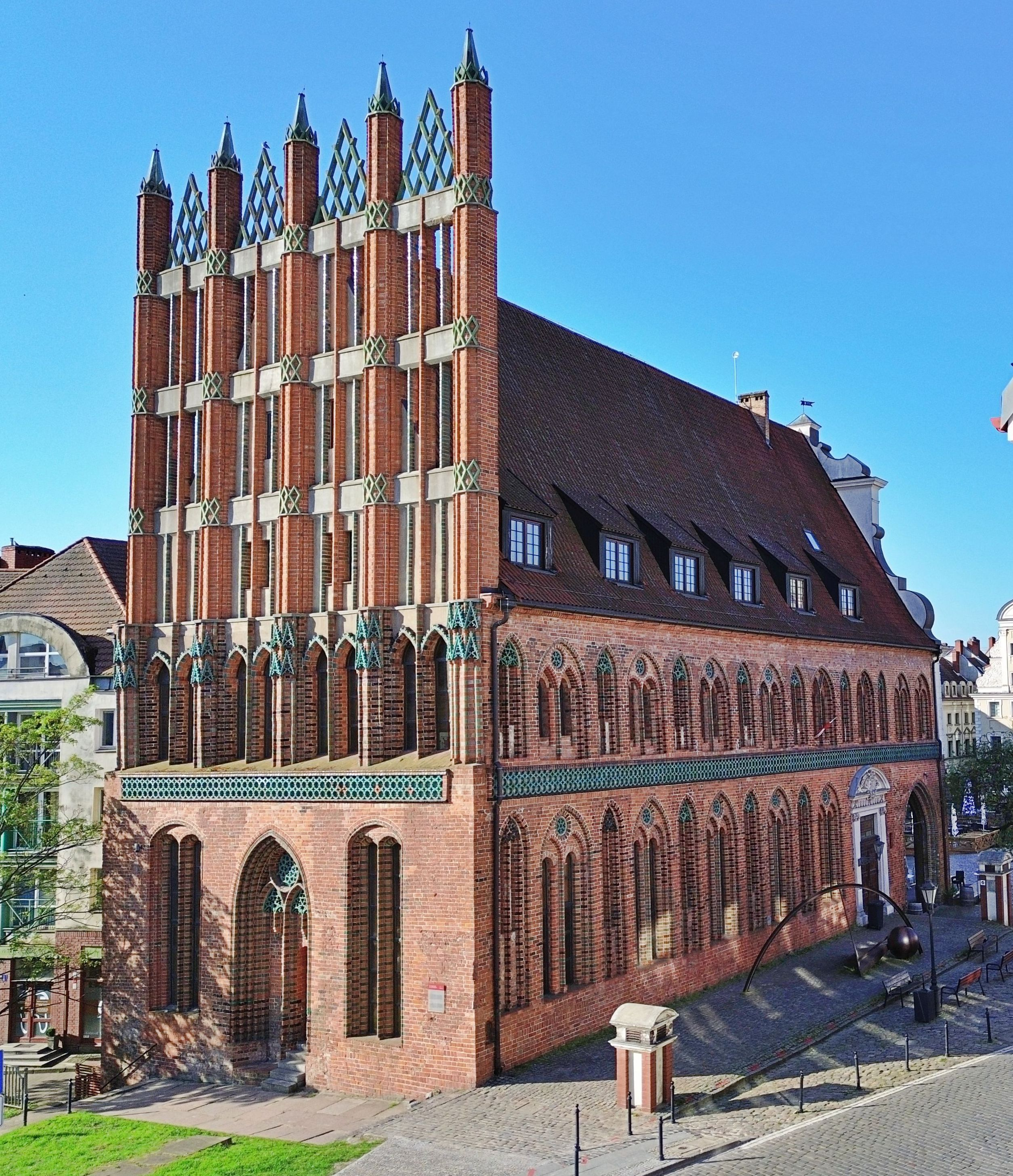
Antiguo Ayuntamiento de Szczecin
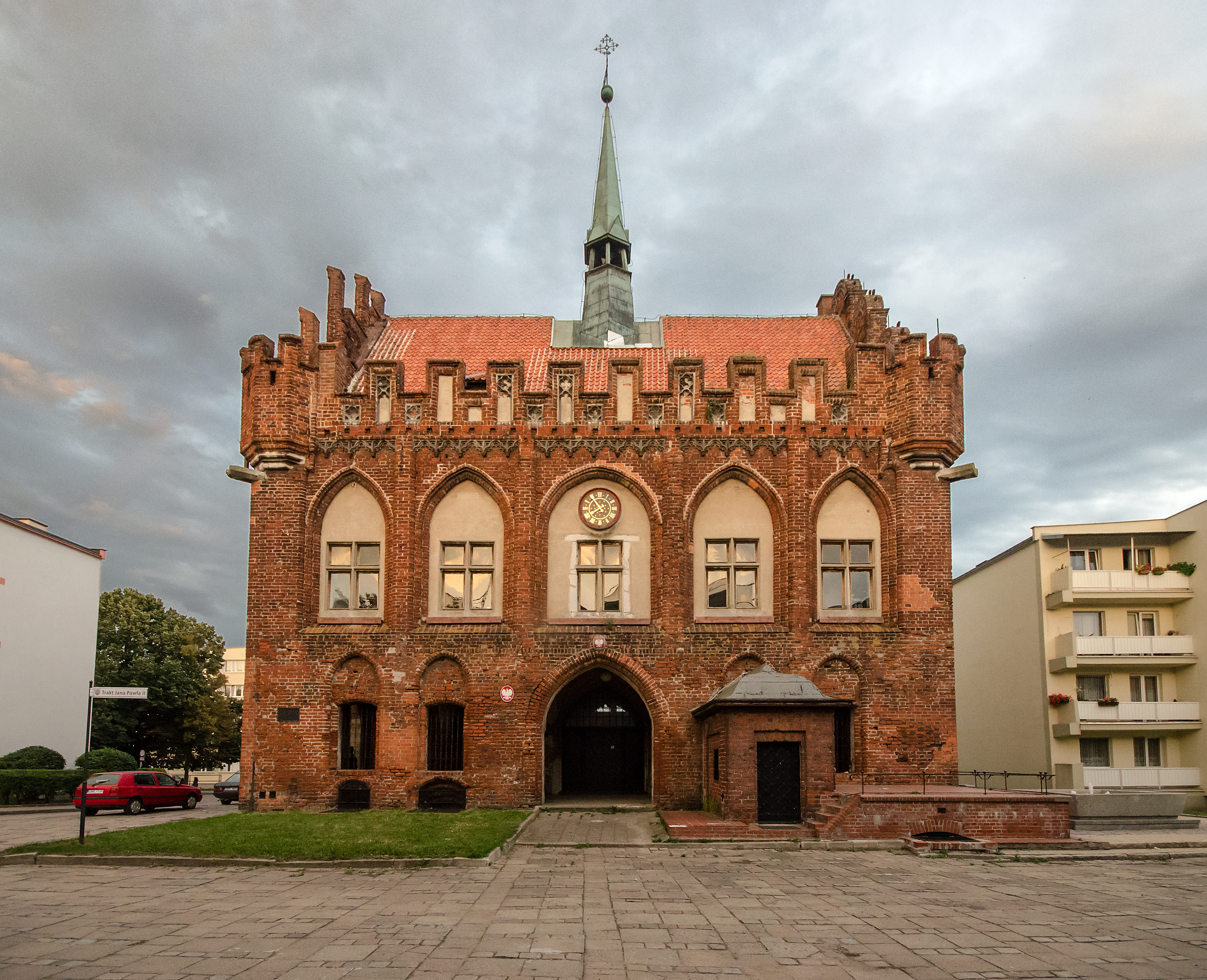
Ayuntamiento de Malbork
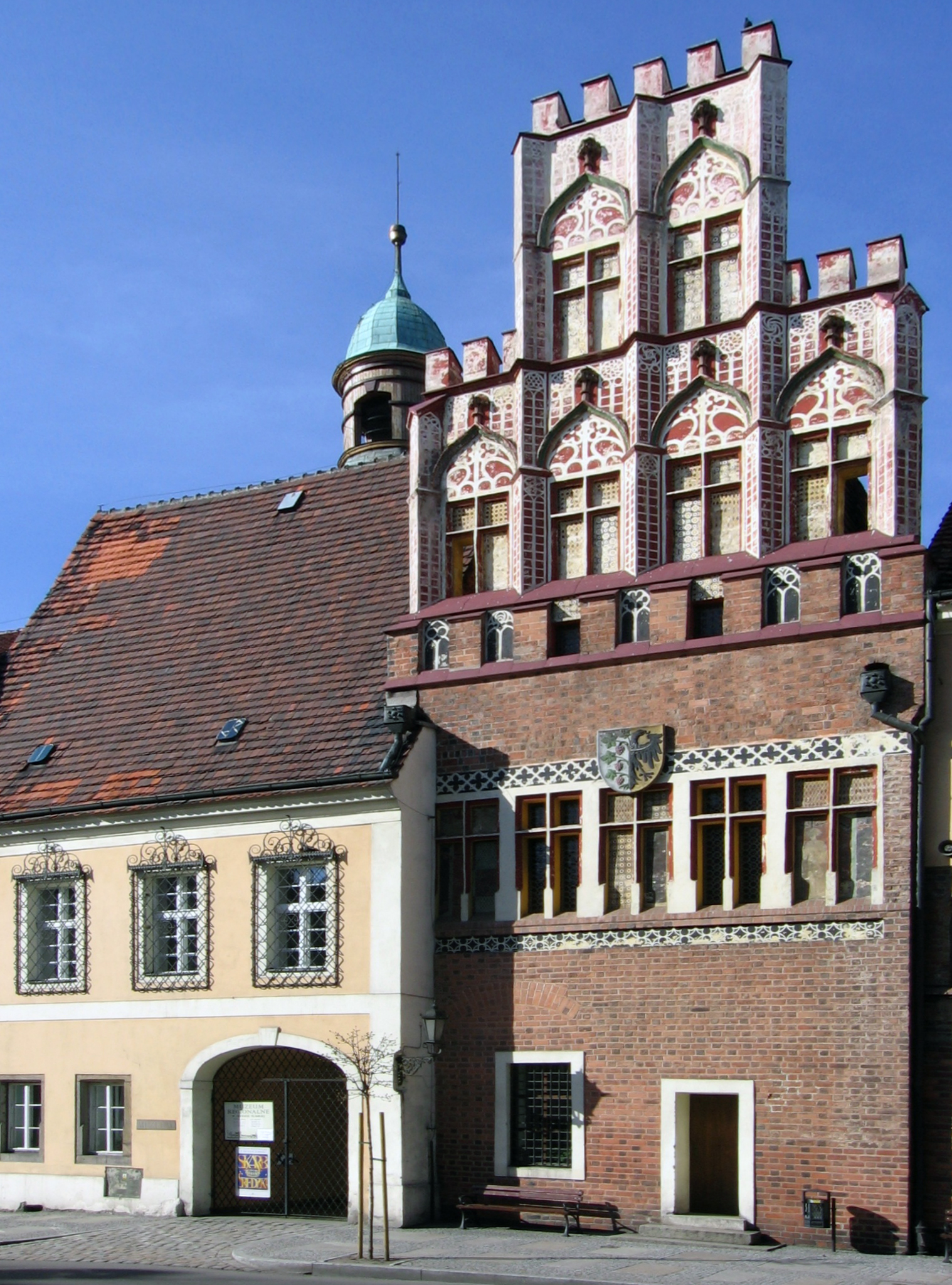
Ayuntamiento de Środa Śląska

## Casas
Los núcleos de población ya existentes recibieron en los siglos XIII y XIV nuevas leyes (usualmente basadas en el Derecho de Magdeburgo). Las áreas urbanas solían dividirse con calles que se cortaban en ángulo recto, creando un plano en damero. Los edificios residenciales, en los tramos superiores, todavía se construye en madera o con marcos de madera. Para prevenir los incendios, se solía elevar el muro en la medianera de dos solares adyacentes, dirigiendo hacia él las extensiones del tejado a dos aguas. Las fachadas rematan en triángulos escalonados. Las casas de los burgueses ricos solían decorarse más profusamente. Más usualmente se realizaban muros polícromados y tracería wimpergi (gablete). Son ejemplos, la casa de Copérinco en Torun, la casa Sandomierz Długosz, el edificio más antiguo de la Universidad Jagellónica (Collegium Maius).

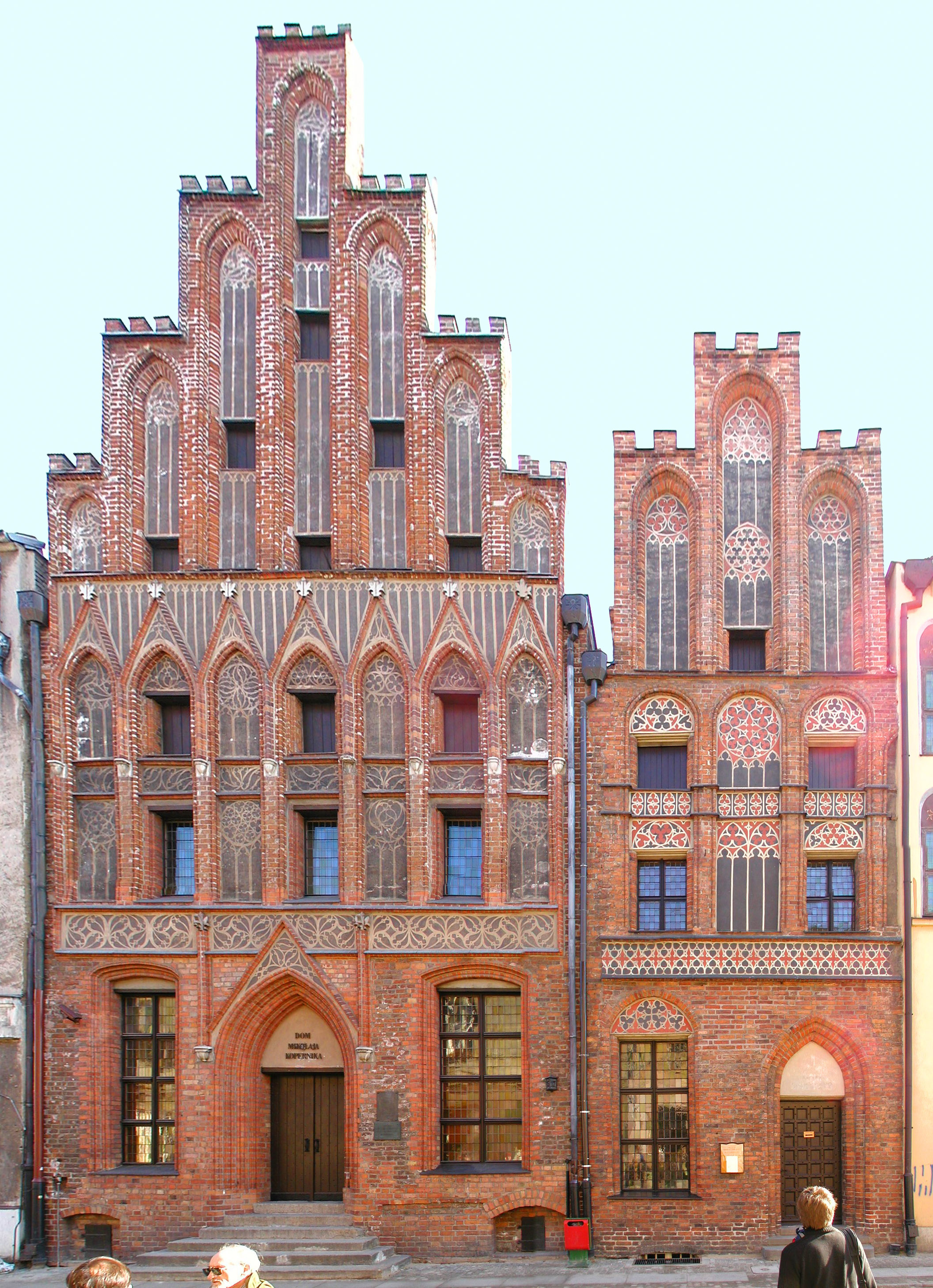
Casa de Copérnico en Toruń.
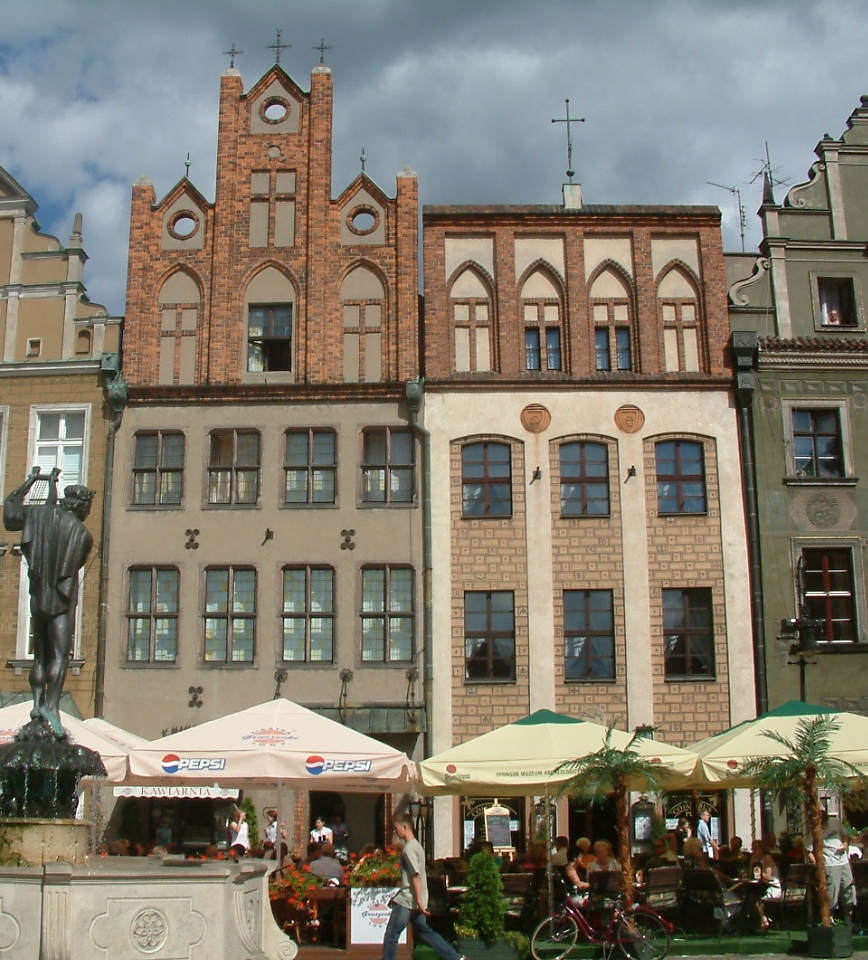
Casas del Mercado Viejo, Poznań
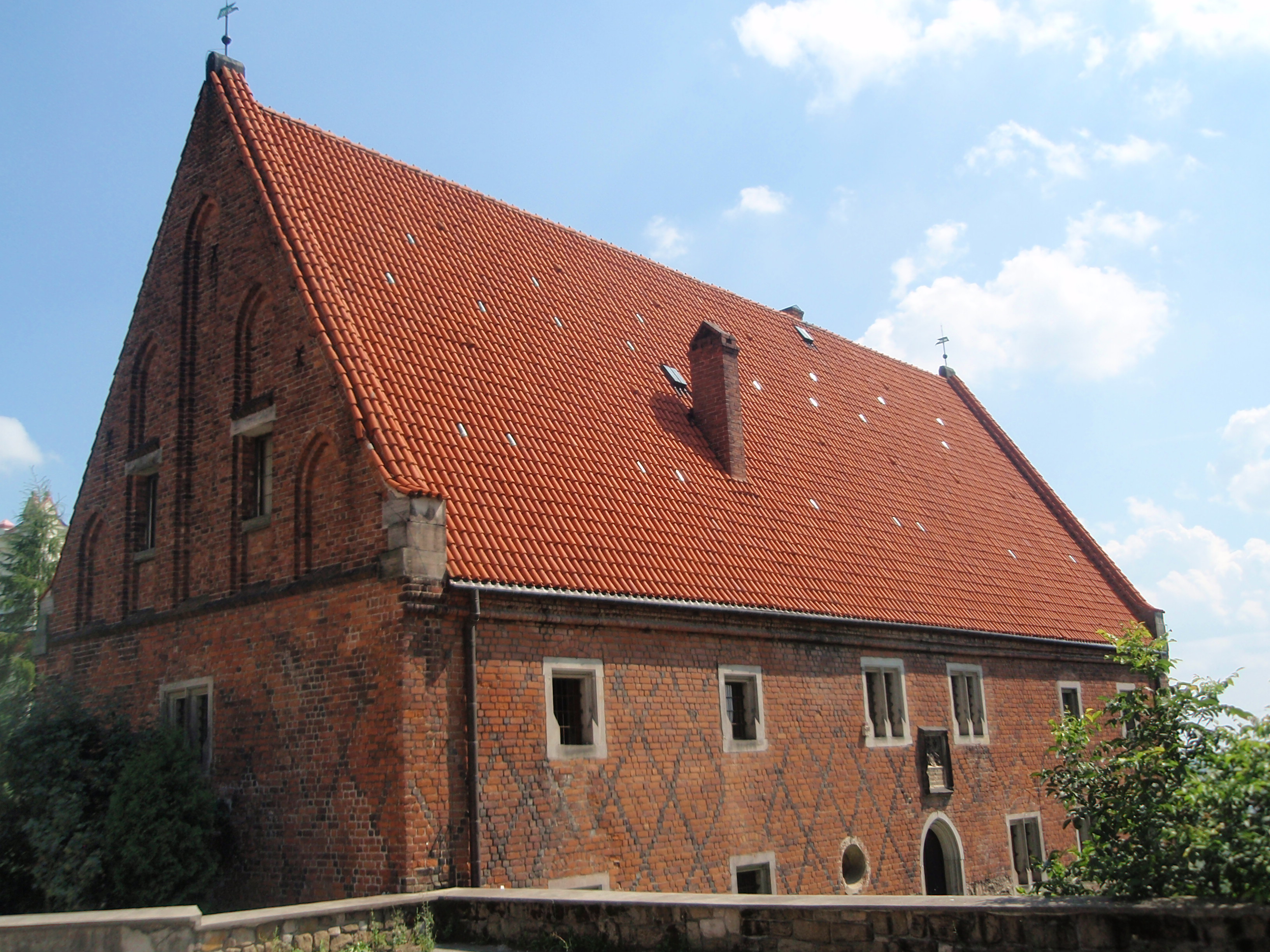
Casa Długosz, Sandomierz
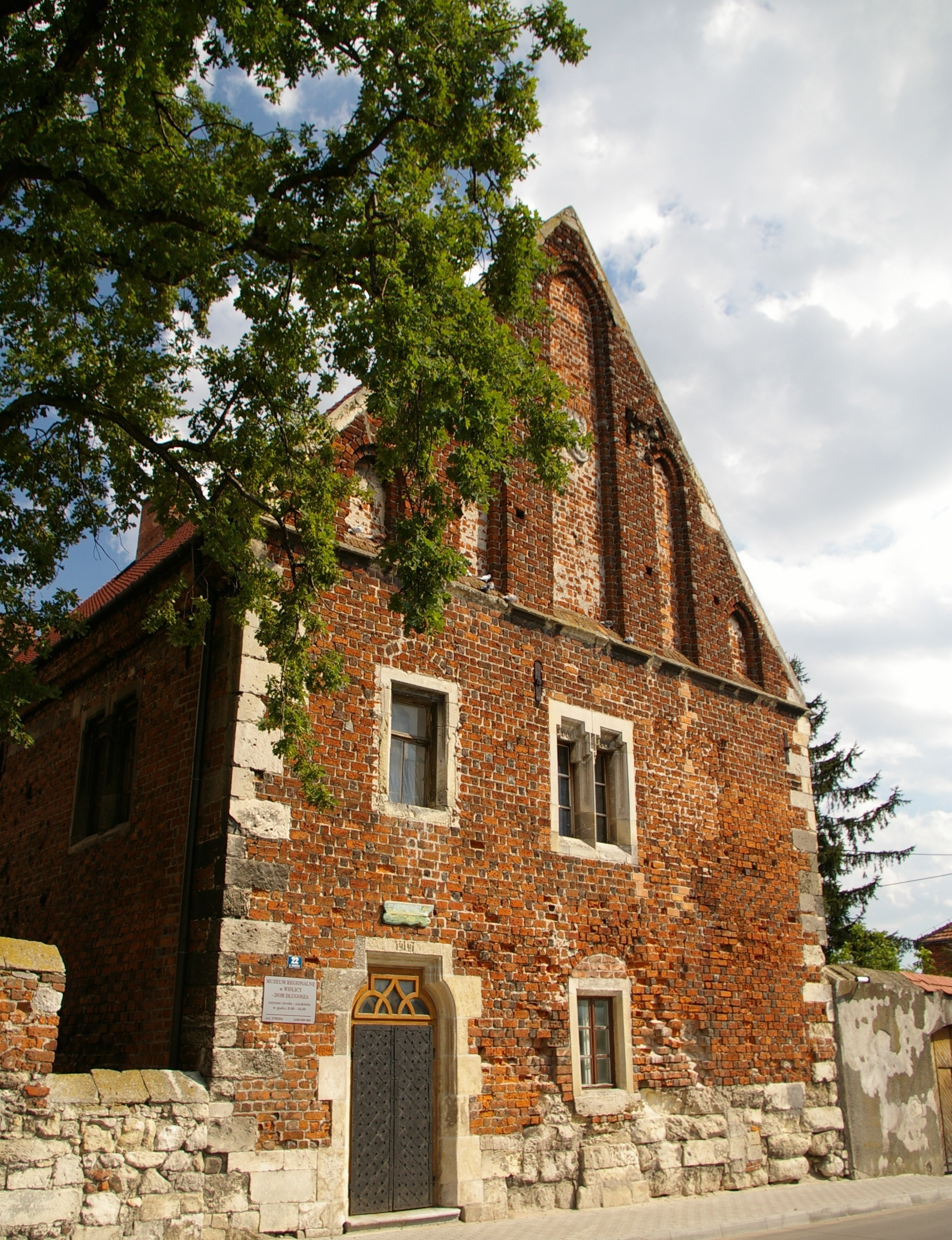
Casa Długosz, Wiślica
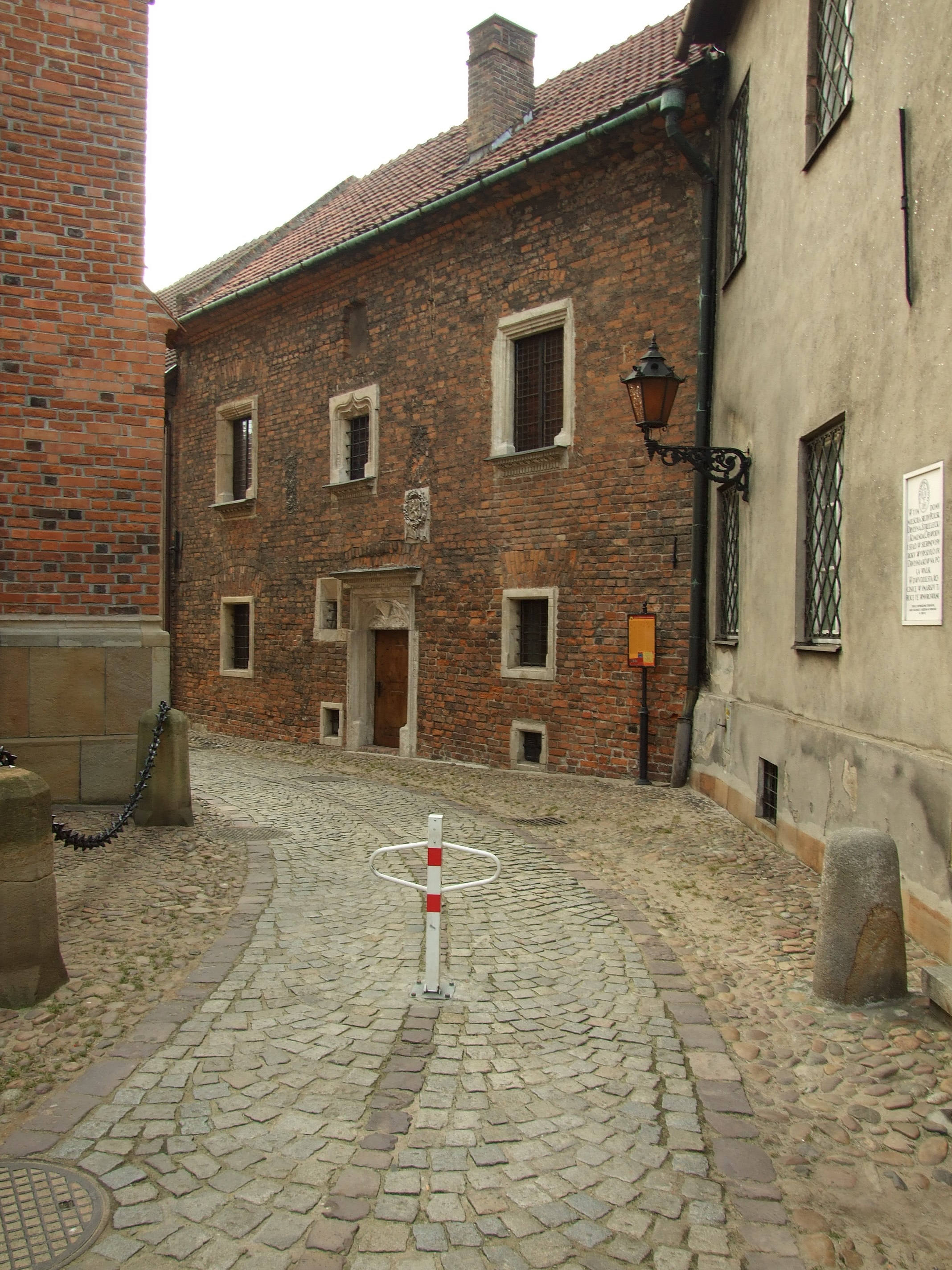
Casa Mikołajowski, Tarnów
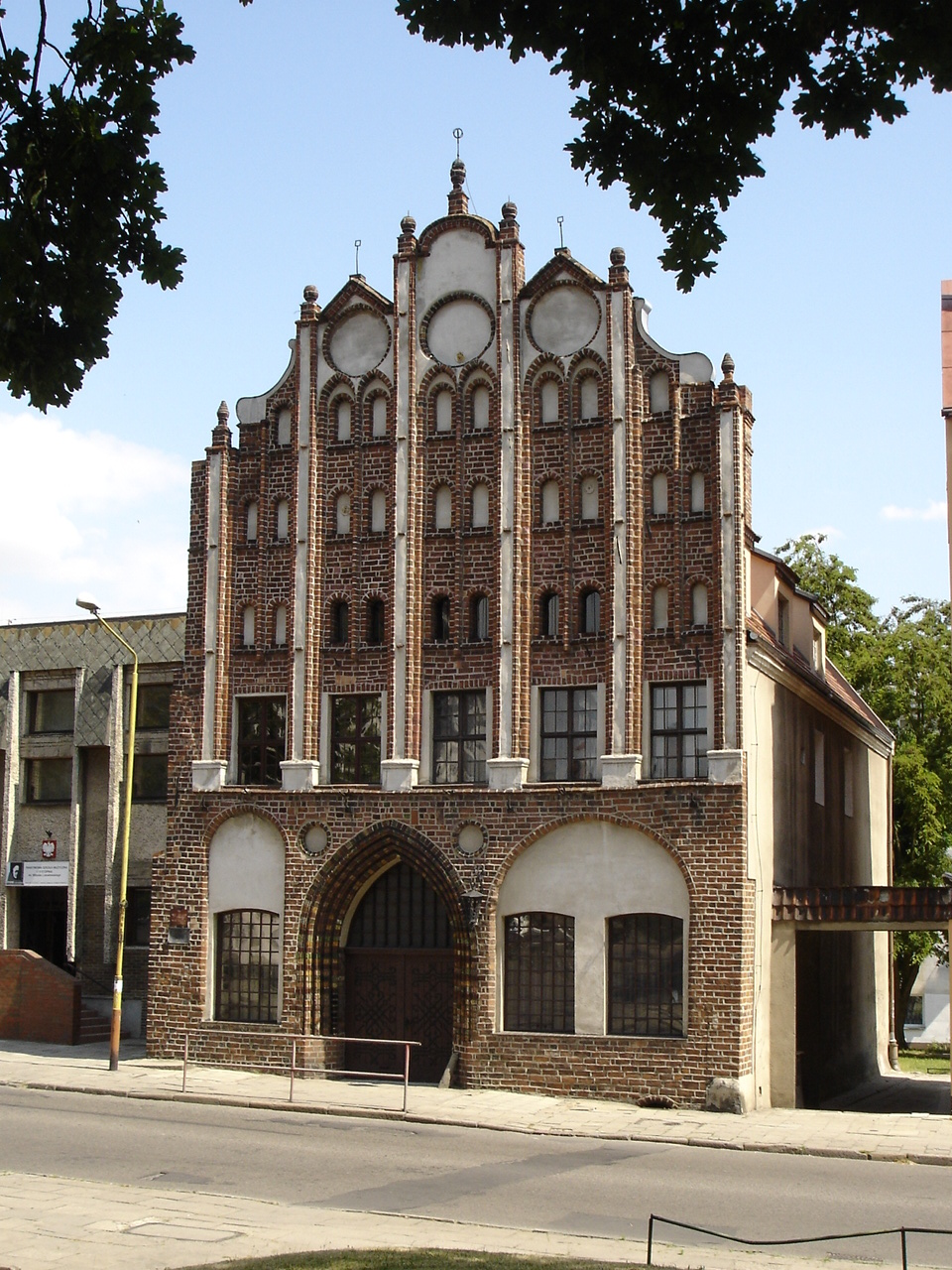
Casa Protzen, Stargard Szczeciński

## Murallas y puertas
Las murallas de las ciudades se situaban a veces en los mismos emplazamientos, mejorándose frecuentemente. La secuencia se suele interrumpir por una torre. Algunas ciudades construyeron un segundo circuito de murallas, como Wrocław o Toruń. Las puertas se decoraban y solían estar precedidas por barbacanas en el último periodo gótico. La primera de esta forma en Polonia fue la de Toruń (barbacana Starotoruński, 1426); la mejor conservada es la de Cracovia. Hasta la actualidad se han conservado tramos de murallas, principalmente las puertas, como en Szydłów, Sandomierz, Kraków (San Florián) y la barbacana de Cracovia. Partes significativas de las murallas se han conservado en Stargard, Pyrzyce, Byczyna, Toruń. En Chełmno y Paczków se han conservado casi íntegramente.

Murallas y puertas góticas de Polonia
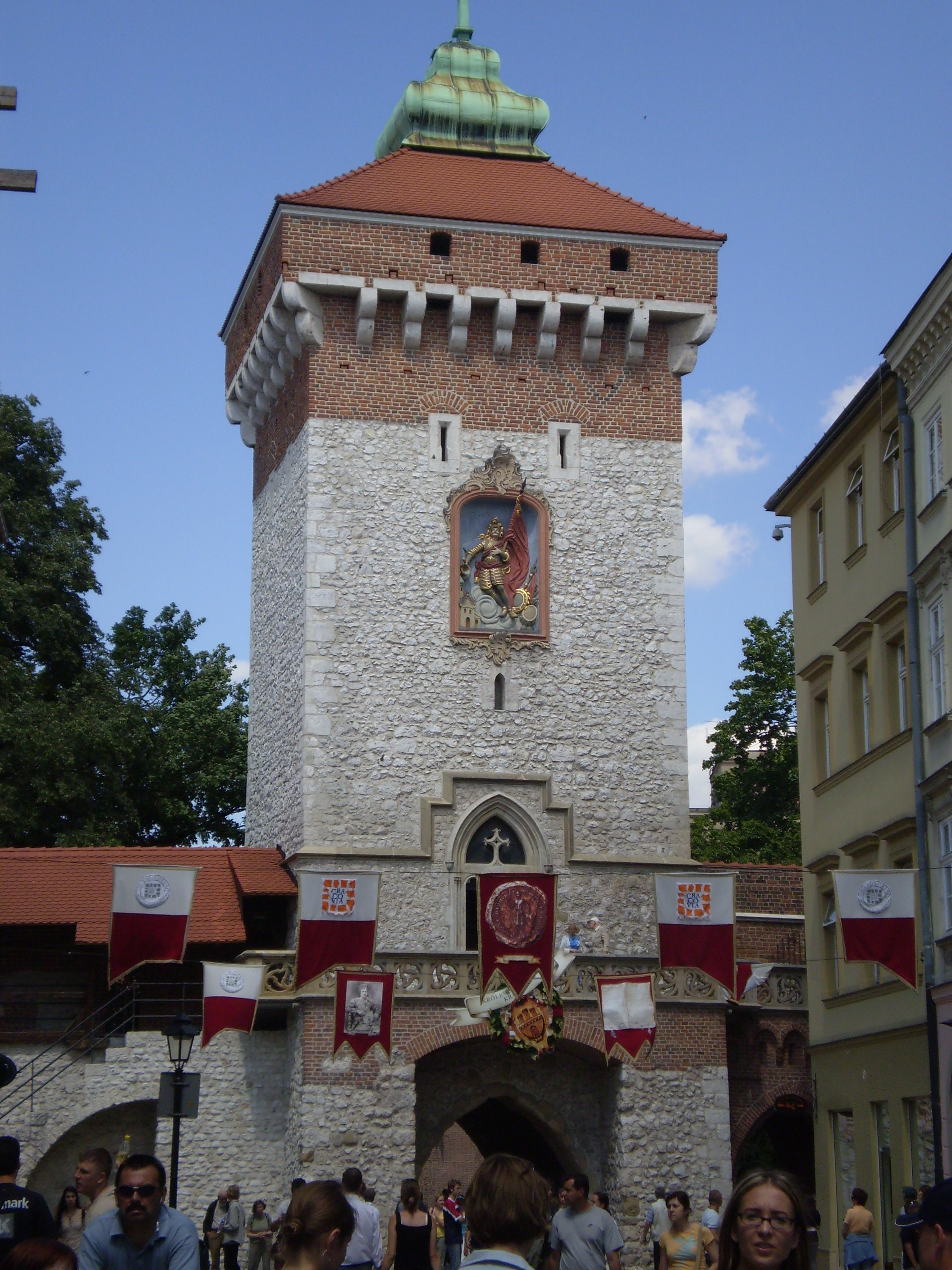
Puerta de San Florián,[15] Cracovia.
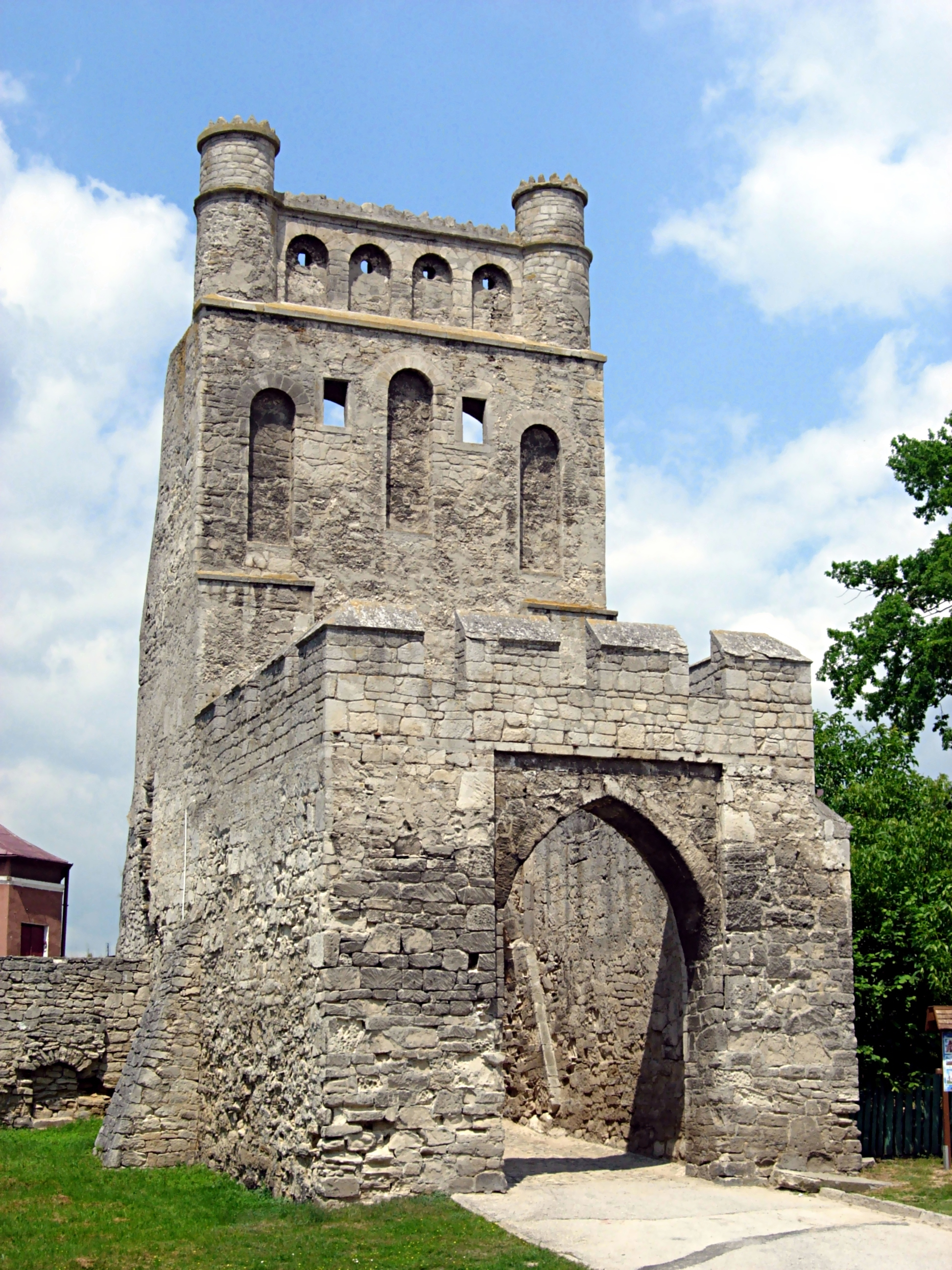
Puerta Krakowska, Szydłów.
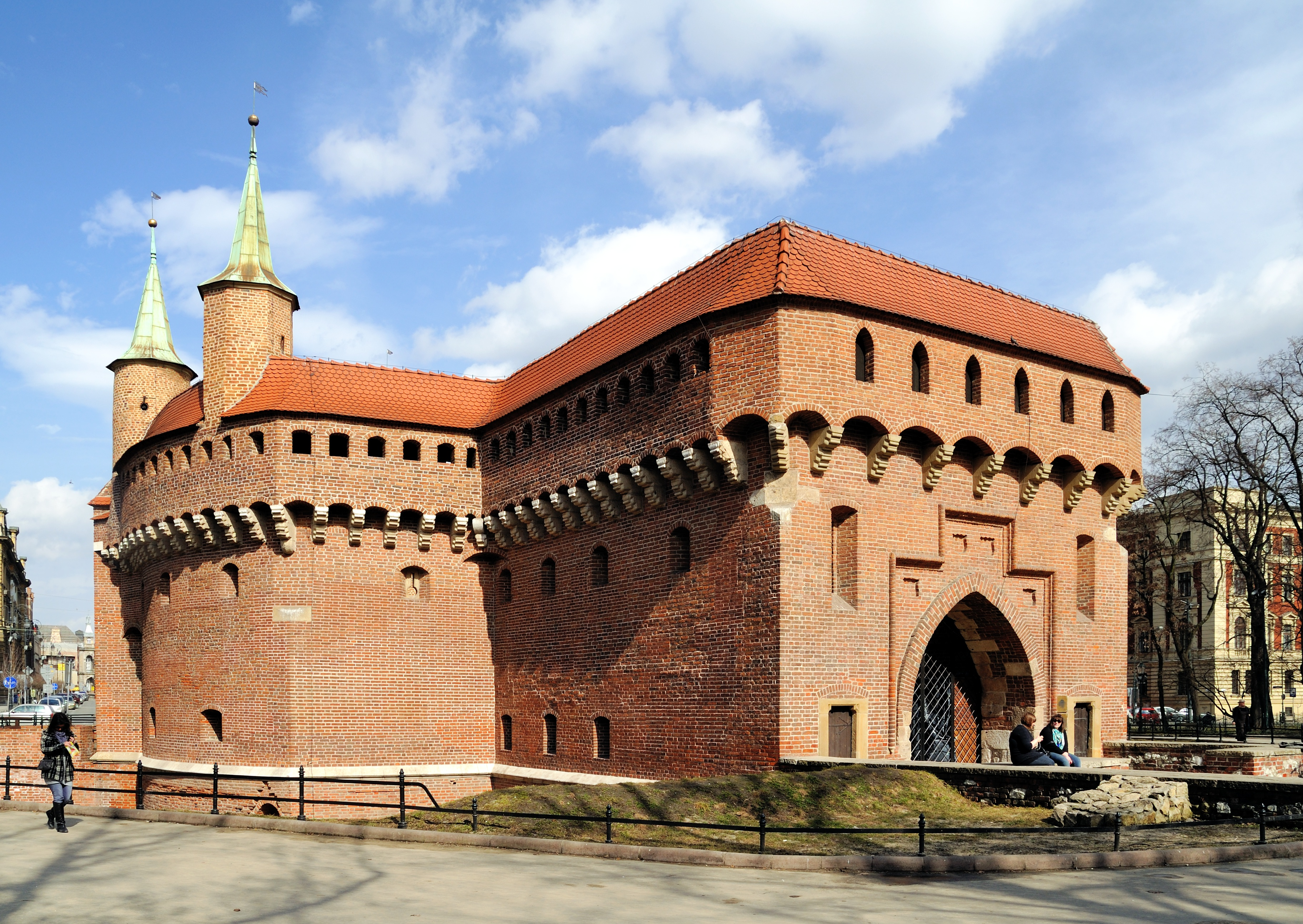
Barbacana de Cracovia.
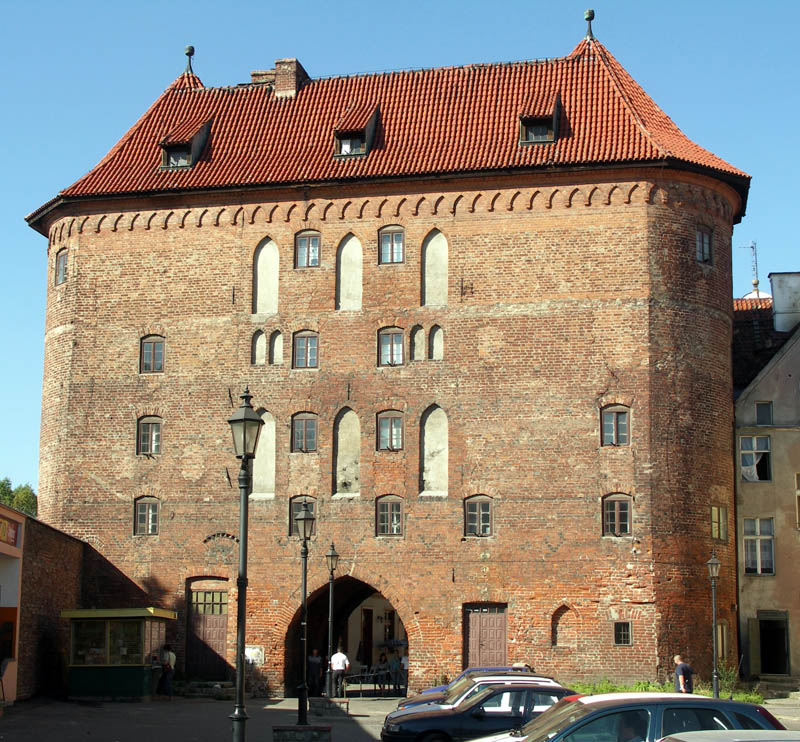
Puerta Mayor, Lidzbark Warmiński.
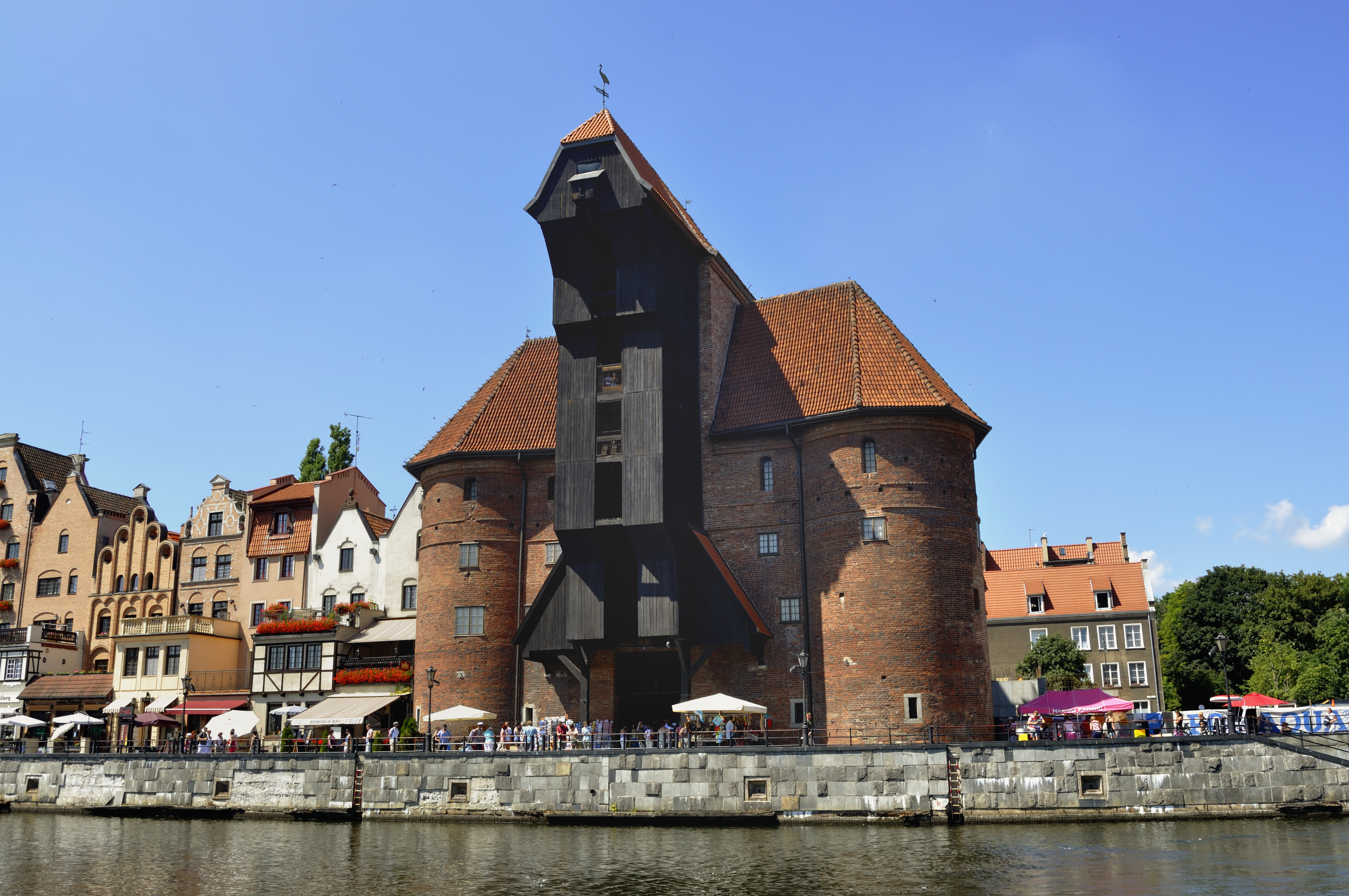
Żuraw, Gdańsk.
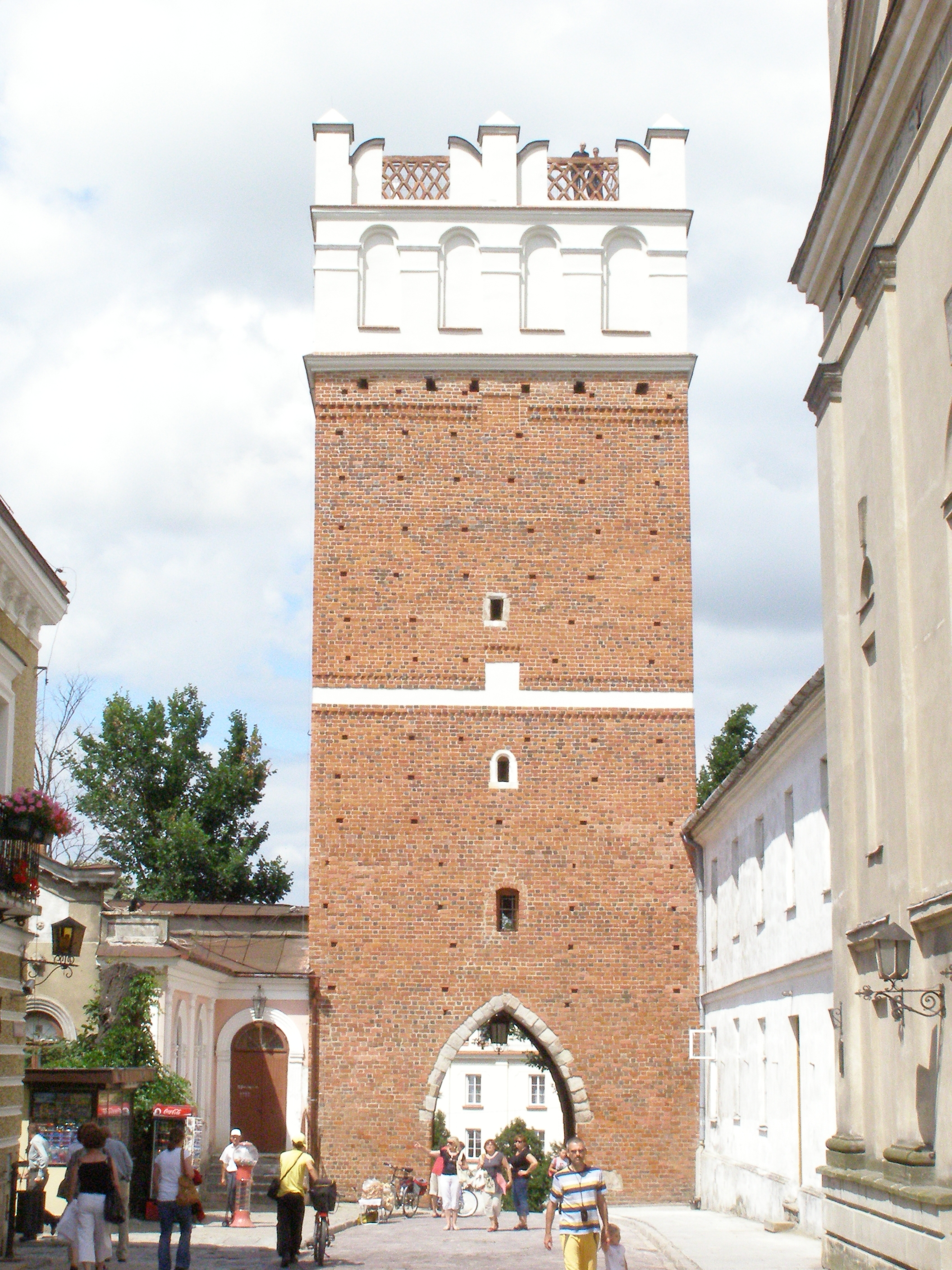
Puerta Opatowska, Sandomierz
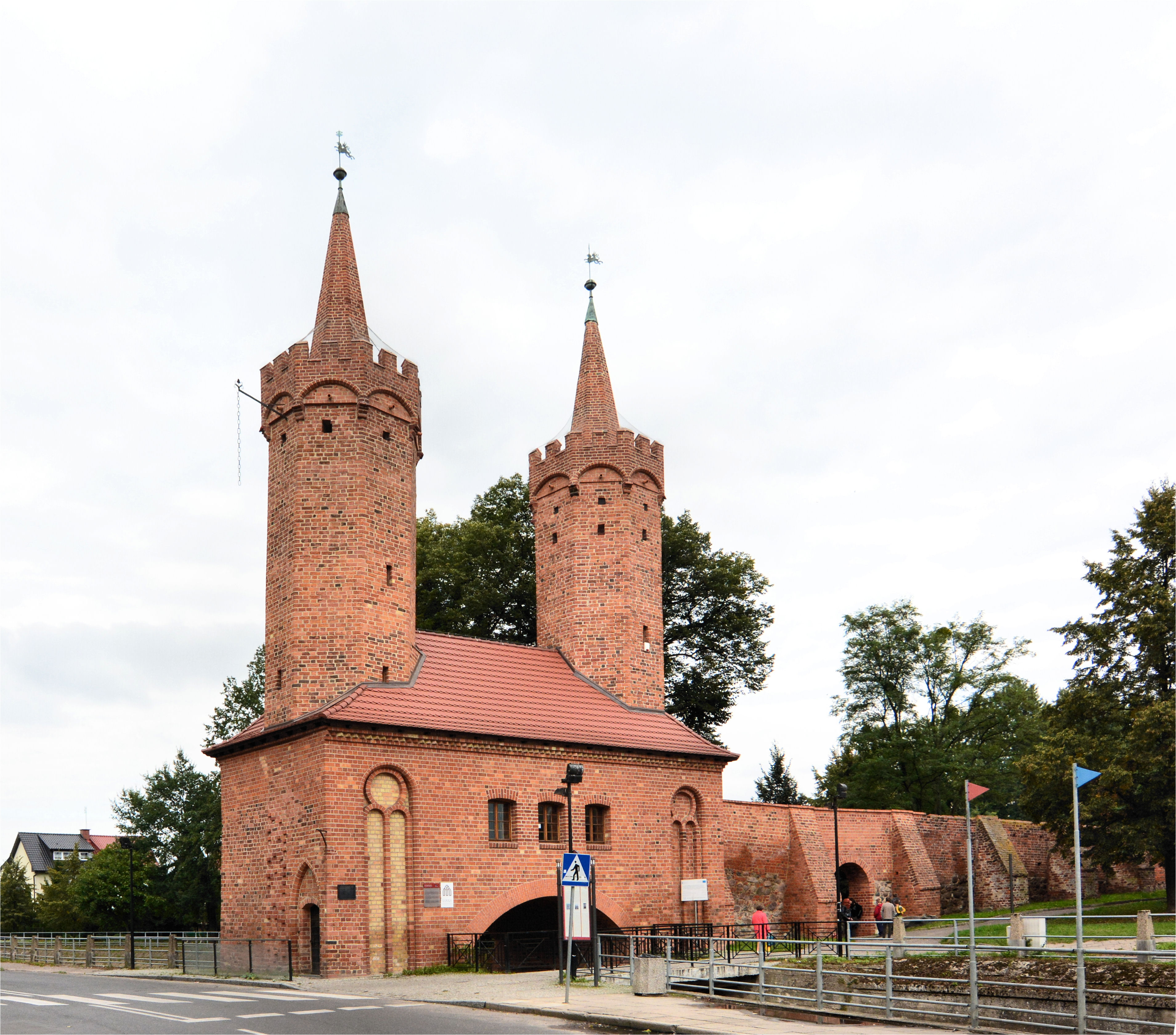
Brama Młyńska[16] ("puerta del molino"), Stargard Szczeciński.
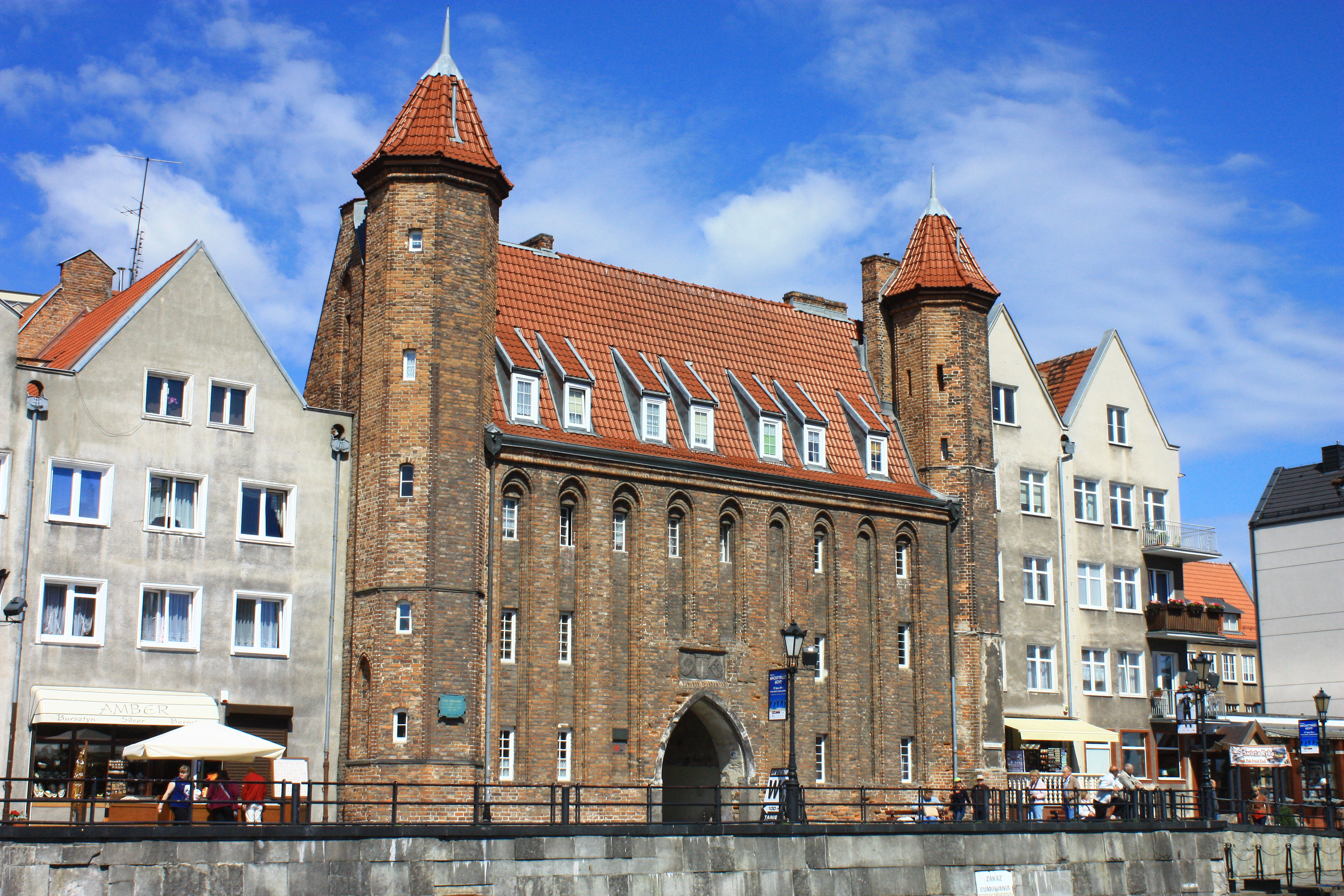
Puerta Straganiarska, Gdańsk.
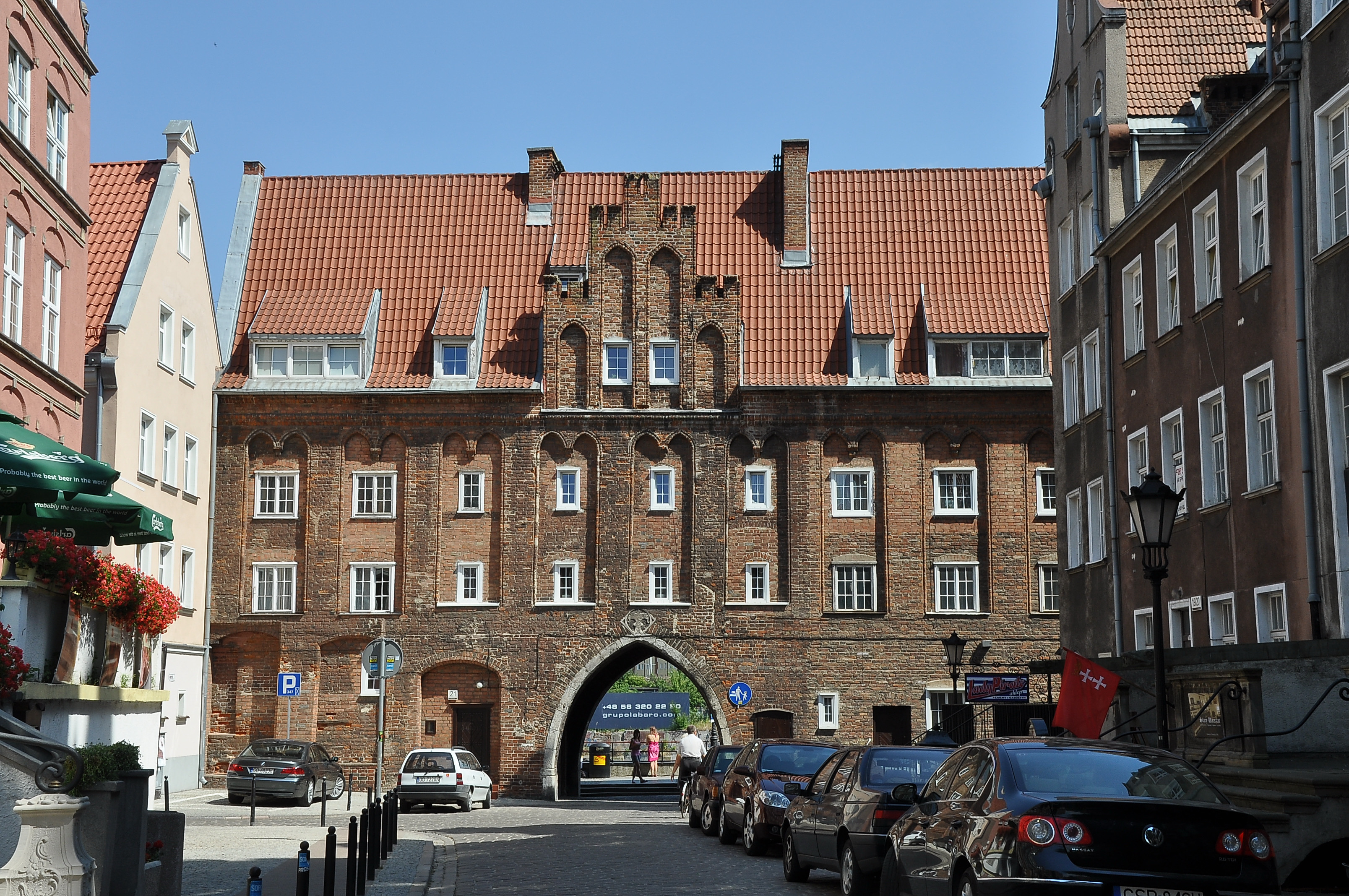
Puerta Chlebnicka, Gdańsk.
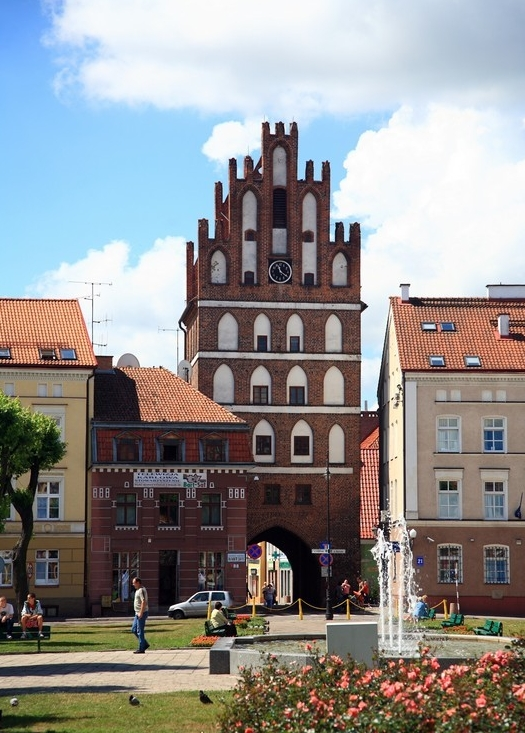
Puerta Lidzbarska, Bartoszyce.
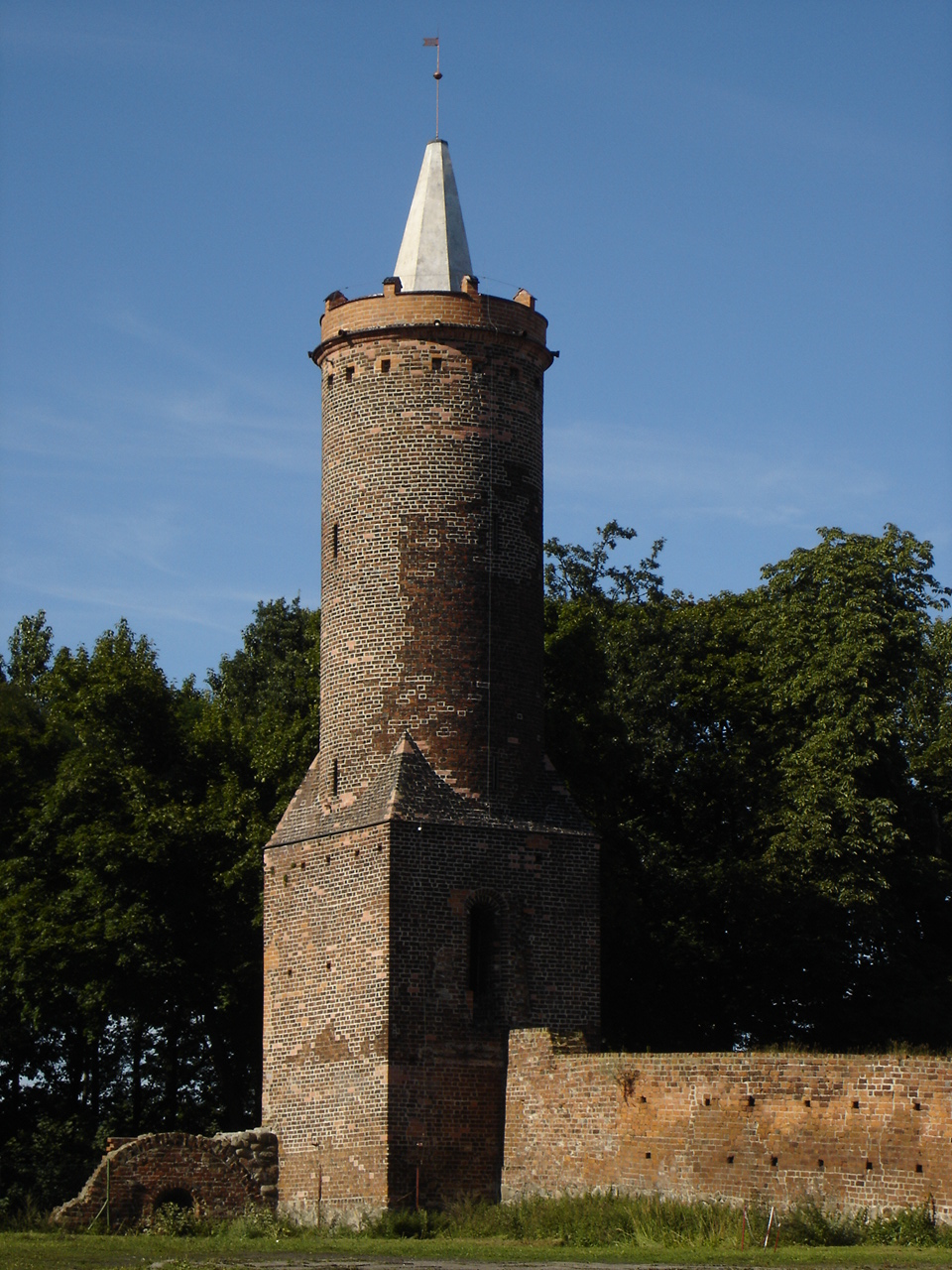
Torre de Cabeza Blanca, Stargard Szczeciński.
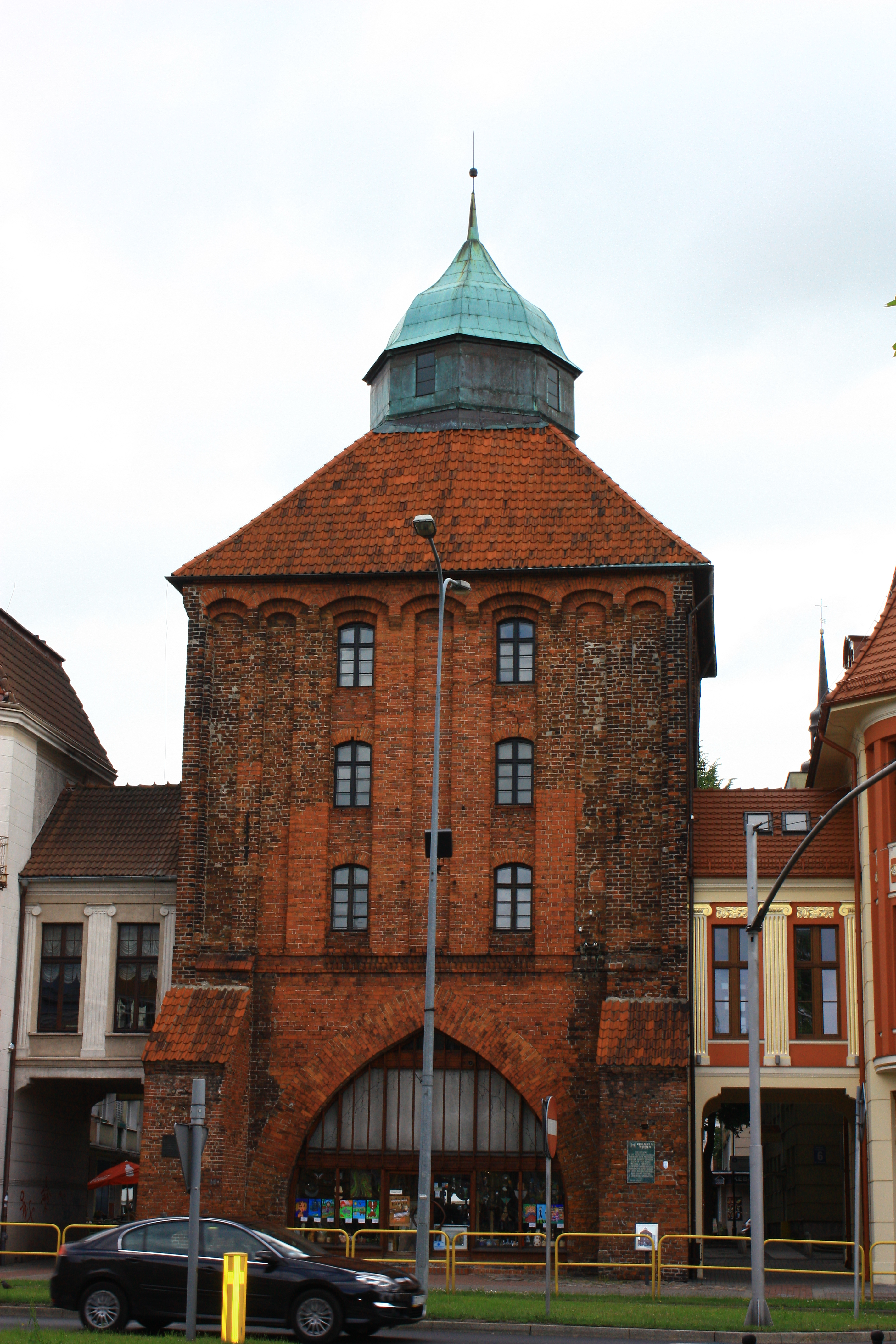
Puerta Nueva, Słupsk.
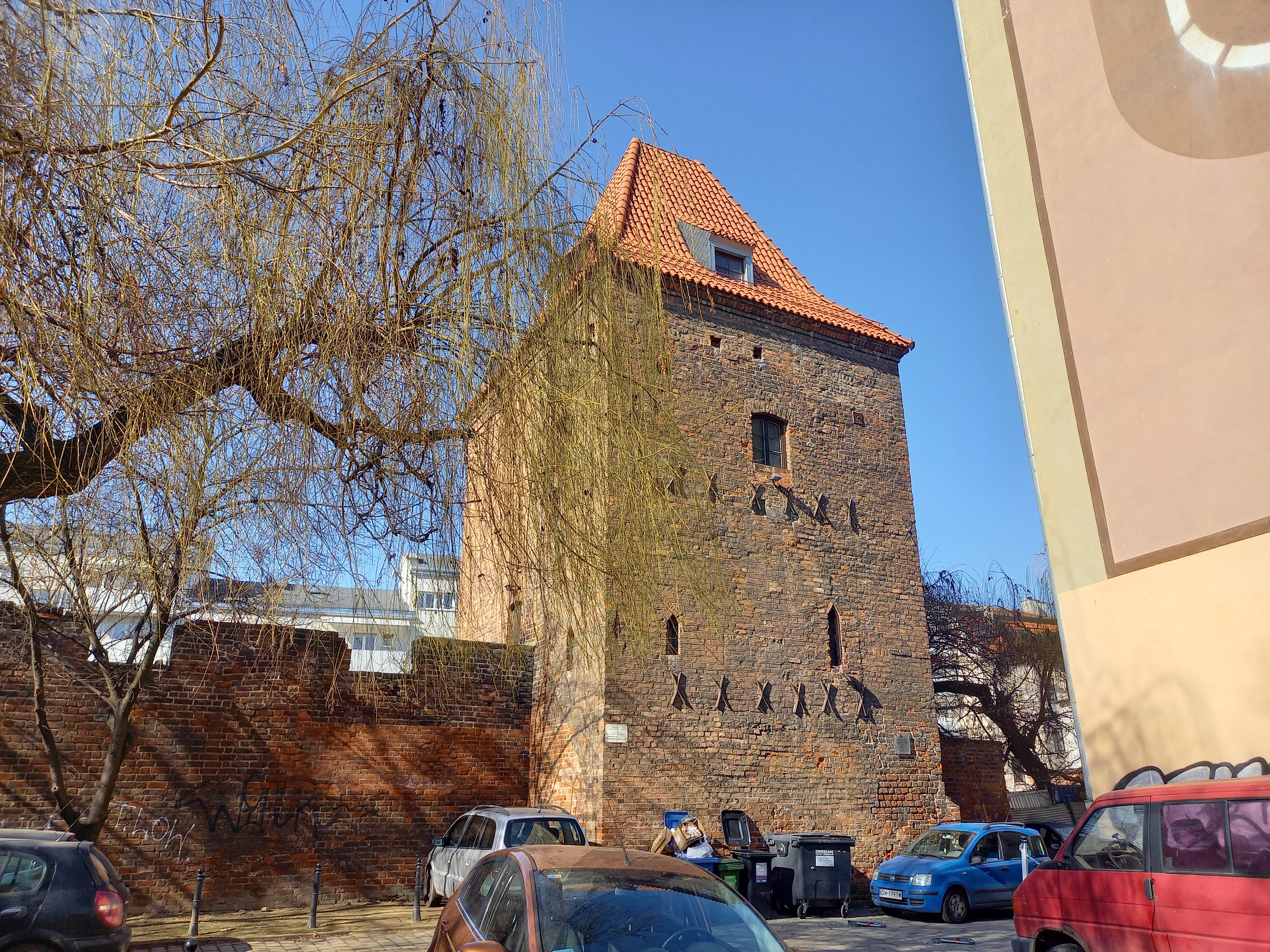
Torre del Oso en Wroclaw.

## Arquitectura religiosa
Puede encontrarse por toda Polonia, especialmente en las principales ciudades medievales, como Cracovia, Breslavia o Gdańsk. La iglesia de Santa María (Gdansk) es la mayor iglesia de ladrillo del mundo. la catedral de Pelplin (Pomerania) es una de las mayores de la actual Polonia. La Basílica de Santa María (Cracovia) y la catedral de Wawel están entre las más importantes.

Edificios religiosos góticos de Wrocław
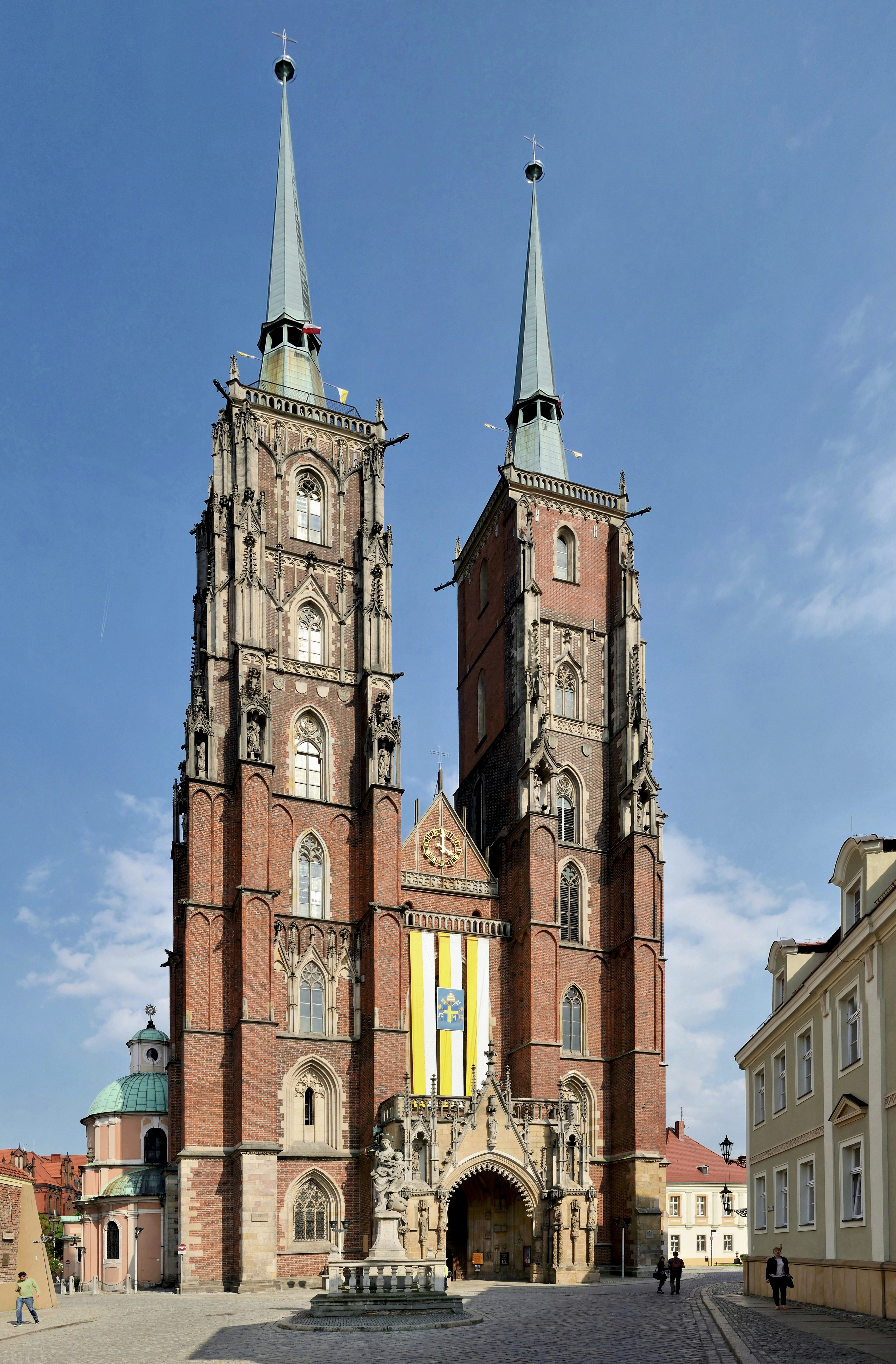
Catedral de Wrocław
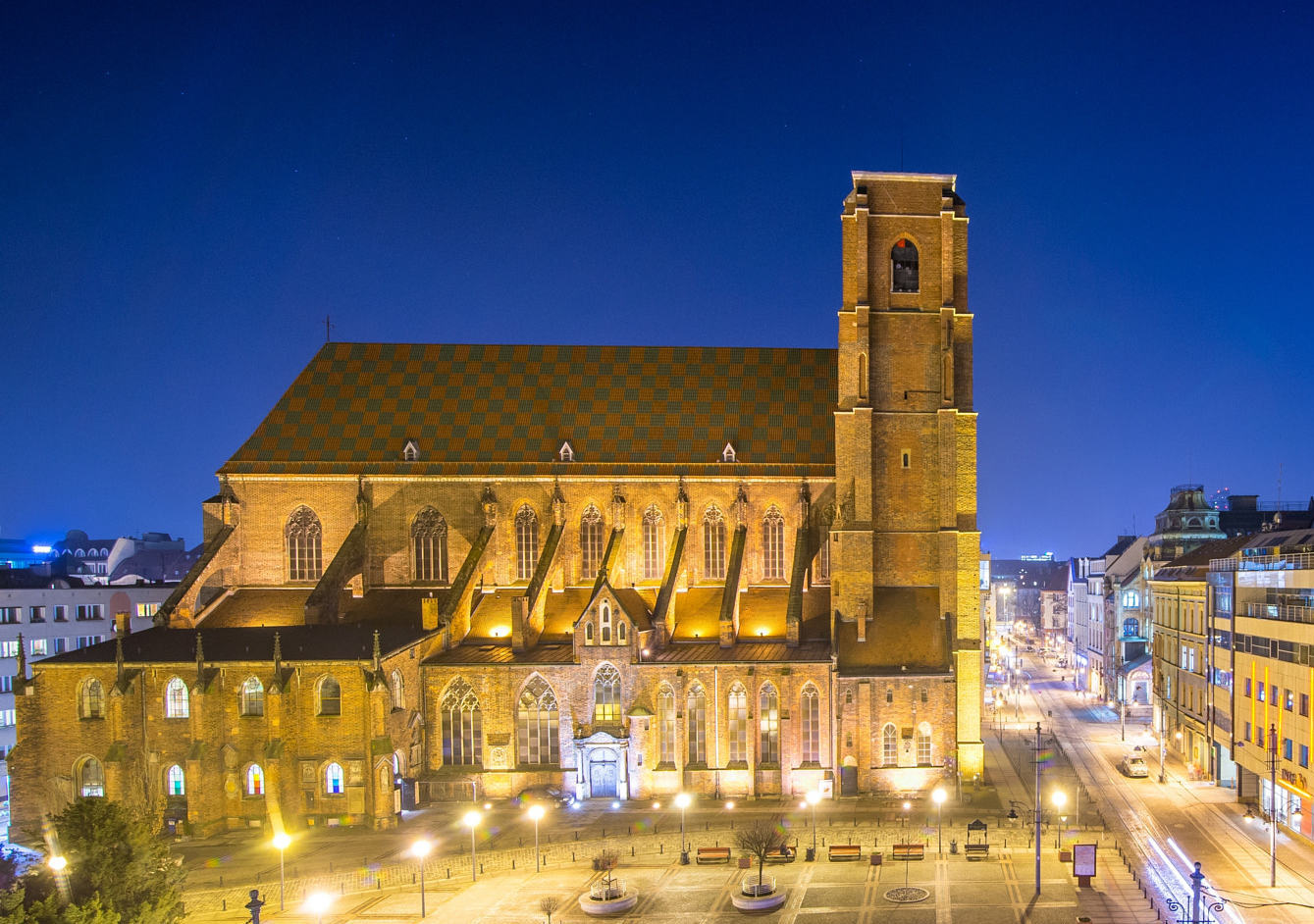
Iglesia de Santa María Magdalena
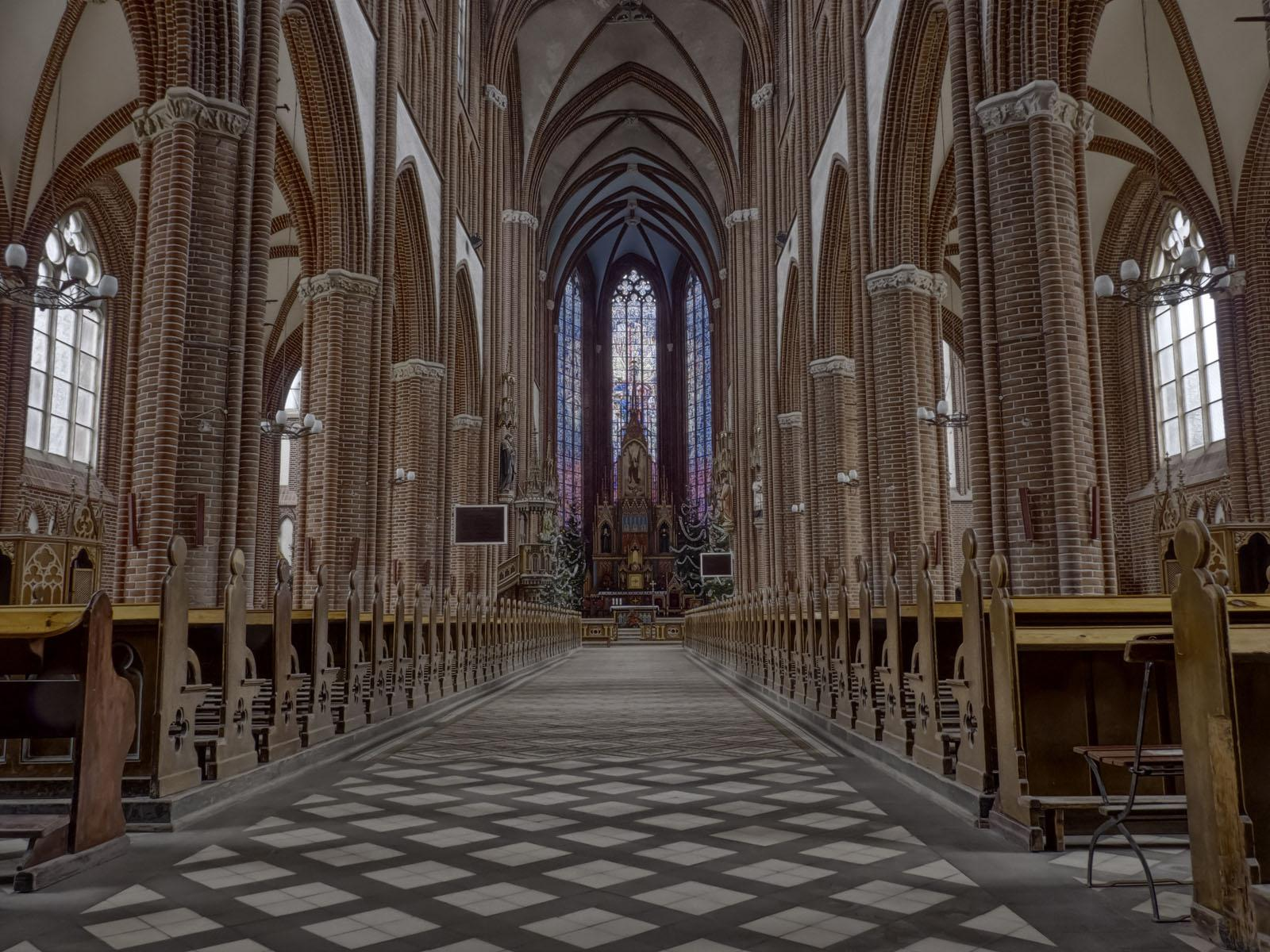
Iglesia de San Miguel Arcángel
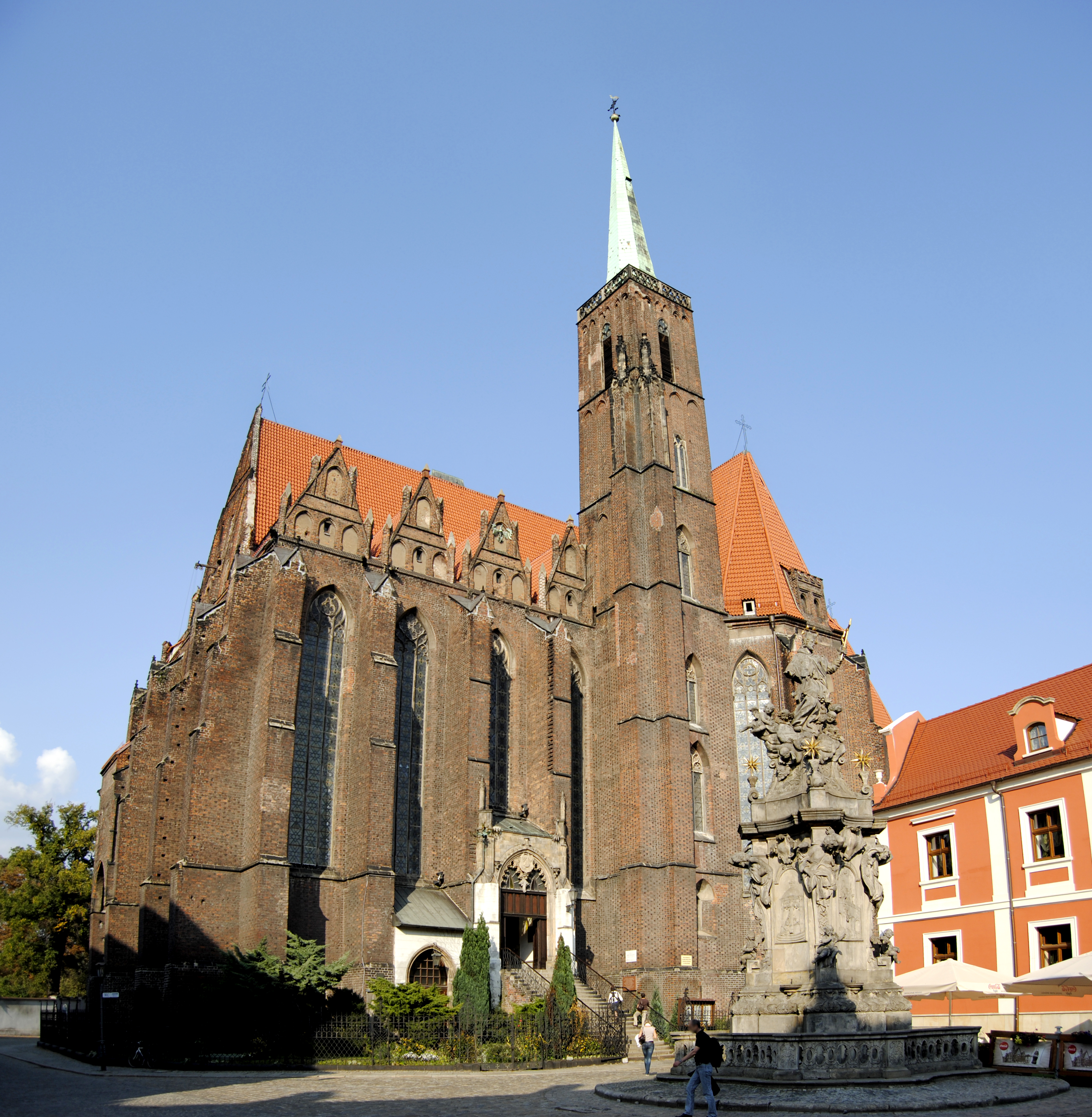
Colegiata de la Santa Cruz y San Bartolomé
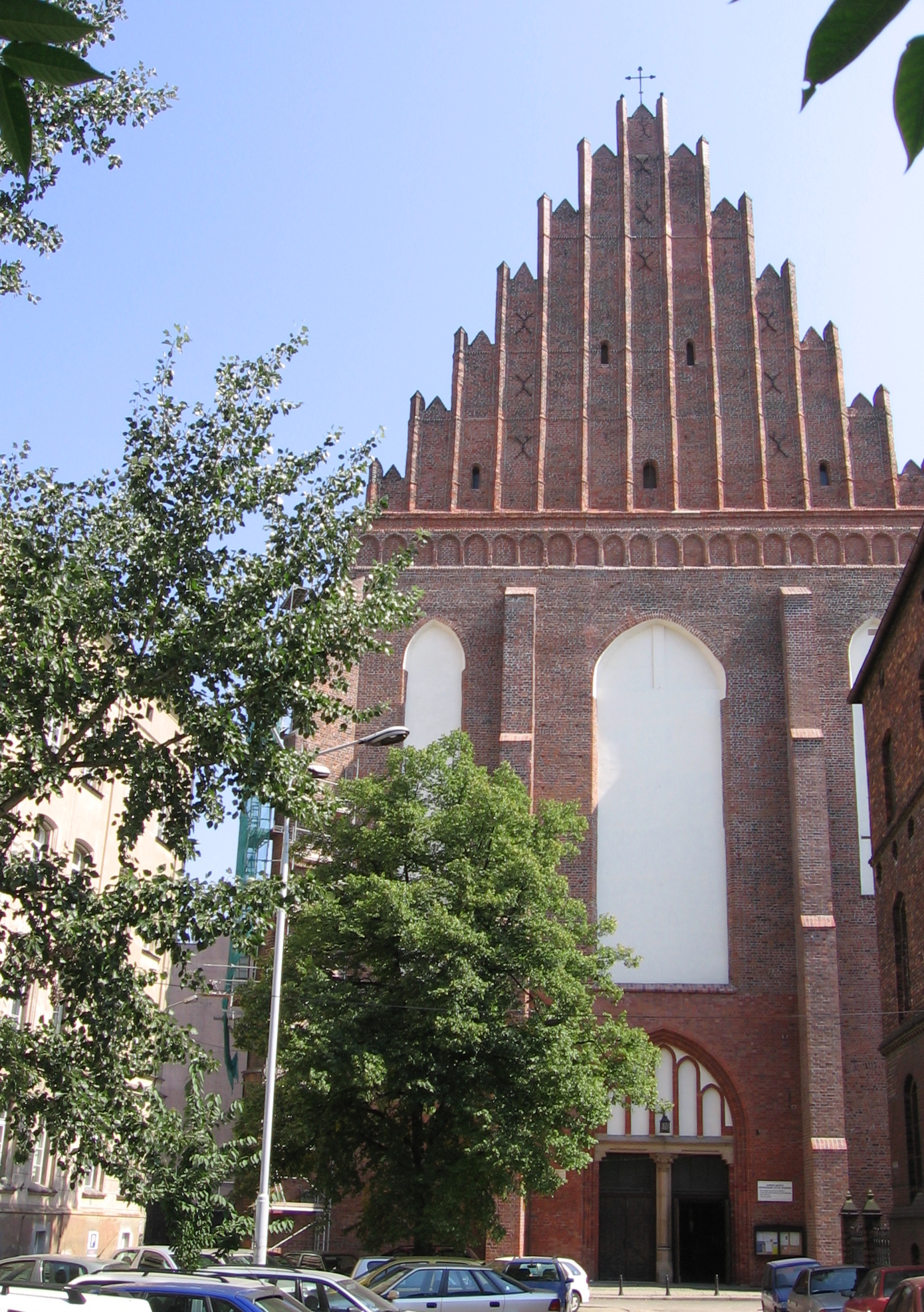
Iglesia de Santa Dorotea

Edificios religiosos góticos del resto de Polonia
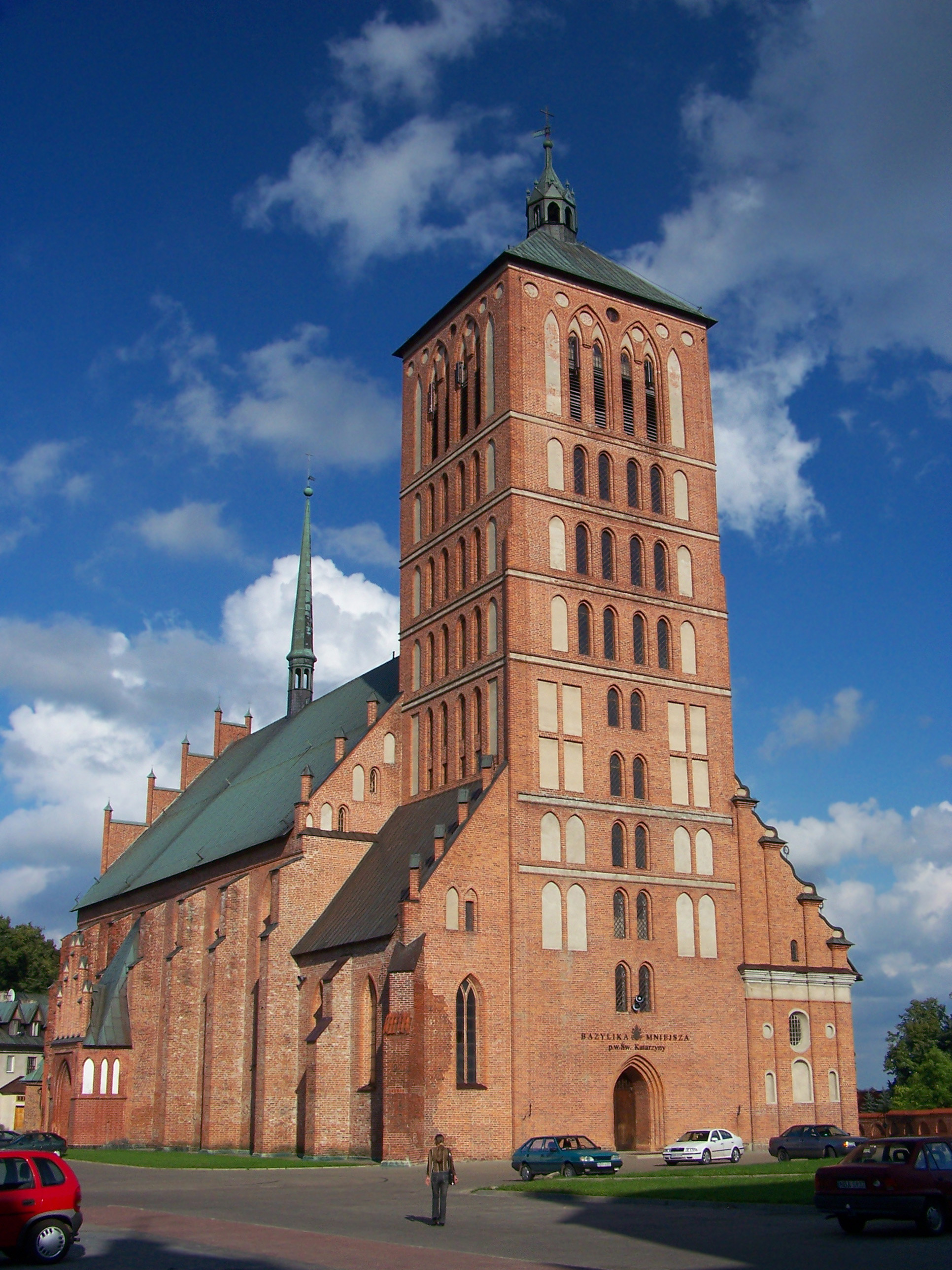
Iglesia de Santa Catalina de Braniewo
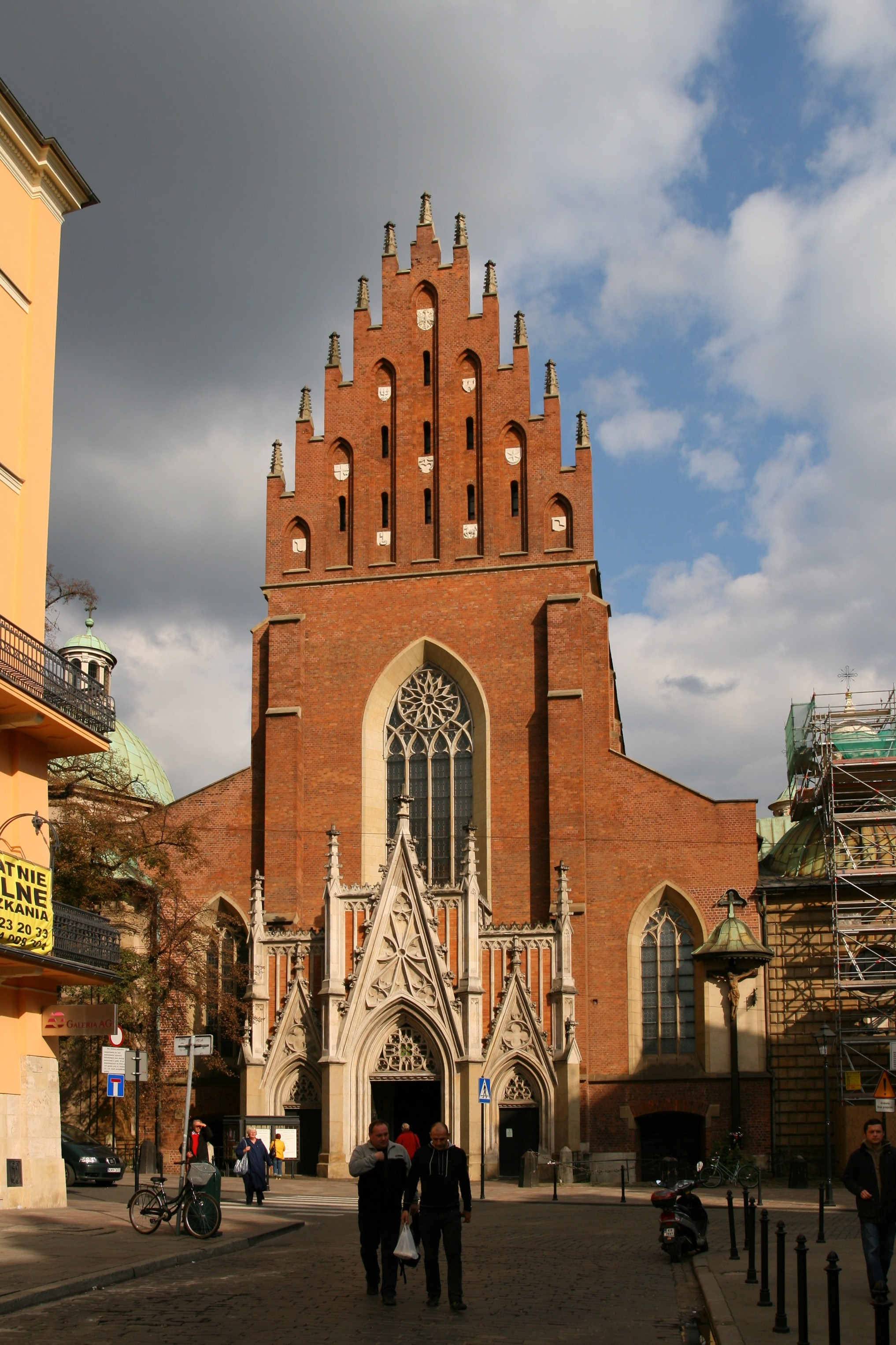
Iglesia dominica, Cracovia
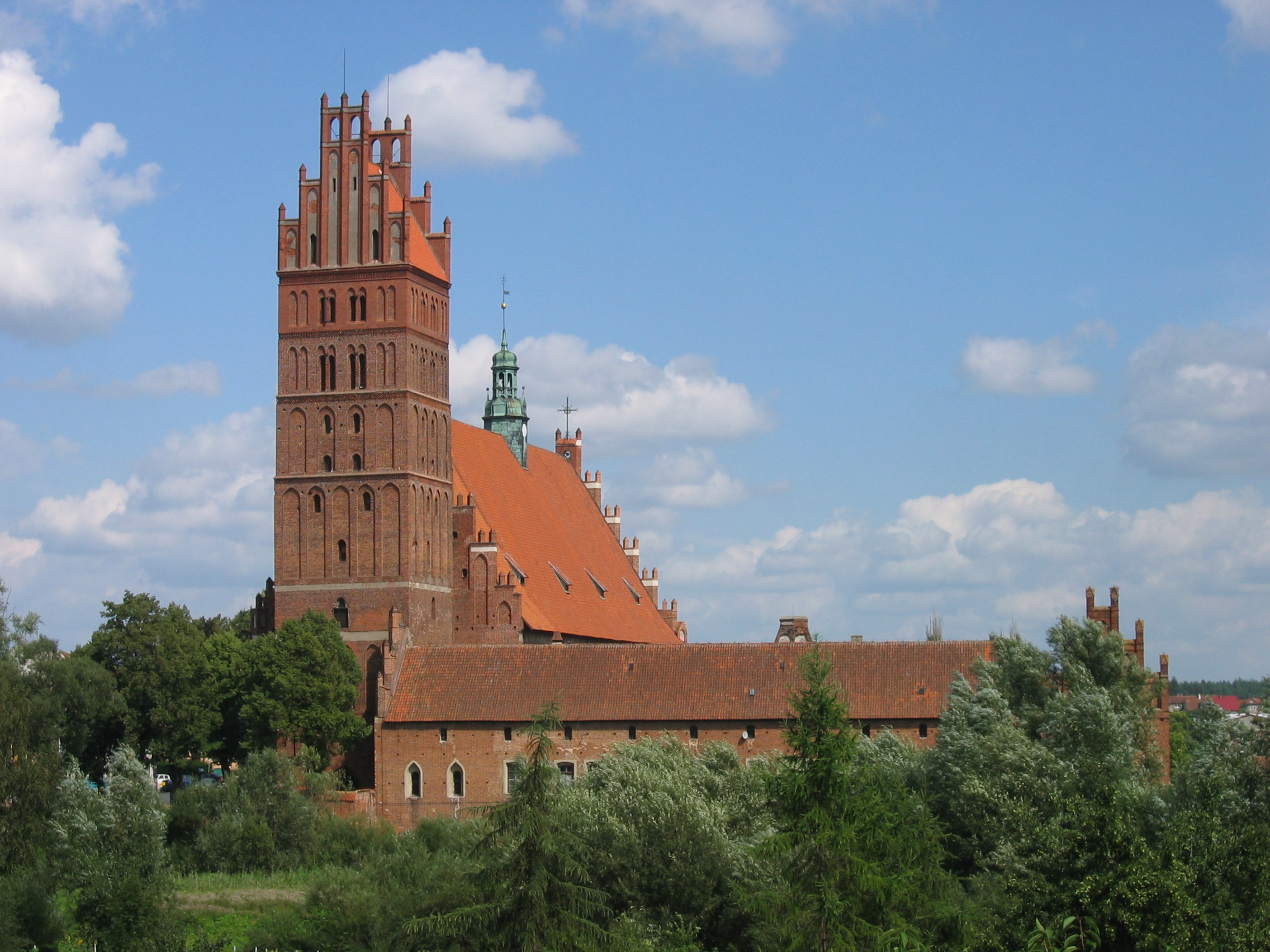
Colegiata de Dobre Miasto
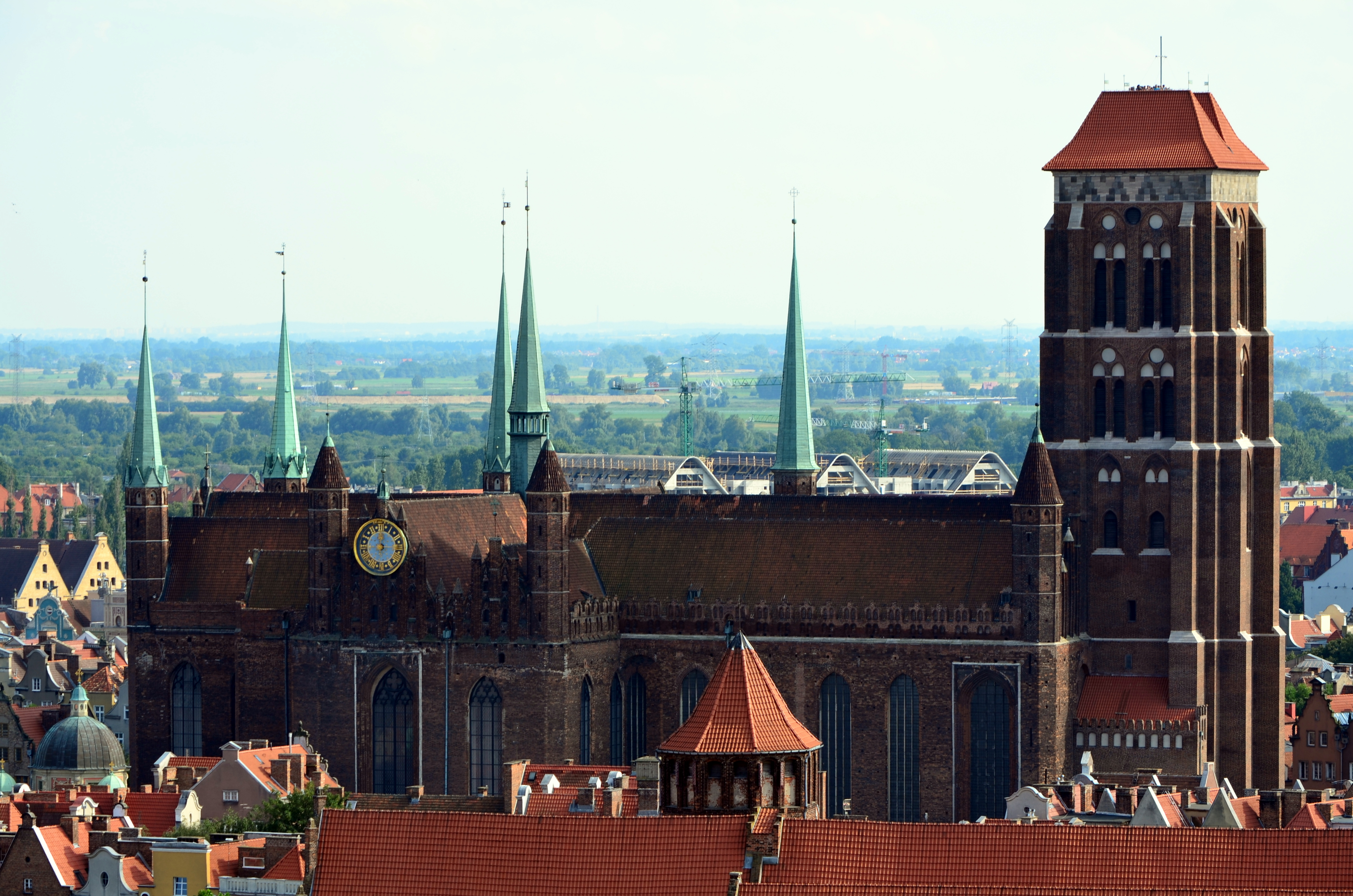
Iglesia de Santa María, Gdańsk
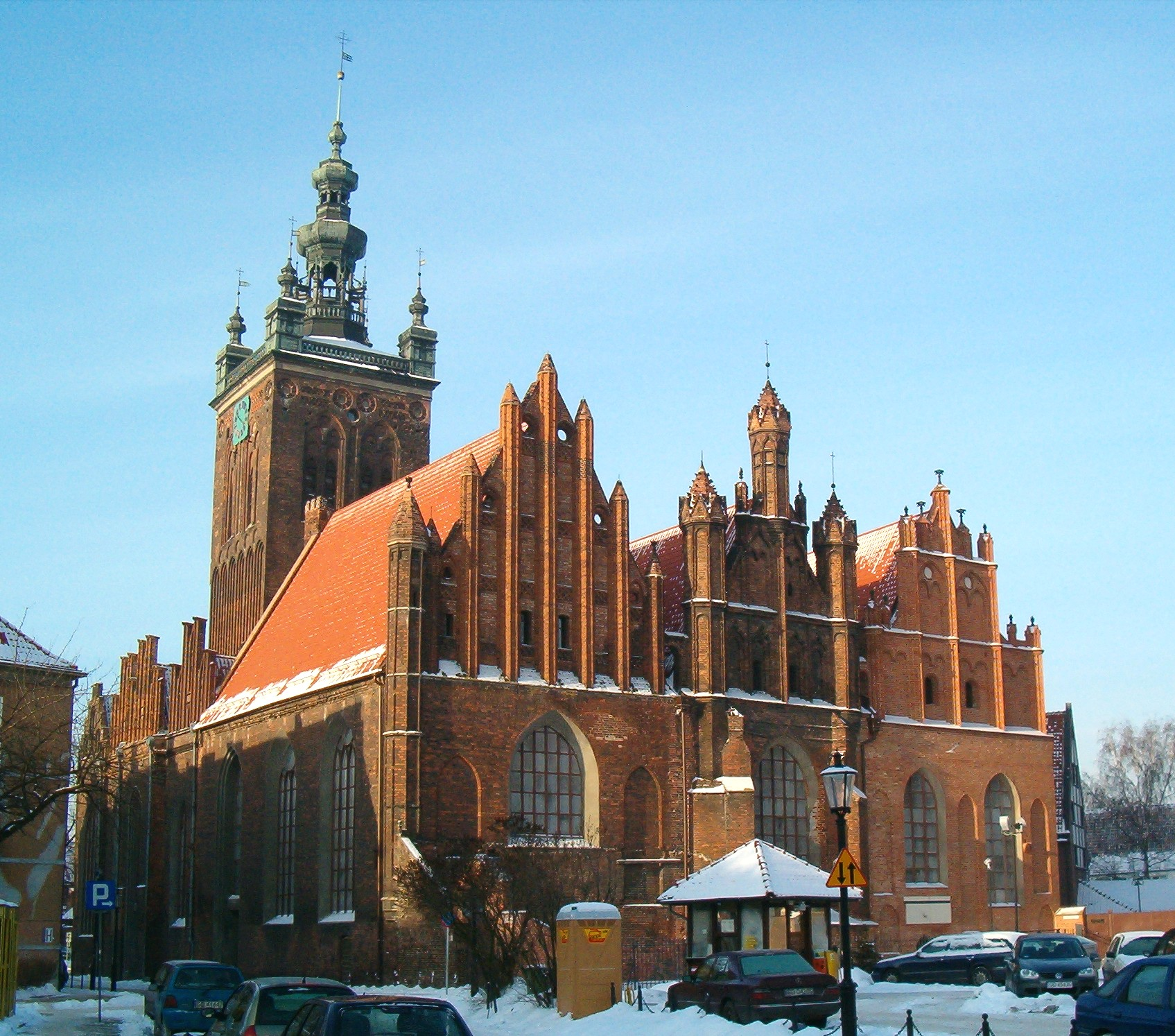
Iglesia de Santa Catalina de Gdańsk
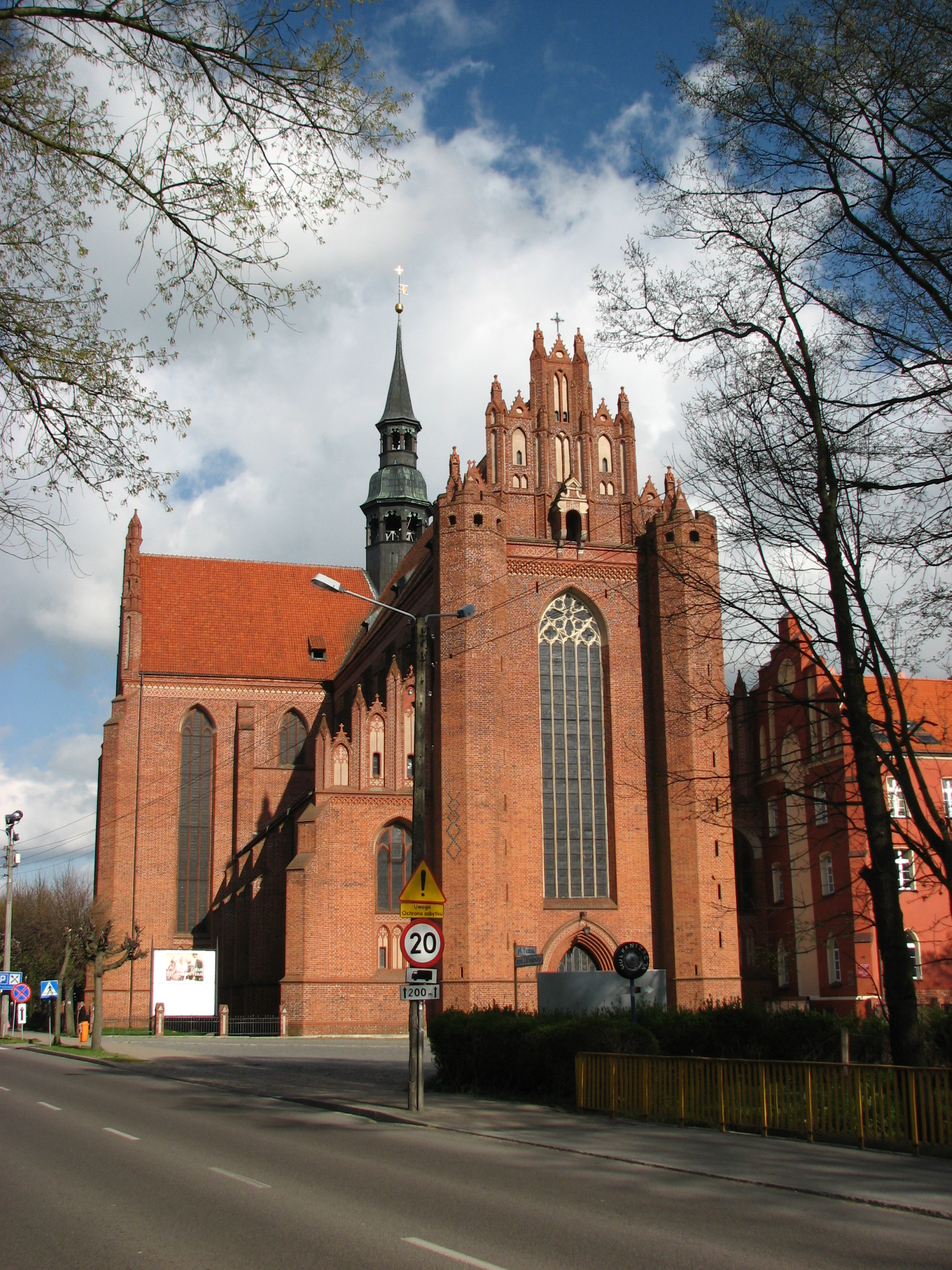
Catedral de Pelplin
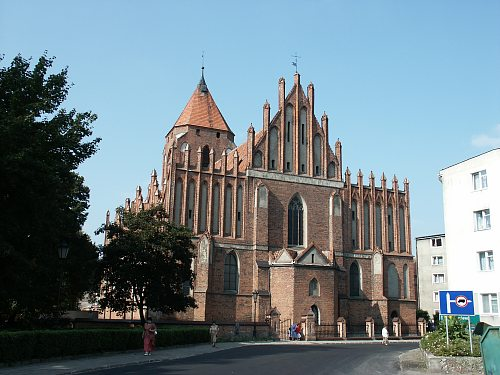
Iglesia de San Juan Bautista, Orneta
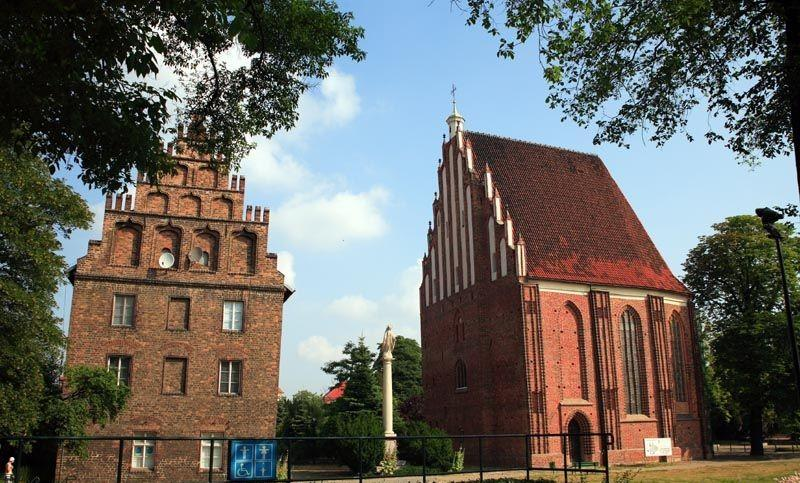
Iglesia de Psałteria Santa María, Poznań
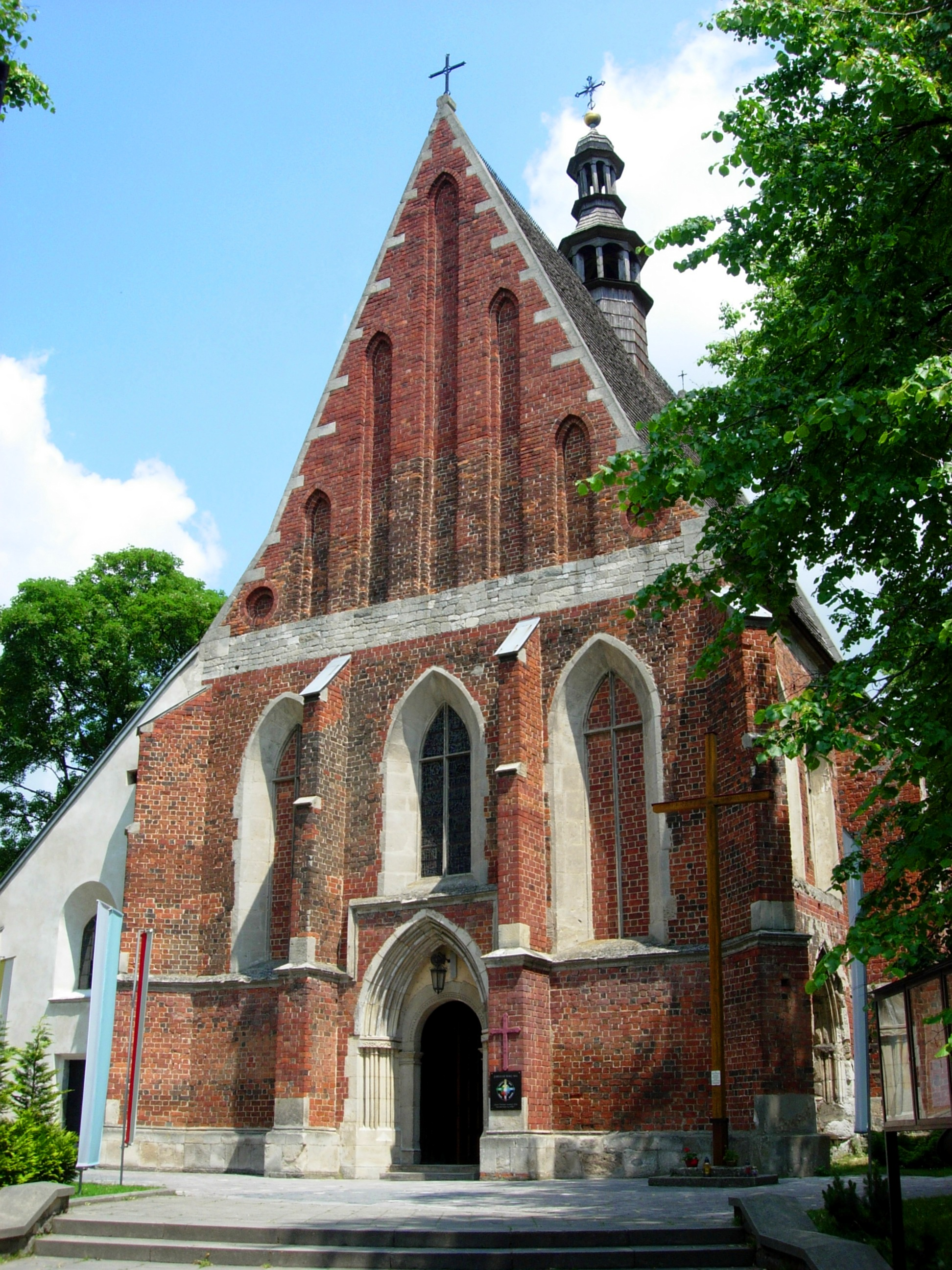
Iglesia de San Ladislao de Szydłów
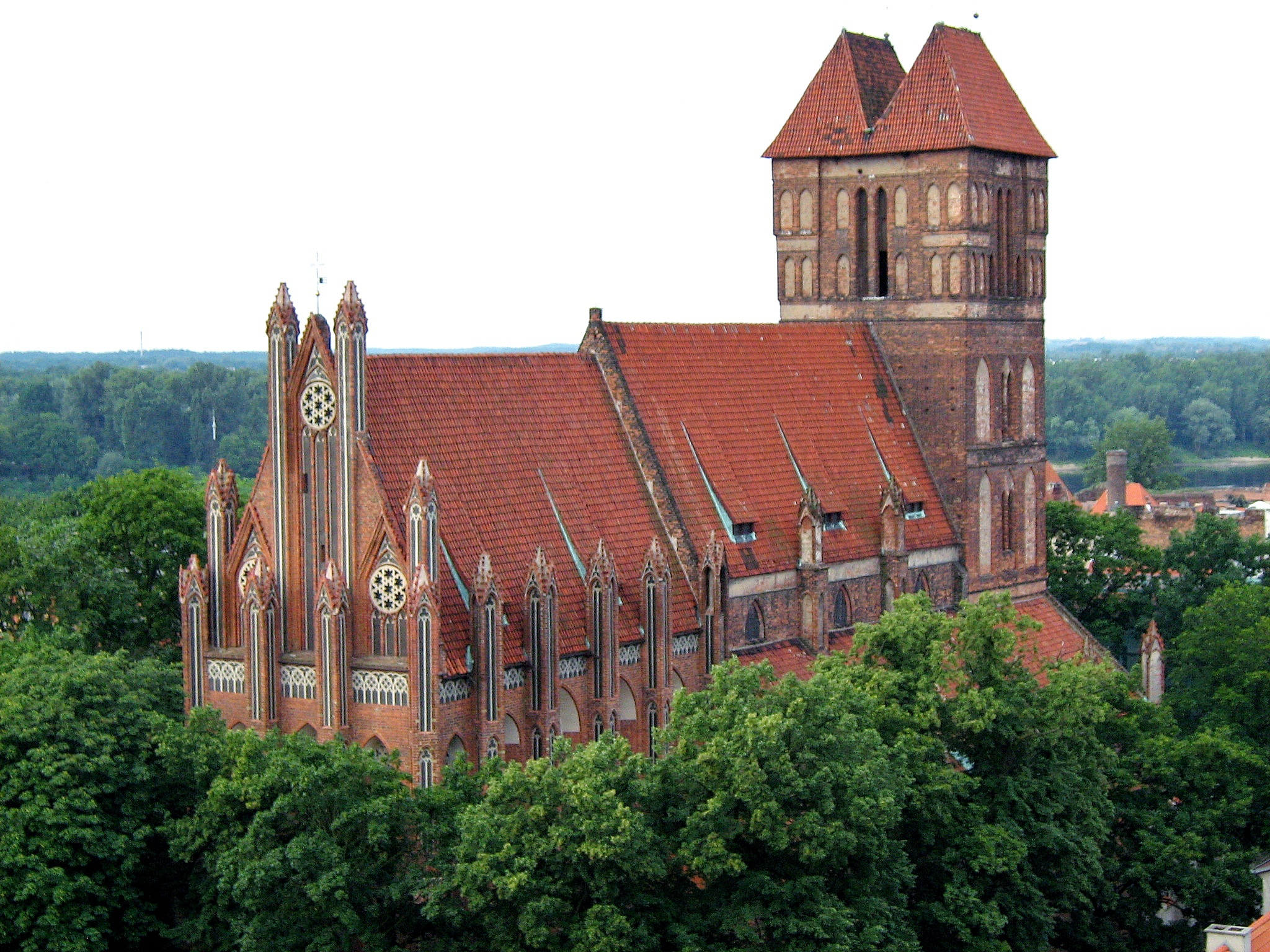
Iglesia de Santiago, Toruń
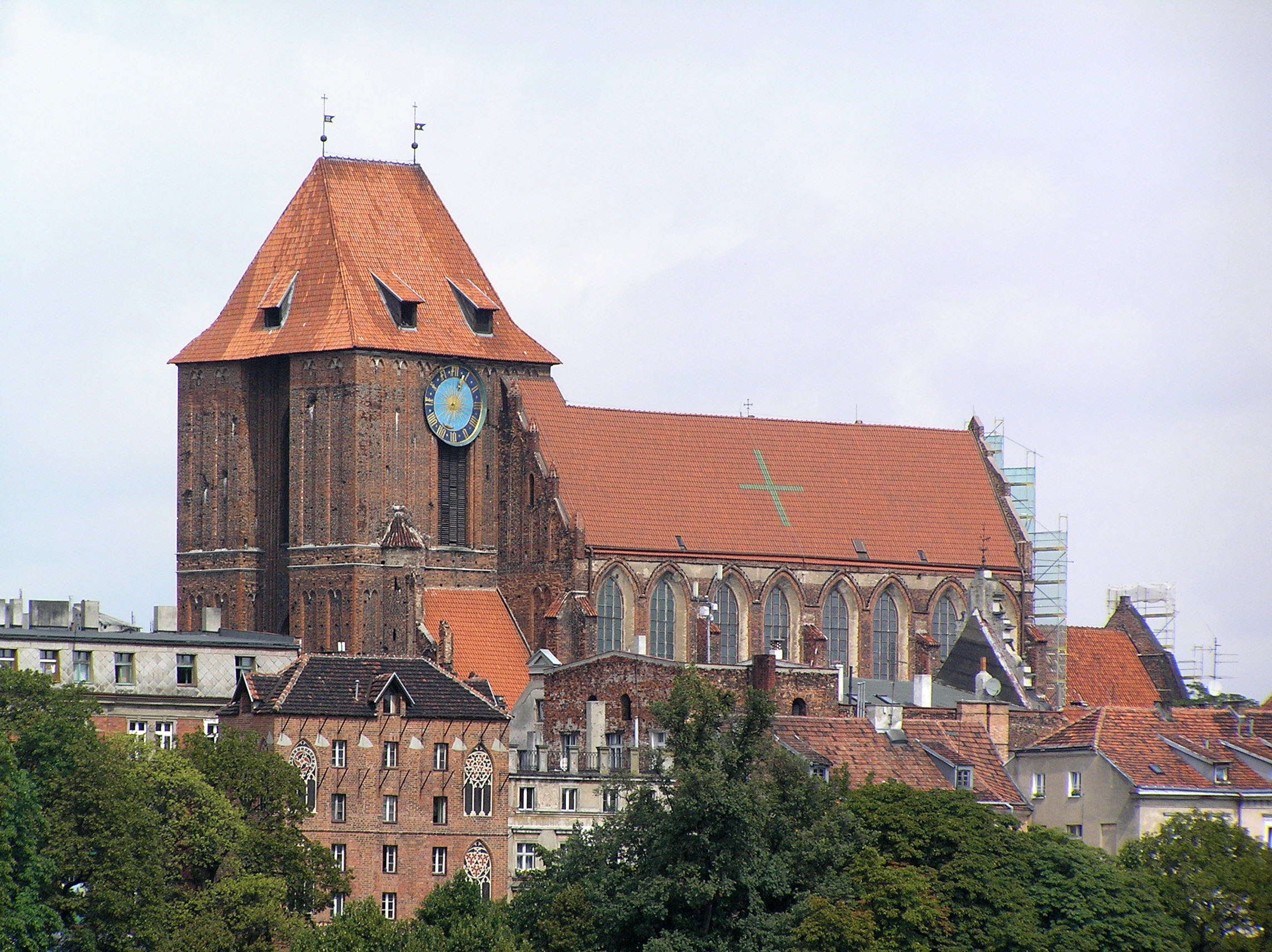
Catedral de Torun
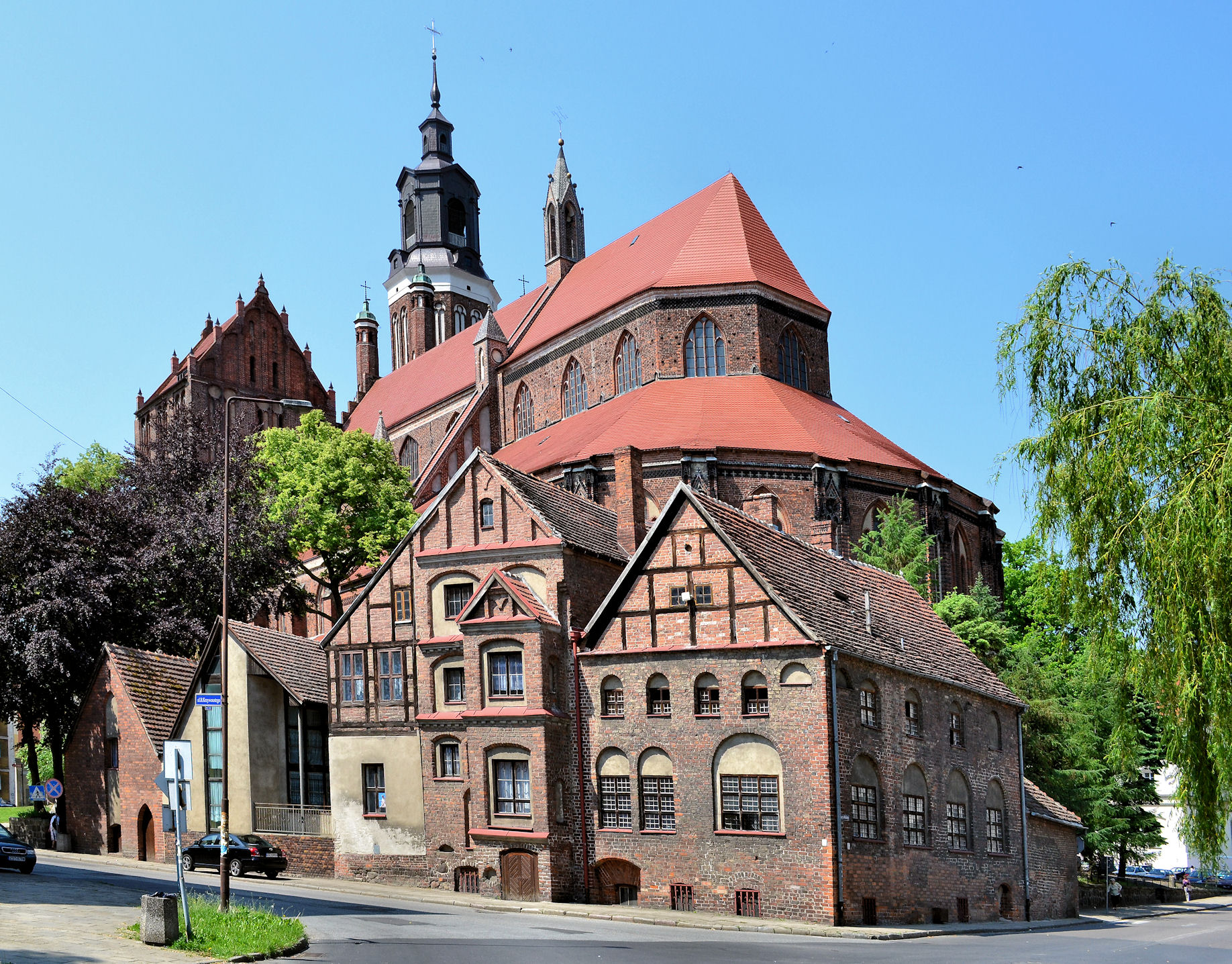
Colegiata de Santa María Reina del Mundo en Stargard
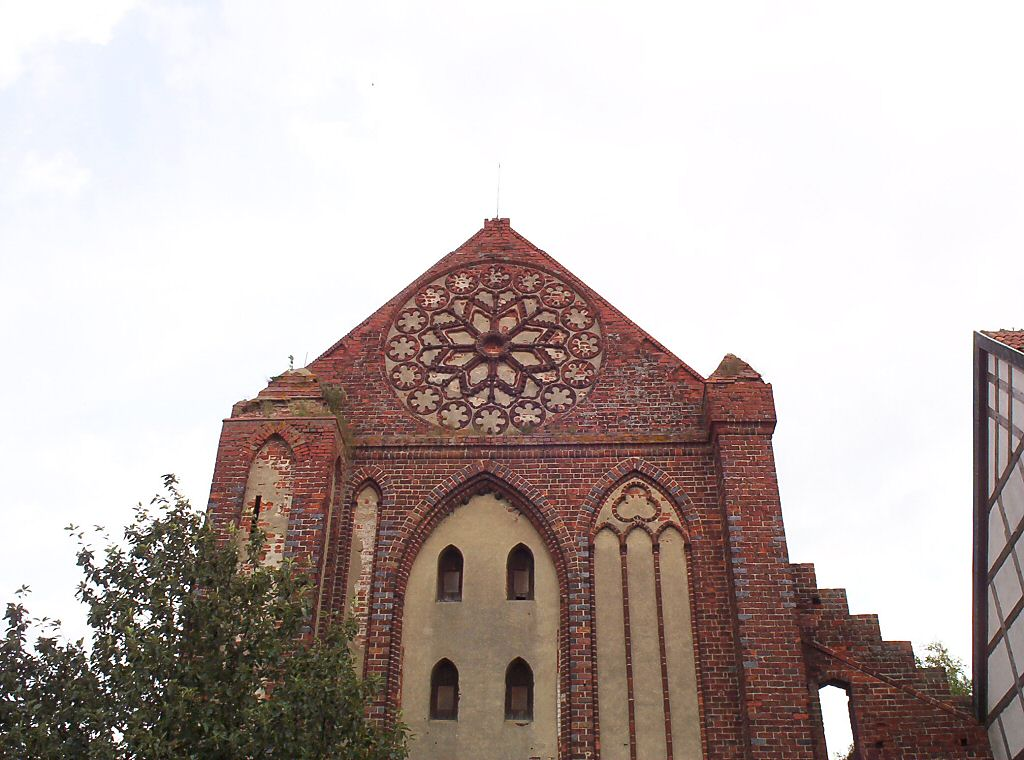
Monasterio cisterciense en Kołbacz cerca de Szczecin

## Otros edificios

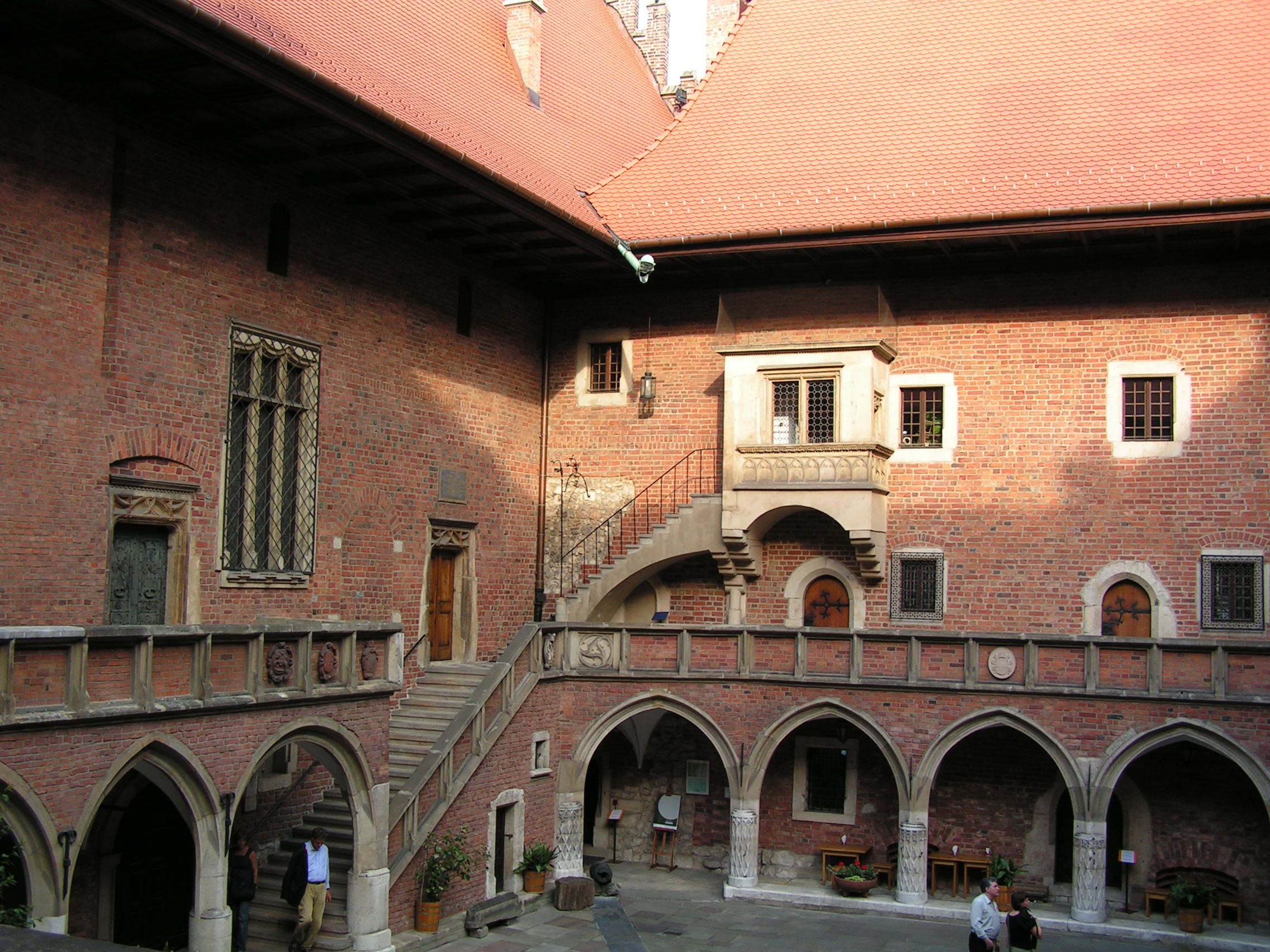
Collegium Maius, Cracovia.
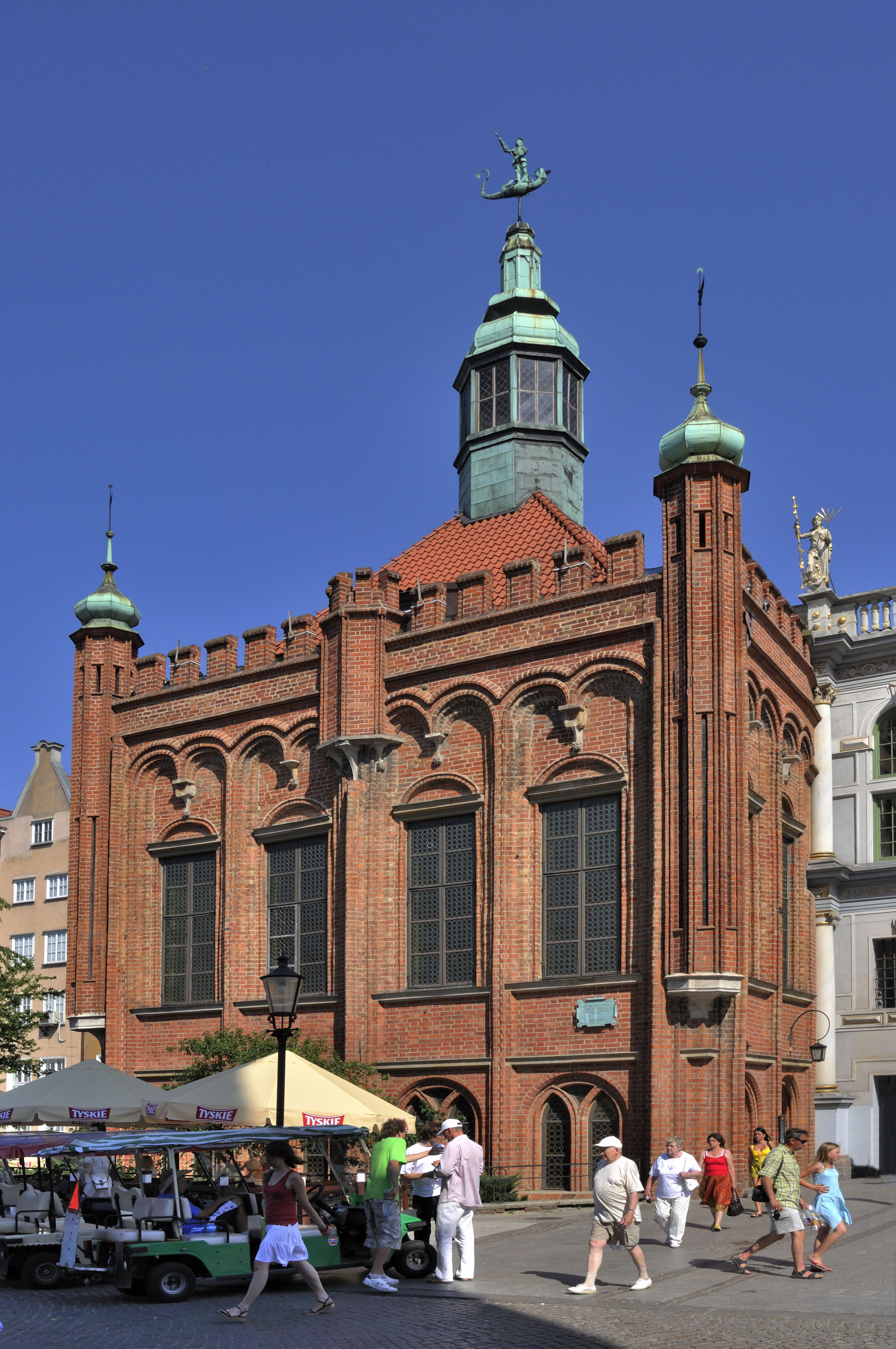
Mansión de San Jorge, Gdańsk.
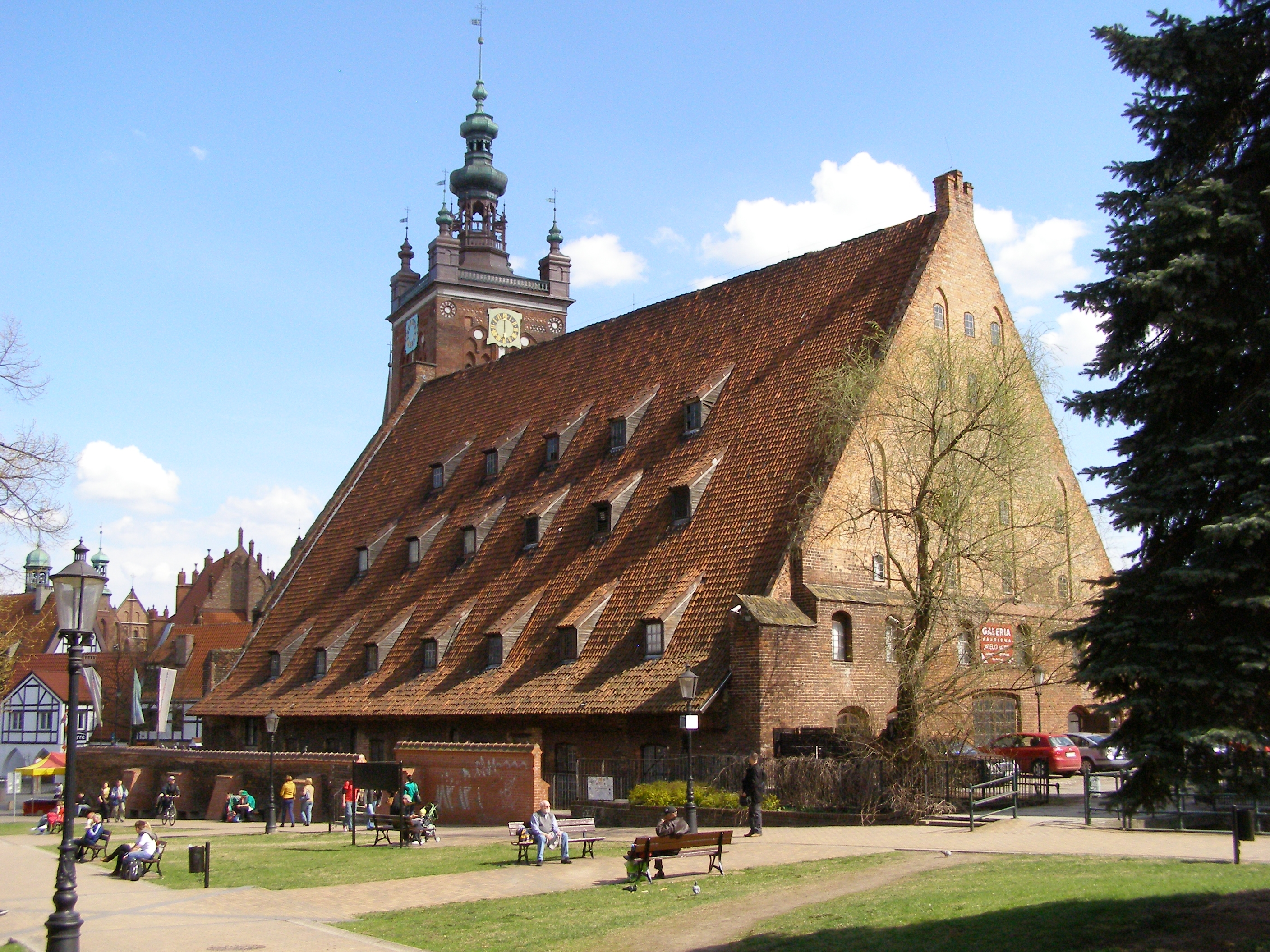
Gran Molino, Gdańsk.
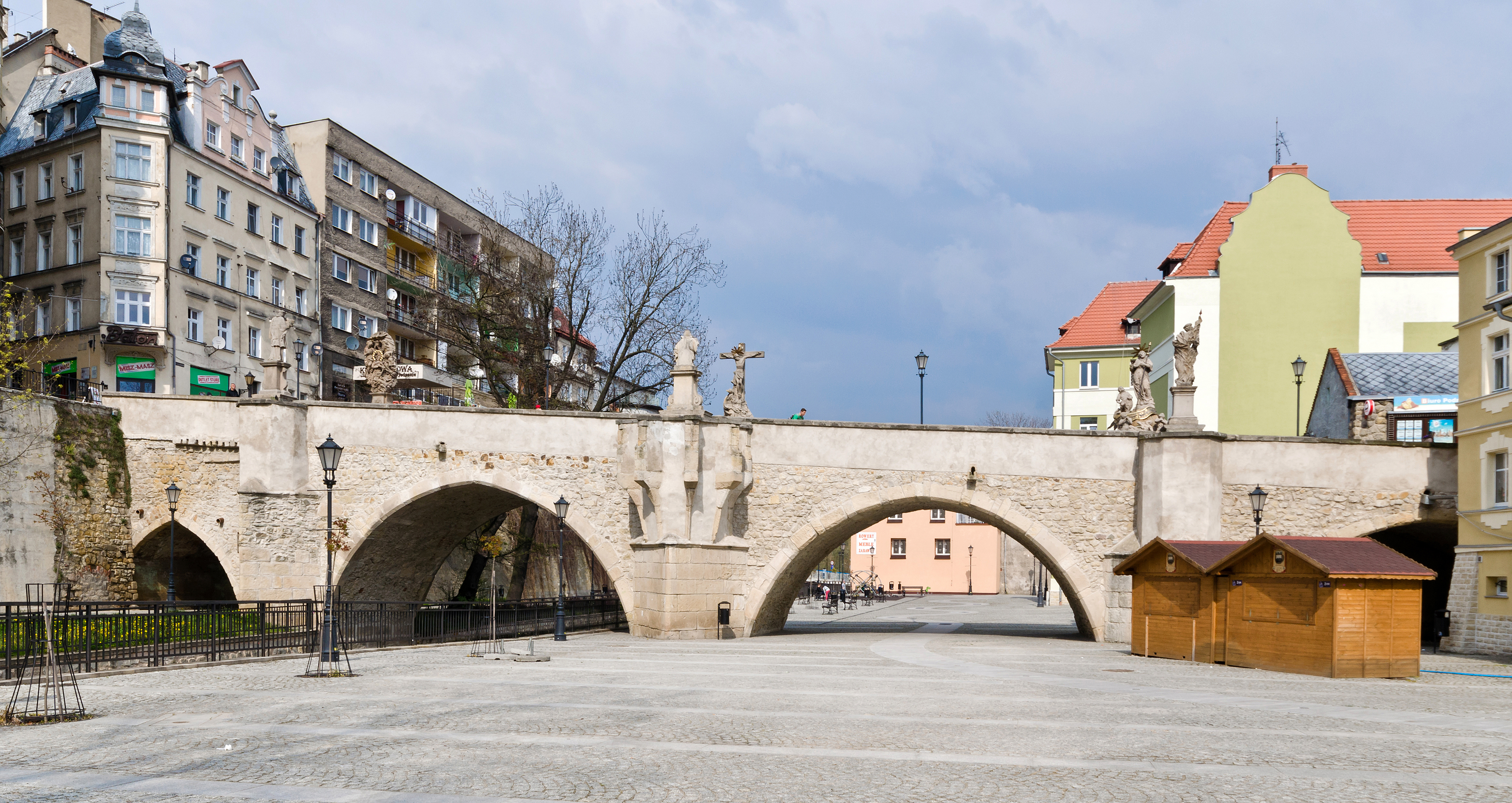
El puente gótico sobre foso del molino, Kłodzko.
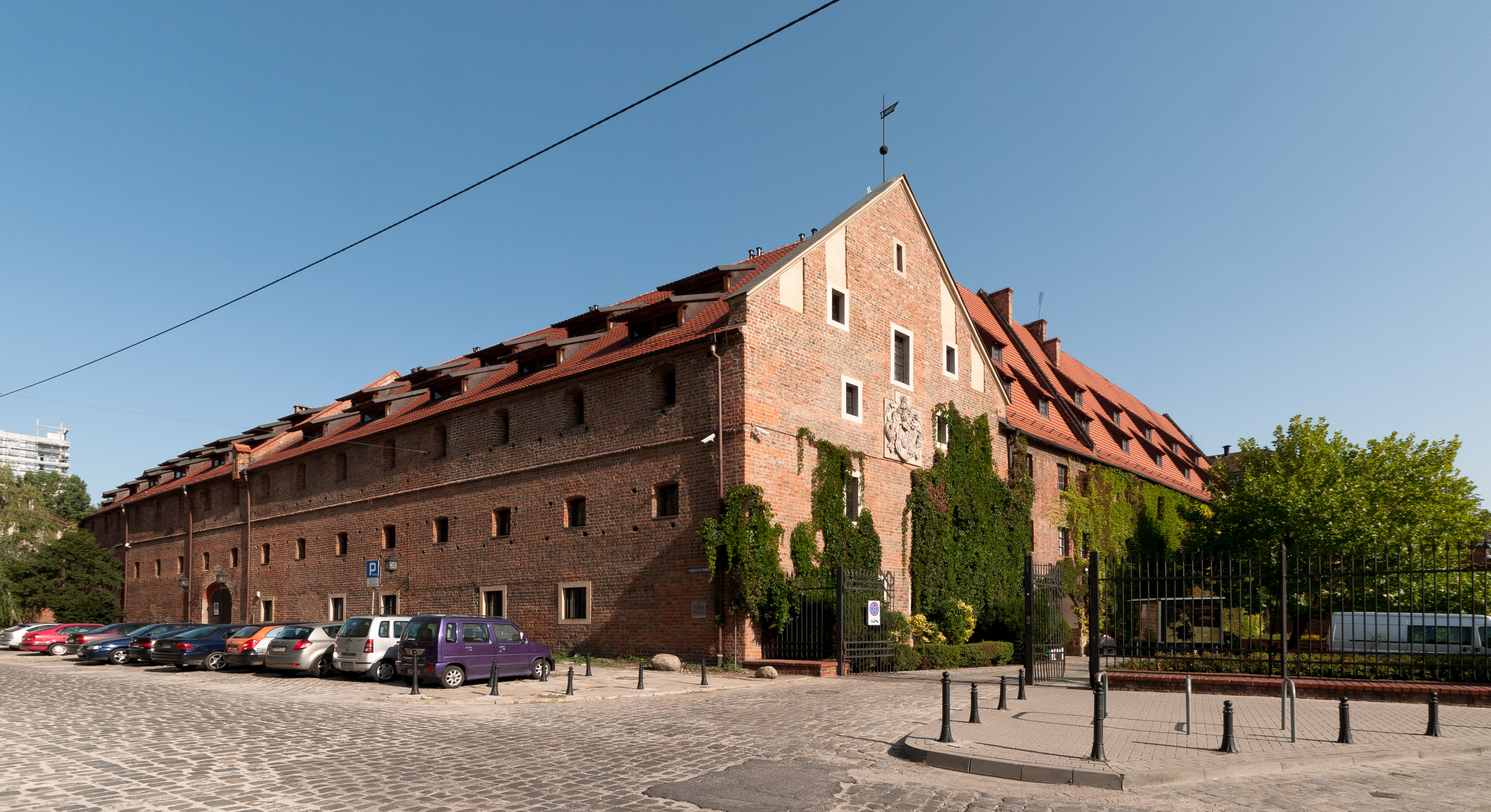
Arsenal, Wrocław.
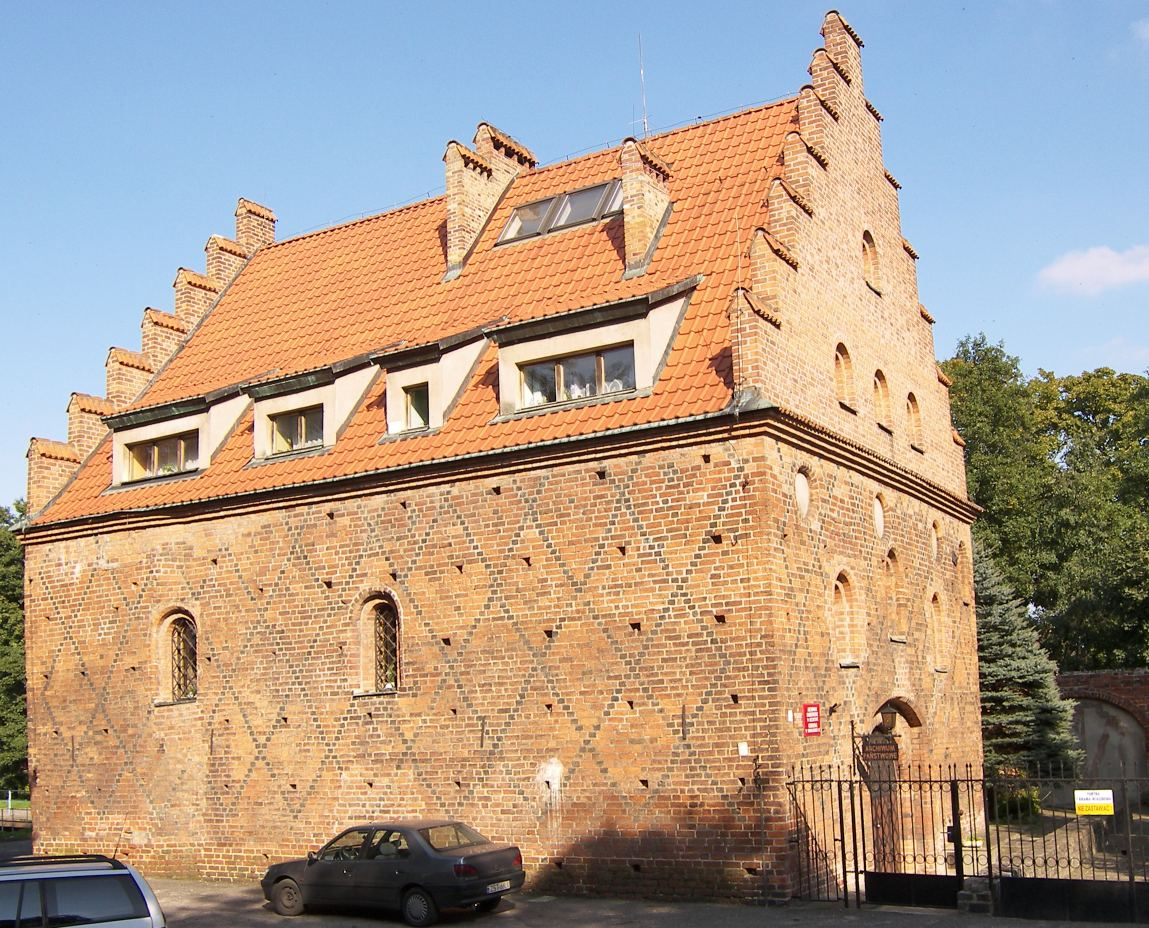
Arsenal, Stargard Szczeciński.